# Filmografia della Vitagraph
La filmografia è basata su IMDb 

## 1898
- Tearing Down the Spanish Flag, regia di J. Stuart Blackton e Albert E. Smith – cortometraggio (1898)
- Battle of Manila Bay, regia di J. Stuart Blackton – cortometraggio (1898)
- The Burglar on the Roof – cortometraggio (1898)
- The Cavalier's Dream, regia di Edwin S. Porter – cortometraggio (1898)

## 1899
- The Fitzsimmons-Jeffries Fight, regia di J. Stuart Blackton – cortometraggio (1899)
- Spot Filming of Windsor Hotel Fire in New York, regia di J. Stuart Blackton – cortometraggio (1899)
- Jeffries-Sharkey Contest (Battle of Jeffries and Sharkey for Championship of the World) – cortometraggio (1899)

## 1900
- Cohen and Coon, regia di J. Stuart Blackton – cortometraggio (1900)
- Searching Ruins on Broadway, Galveston, for Dead Bodies, regia di Albert E. Smith – cortometraggio (1900)

## 1901
- Congress of Nations (1901)

## 1902
- The Great Sword Combat on the Stairs (1902)

## 1903
- East Lynne (1903)

## 1905
- The Raiders – cortometraggio (1905)
- Raffles, the Amateur Cracksman, regia di Gilbert M. 'Broncho Billy' Anderson – cortometraggio (1905)
- The Servant Girl Problem – cortometraggio (1905)
- License No. 13; or, The Hoodoo Automobile (1905)
- Adventures of Sherlock Holmes, regia di J. Stuart Blackton – cortometraggio (1905)
- The Vanderbilt Auto Race – cortometraggio (1905)
- Black and White; or, The Mystery of a Brooklyn Baby Carriage – cortometraggio (1905)
- Escape from Sing Sing – cortometraggio (1905)
- Burglar Bill – cortometraggio (1905)
- Moving Day; or, No Children Allowed – cortometraggio (1905)
- The Green Goods Man; or, Josiah and Samanthy's Experience with the Original 'American Confidence Game' – cortometraggio (1905)
- Oh! You Dirty Boy! – cortometraggio (1905)
- The Newsboy – cortometraggio (1905)
- A Gentleman of France, regia di J. Stuart Blackton – cortometraggio (1905)
- Man Wanted – cortometraggio (1905)

## 1906
- The San Francisco Earthquake, regia di J. Stuart Blackton – cortometraggio (1906)
- Post No Bills – cortometraggio (1906)
- Juvenile Chicken Thieves – cortometraggio (1906)
- Great Railroad Panorama Through Colorado – cortometraggio (1906)
- Flags and Faces of All Races – cortometraggio (1906)
- A Strenuous Wedding – cortometraggio (1906)
- The Man with the Ladder and the Hose – cortometraggio (1906)
- The Flat Dwellers – cortometraggio (1906)
- A Modern Oliver Twist, regia di J. Stuart Blackton – cortometraggio (1906)
- Please Help the Blind; or, A Game of Graft (1906)
- The Lost Collar Button; or, A Strenuous Search – cortometraggio (1906)
- Stop Thief – cortometraggio (1906)
- Humorous Phases of Funny Faces, regia di J. Stuart Blackton – cortometraggio (1906)
- Oh! That Limburger: The Story of a Piece of Cheese – cortometraggio (1906)
- Nobody Works Like Father – cortometraggio (1906)
- Wrecked Mansions Along Van Ness Avenue – cortometraggio (1906)
- Wealthy But Homeless Citizens of San Francisco Cooking Their Meals in the Open Air at Jefferson Sq. – cortometraggio (1906)
- Park Lodge, Golden Gate Park – cortometraggio (1906)
- Panoramic View of Van Ness Ave. (1906)
- Panorama of Market Street, San Francisco – cortometraggio (1906)
- Military Feeding Starving and Destitute Refugees in Golden Gate Park – cortometraggio (1906)
- Love vs. Title; or, An Up-to-Date Elopement (1906)
- General Circular Panorama of the Burned Business District – cortometraggio (1906)
- Dynamiting Ruins and Pulling Down Walls in San Francisco – cortometraggio (1906)
- Circular Panorama of Market St. and Stockton – cortometraggio (1906)
- The Prospectors, a Romance of the Gold Fields – cortometraggio (1906)
- All Aboard! or, Funny Episodes in a Street Car – cortometraggio (1906)
- The Jail Bird and How He Flew – cortometraggio (1906)
- The Snapshot Fiend; or, Willie's New Camera – cortometraggio (1906)
- The Acrobatic Burglars – cortometraggio (1906)
- The 100 to One Shot; or, A Run of Luck – cortometraggio (1906)
- Secret Service; or, The Diamond Smugglers – cortometraggio (1906)
- William Jennings Bryan – cortometraggio (1906)
- The Indian's Revenge; or, Osceola, the Last of the Seminoles – cortometraggio (1906)
- Great Naval Review – cortometraggio (1906)
- Mother-in-Law, a Domestic Comedy – cortometraggio (1906)
- A Race for a Wife – cortometraggio (1906)
- The Automobile Thieves, regia di J. Stuart Blackton – cortometraggio (1906)
- And the Villain Still Pursued Her; or, The Author's Dream, regia di J. Stuart Blackton – cortometraggio (1906)
- A Midwinter Night's Dream; or, Little Joe's Luck – cortometraggio (1906)

## 1907
- The Life of a New York Lad – cortometraggio (1907)
- Foul Play; or, A False Friend – cortometraggio (1907)
- The Mechanical Statue and the Ingenious Servant, regia di J. Stuart Blackton – cortometraggio (1907)
- The Bad Man – cortometraggio (1907)
- Fun in a Fotograf Gallery – cortometraggio (1907)
- The Haunted Hotel, regia di J. Stuart Blackton – cortometraggio (1907)
- The Spy: A Romantic Story of the Civil War, regia di William V. Ranous – cortometraggio (1907)
- A Curious Dream, regia di J. Stuart Blackton – cortometraggio (1907)
- The Belle of the Ball – cortometraggio (1907)
- Retribution; or, The Brand of Cain – cortometraggio (1907)
- The Hero – cortometraggio (1907)
- Amateur Night; or, Get the Hook – cortometraggio (1907)
- The Flat Dwellers; or, The House of Too Much Trouble – cortometraggio (1907)
- On the Stage; or, Melodrama from the Bowery – cortometraggio (1907)
- The Pirates' Treasure; or, a Sailor's Love Story – cortometraggio (1907)
- The Stolen Pig – cortometraggio (1907)
- A Square Deal; or, The End of a Bad Man – cortometraggio (1907)
- A Horse of Another Color – cortometraggio (1907)
- One Man Baseball – cortometraggio (1907)
- Forty Winks; or, A Strenuous Dream, regia di J. Stuart Blackton – cortometraggio (1907)
- The Bunco Steerers; and, How They Were Caught – cortometraggio (1907)
- How to Cure a Cold – cortometraggio (1907)
- The Slave, a Story of the South Before the War – cortometraggio (1907)
- The Awkward Man; or, Oh! So Clumsy – cortometraggio (1907)
- The Bandits; or, A Story of Sunny Italy – cortometraggio (1907)
- The Wrong Flat; or, A Comedy of Errors – cortometraggio (1907)
- The Window Demonstration – cortometraggio (1907)
- Oliver Twist, regia di J. Stuart Blackton – cortometraggio (1907)
- Lost in an Arizona Desert – cortometraggio (1907)
- Lightning Sketches, regia di J. Stuart Blackton – cortometraggio (1907)
- Father's Quiet Sunday – cortometraggio (1907)
- Elks' Convention Parade: 'Spirit of '76' and Views of the Grand Stand – cortometraggio, documentario (1907)
- Elks' Convention Parade – cortometraggio, documentario (1907)
- The Boy, the Bust and the Bath – cortometraggio (1907)
- Athletic American Girls – cortometraggio (1907)
- White Man's First Smoke; or, Puritan Days in America – cortometraggio (1907)
- Bargain Fiend; or, Shopping à la Mode, regia di William V. Ranous – cortometraggio (1907)
- A Double-Barreled Suicide – cortometraggio (1907)
- The Baby Elephant – cortometraggio (1907)
- The Easterner; or, A Tale of the West, regia di J. Stuart Blackton – cortometraggio (1907)
- Starving Artist – cortometraggio (1907)
- The Shaughraun, regia di J. Stuart Blackton – cortometraggio (1907)
- The Disintegrated Convict – cortometraggio (1907)
- Two Thousand Miles Without a Dollar – cortometraggio (1907)
- Man, Hat and Cocktail, a New Drink, But an Old Joke, regia di William V. Ranous – cortometraggio (1907)
- Bathing Under Difficulties – cortometraggio (1907)
- The Fountain of Youth, regia di J. Stuart Blackton – cortometraggio (1907)
- Liquid Electricity; or, The Inventor's Galvanic Fluid, regia di J. Stuart Blackton – cortometraggio (1907)
- The Ghost Story, regia di J. Stuart Blackton – cortometraggio (1907)
- Cast Up by the Sea – cortometraggio (1907)
- The Mill Girl – cortometraggio (1907)
- The Burglar; or, A Midnight Surprise
- Purchasing an Automobile
- The Gipsy's Warning – cortometraggio (1907)
- The Piker's Dream, a Race Track Fantasy
- The Masquerade Party
- The Veiled Beauty; or, Anticipation and Realization
- The Inquisitive Boy; or, Uncle's Present
- The Soldier's Dream
- The Kitchen Maid's Dream
- The Twin Brother's Joke
- A Little Hero – cortometraggio (1907)
- A Fish Story – cortometraggio (1907)
- A Crazy Quilt
- The Despatch Bearer; or, Through the Enemy's Lines, regia di Albert E. Smith – cortometraggio (1907)
- Under False Colors – cortometraggio (1907)
- The Burglar and the Baby
- The Need of Gold– cortometraggio (1907)
- Laughing Gas, regia di J. Stuart Blackton – cortometraggio (1907)
- A Tale of the Sea – cortometraggio (1907)
- A Night in Dreamland, regia di J. Stuart Blackton – cortometraggio (1907)
- A Clown's Love Story – cortometraggio (1907)
- Work Made Easy, regia di J. Stuart Blackton – cortometraggio (1907)
- The Miser's Hoard – cortometraggio (1907)
- Lost, Strayed or Stolen – cortometraggio (1907)

## 1908
- H.R.H. The Prince of Wales Viewing the Grand Military Review on the Plains of Abraham, Quebec – cortometraggio, documentario (1908)
- The Jealous Wife – cortometraggio (1908)
- An Indian Love Story – cortometraggio (1908)
- The Last Cartridge, an Incident of the Sepoy Rebellion in India – cortometraggio (1908)
- The Thieving Hand, regia di J. Stuart Blackton (non accreditato) – cortometraggio (1908)
- The Intermittent Alarm Clock – cortometraggio (1908)
- Sold Again – cortometraggio (1908)
- Caught, a Detective Story – cortometraggio (1908)
- A Cowboy Elopement – cortometraggio (1908)
- Galvanic Fluid; or, More Fun with Liquid Electricity, regia di J. Stuart Blackton – cortometraggio (1908)
- Francesca di Rimini; or, The Two Brothers, regia di J. Stuart Blackton – cortometraggio (1908)
- A Comedy of Errors – cortometraggio (1908)
- The Farmer's Daughter; or, The Wages of Sin – cortometraggio (1908)
- The Deceiver – cortometraggio (1908)
- Mashing the Masher – cortometraggio (1908)
- House to Let; or, The New Tenants – cortometraggio (1908)
- Too Much Champagne – cortometraggio (1908)
- The Story of Treasure Island, regia di J. Stuart Blackton – cortometraggio (1908)
- For He's a Jolly Good Fellow – cortometraggio (1908)
- At the Stage Door; or, Bridget's Romance – cortometraggio (1908)
- A Child's Prayer; or, The Good Samaritan – cortometraggio (1908)
- The Money Lender – cortometraggio (1908)
- The Tale of a Shirt – cortometraggio (1908)
- Cupid's Realm; or, A Game of Hearts – cortometraggio (1908)
- A Mexican Love Story – cortometraggio (1908)
- The Fresh-Air Fiend; or, How He Was Cured – cortometraggio (1908)
- Who Needed the Dough? – cortometraggio (1908)
- Troubles of a Flirt – cortometraggio (1908)
- Othello, regia di William V. Ranous – cortometraggio (1908)
- After Midnight; or, A Burglar's Daughter – cortometraggio (1908)
- Macbeth
- True Hearts Are More Than Coronets – cortometraggio (1908)
- The Airship; or, 100 Years Hence, regia di J. Stuart Blackton – cortometraggio (1908)
- The Dancing Legs – cortometraggio (1908)
- Dora, a Rustic Idyll – cortometraggio (1908)
- What One Small Boy Can Do – cortometraggio (1908)
- Turning the Tables; or, Waiting on the Waiter – cortometraggio (1908)
- The Drummer's Day Off – cortometraggio (1908)
- Parlez Vous Francais? (Do You Speak French?) – cortometraggio (1908)
- Indian Bitters; or, The Patent Medicine Man – cortometraggio (1908)
- A Wife's Devotion – cortometraggio (1908)
- Tit for Tat; or, Outwitted by Wit – cortometraggio (1908)
- The Flower Girl – cortometraggio (1908)
- She Wanted to Be an Actress – cortometraggio (1908)
- A Mother's Crime – cortometraggio (1908)
- The Gambler – cortometraggio (1908)
- Nellie, the Beautiful Housemaid – cortometraggio (1908)
- An Odd Pair of Limbs – cortometraggio (1908)
- A Good Boy – cortometraggio (1908)
- The Orphan; or, A Mountain Romance – cortometraggio (1908)
- He Got Soap in His Eyes – cortometraggio (1908)
- Bill, the Bill Poster, and Pete, the Paperhanger – cortometraggio (1908)
- A Lover's Ruse; or, The Miser's Daughter – cortometraggio (1908)
- The Salt Did It; or, If You Want to Catch a Bird, Put Salt on It's Tail – cortometraggio (1908)
- A Husband's Revenge; or, The Poisoned Pills – cortometraggio (1908)
- A Fool and His Money Are Soon Parted; or, The Prodigal Son Up-to-Date – cortometraggio (1908)
- The Two Traveling Bags; or, The Adventures of Percy White and Pauline Wells – cortometraggio (1908)
- The Braggart; or, What He Said He Would Do and What He Really Did – cortometraggio (1908)
- Romeo and Juliet, regia di J. Stuart Blackton – cortometraggio (1908)
- When Casey Joined the Lodge – cortometraggio (1908)
- Gratitude – cortometraggio (1908)
- Circumstantial Evidence; or, An Innocent Victim – cortometraggio (1908)
- A Noble Jester; or, Faint Heart Never Won Fair Lady – cortometraggio (1908)
- The Selfish Man – cortometraggio (1908)
- The Reprieve: An Episode in the Life of Abraham Lincoln, regia di Van Dyke Brooke – cortometraggio (1908)
- The Determined Lovers; or, Where There's a Will, There's a Way – cortometraggio (1908)
- A Bachelor's Baby; or, A General Misunderstanding – cortometraggio (1908)
- The Story the Boots Told – cortometraggio (1908)
- The Patriot; or, The Horrors of War – cortometraggio (1908)
- Leap Year Proposals of an Old Maid – cortometraggio (1908)
- Avenged; or, The Two Sisters – cortometraggio (1908)
- East Lynne; or, Led Astray, regia di J. Stuart Blackton – cortometraggio (1908)
- The Chorus Girl – cortometraggio (1908)
- Mother-in-Law and the Artist's Model – cortometraggio (1908)
- A Tragedy of Japan – cortometraggio (1908)
- A Rustic Heroine; or, In the Days of King George – cortometraggio (1908)
- 'Twixt Love and Duty – cortometraggio (1908)
- The Guilty Conscience, regia di Van Dyke Brooke – cortometraggio (1908)
- John's New Suit; or, Why He Didn't Go to Church – cortometraggio (1908)
- Get Me a Stepladder – cortometraggio (1908)
- The Wish Bone – cortometraggio (1908)
- The Mourners; or, A Clever Undertaking – cortometraggio (1908)
- The Chieftain's Revenge; or, A Tragedy in the Highlands of Scotland – cortometraggio (1908)
- Stricken Blind; or, To Forgive Is Divine – cortometraggio (1908)
- The Press Gang; or, A Romance in the Time of King George III, regia di J. Stuart Blackton – cortometraggio (1908)
- Levitsky's Insurance Policy; or, When Thief Meets Thief – cortometraggio (1908)
- Lady Jane's Flight, regia di J. Stuart Blackton (1908)
- A Policeman's Dream, regia di J. Stuart Blackton – cortometraggio (1908)
- The Viking's Daughter: The Story of the Ancient Norsemen, regia di J. Stuart Blackton – cortometraggio (1908)
- The Female Politician, Mrs. Bell, Is Nominated for Mayor – cortometraggio (1908)
- Love Laughs at Locksmiths; an 18th Century Romance, regia di J. Stuart Blackton – cortometraggio (1908)
- Captured by Telephone – cortometraggio (1908)
- The Water Sprite, a Legend of the Rhine, regia di J. Stuart Blackton – cortometraggio (108)
- The Promise! Henri Promises Never to Gamble Again – cortometraggio (1908)
- The Little Detective – cortometraggio (1908)
- An Indian's Honor – cortometraggio (1908)
- The Poisoned Bouquet, an Italian Tragedy of the XV Century – cortometraggio (1908)
- The Gypsy's Revenge, regia di Van Dyke Brooke – cortometraggio (1908)
- Tercentenary Celebrations to Commemorate the 300th Anniversary of the Founding of Quebec by Champlain – cortometraggio, documentario (1918)
- Buried Alive, regia di Van Dyke Brooke – cortometraggio (1908)
- A Kind-Hearted Bootblack – cortometraggio (1908)
- The Merry Widower; or, The Rejuvenation of a Fossil – cortometraggio (1908)
- Just Plain Folks, the Story of a Simple Country Girl, regia di George D. Baker (1908)
- The Discoverers: A Grand Historical Pageant Picturing the Discovery and Founding of New France, Canada, regia di J. Stuart Blackton – cortometraggio (1908)
- Salome, regia di J. Stuart Blackton – cortometraggio (1908)
- Lonely Gentleman; or, Incompatibility of Temper – cortometraggio (1908)
- How Simpkins Discovered the North Pole – cortometraggio (1908)
- Biscuits Like Mother Used to Make – cortometraggio (1908)
- H.R.H. The Prince of Wales Decorating the Monument of Champlain and Receiving Addresses of Welcome from the Mayor of Quebec, the Governor General of Canada and Vice President Fairbanks, Representative of the United States – cortometraggio, documentario (1908)
- Western Courtship: A Love Story of Arizona, regia di J. Stuart Blackton – cortometraggio (1908)
- The Dumb Witness, regia di Van Dyke Brooke – cortometraggio (1908)
- The Clown's Christmas Eve – cortometraggio (1908)
- In the Days of the Pilgrims, a Romance of the 15th Century in America – cortometraggio (1908)
- The Wages of Sin, an Italian Tragedy – cortometraggio (1908)
- By a Woman's Wit – cortometraggio (1908)
- A Workingman's Dream, regia di J. Stuart Blackton – cortometraggio (1908)
- Willie's Fall from Grace – cortometraggio (1908)
- Stolen Plans or The Boy Detective, regia di Van Dyke Brooke – cortometraggio (1908)
- Bathing; or, Charlie and Mary in the Country – cortometraggio (1908)
- A Tale of a Harem: The Caliph and the Pirate – cortometraggio (1908)
- Richard III, regia di J. Stuart Blackton e William V. Ranous – cortometraggio (1908)
- Her Newsboy Friend – cortometraggio (1908)
- The Mardi Gras Parade at Coney Island – cortometraggio, documentario (1908)
- Reception for the Victorious Olympic Team of American Athletes at City Hall, New York – cortometraggio, documentario (1908)
- The Professor's Trip to the Country; or, A Case of Mistaken Identity – cortometraggio (1908)
- Duty Versus Revenge, regia di Van Dyke Brooke – cortometraggio (1908)
- The Gambler and the Devil, regia di J. Stuart Blackton – cortometraggio (1908)
- A Romance of the Alps – cortometraggio (1908)
- Leah the Forsaken, regia di Van Dyke Brooke – cortometraggio (1908)
- Two Broken Hearts, the Story of a Worthless Husband and a Faithful Dog – cortometraggio (1908)
- The Naughty Little Princess – cortometraggio (1908)
- Two's Company, Three's a Crowd – cortometraggio (1908)
- A Spanish Romance – cortometraggio (1908)
- An Auto Heroine; or, The Race for the Vitagraph Cup and How It Was Won – cortometraggio (1908)
- The Witch, regia di Van Dyke Brooke – cortometraggio (1908)
- The Merry Widow Hat – cortometraggio (1908)
- A Night Out; or, He Couldn't Go Home in the Morning – cortometraggio (1908)
- A Dearly Paid for Kiss – cortometraggio (1908)
- The Mummer's Daughter, regia di George D. Baker – cortometraggio (1908)
- House Cleaning Days; or, No Rest for the Weary – cortometraggio (1908)
- The Stage-Struck Daughter, regia di Van Dyke Brooke – cortometraggio (1908)
- The Renunciation – cortometraggio (1908)
- Antonio e Cleopatra (Antony and Cleopatra), regia di J. Stuart Blackton e Charles Kent – cortometraggio (1908)
- Yens Yensca, the Swedish Butcher Boy; or, Mistaken for a Burglar – cortometraggio (1908)
- Barbara Fritchie: The Story of a Patriotic American Woman, regia di J. Stuart Blackton – cortometraggio (1908)
- Two Affinities; or, A Domestic Reunion – cortometraggio (1908)
- The Right of the Seigneur – cortometraggio (1908)
- The Inn of Death: An Adventure in the Pyrenees Mountains, regia di Van Dyke Brooke – cortometraggio (1908)
- A Jealous Old Maid; or, No One to Love Her, regia di Van Dyke Brooke – cortometraggio (1908)
- The Elf King: A Norwegian Fairy Tale, regia di J. Stuart Blackton – cortometraggio (1908)
- The Shoemaker of Coepenick – cortometraggio (1908)
- A Tale of the Crusades – cortometraggio (1908)
- The Peasant Girl's Loyalty – cortometraggio (1908)
- A Lover's Stratagems, regia di George D. Baker – cortometraggio (1908)
- The Miner's Daughter
- Charity Begins at Home, a Story of the South During the Civil War – cortometraggio (1908)
- Julius Caesar, regia di J. Stuart Blackton e William V. Ranous – cortometraggio (1908)
- How Jones Saw the Carnival – cortometraggio (1908)
- A Summer Idyl – cortometraggio (1908)
- Making Moving Pictures, regia di J. Stuart Blackton – cortometraggio (1908)
- Slippery Jim's Repentance, regia di Van Dyke Brooke – cortometraggio (1908)
- Christmas in Paradise Alley – cortometraggio (1908)
- Slumberland, regia di Van Dyke Brooke – cortometraggio (1908)
- Sheridan's Ride – cortometraggio (1908)
- Weary's Christmas Dinner – cortometraggio (1908)
- The Dancer and the King: A Romantic Story of Spain, regia di J. Stuart Blackton – cortometraggio (1908)
- The Merchant of Venice, regia di J. Stuart Blackton – cortometraggio (1908)
- The Hazers – cortometraggio (1908)
- The Flower Girl of Paris, regia di Van Dyke Brooke – cortometraggio (1908)
- Monkeyland, a Jungle Romance – cortometraggio (1908)
- A Dream of Wealth, a Tale of the Gold Seekers of '49 – cortometraggio (1908)

## 1909
- We Must Do Our Best, regia di Van Dyke Brooke – cortometraggio (1909)
- The Life of George Washington – cortometraggio (1909)
- Cure for Bashfulness – cortometraggio (1909)
- A Sister's Love: A Tale of the Franco-Prussian War, regia di Van Dyke Brooke – cortometraggio (1909)
- The PaintingThe Painting – cortometraggio (1909)
- The Bride of Lammermoor: A Tragedy of Bonnie Scotland, regia di J. Stuart Blackton – cortometraggio (1909)
- He Went to See the Devil Play – cortometraggio (1909)
- A Telepathic Warning, the Story of a Child's Love for Her Father, regia di J. Stuart Blackton – cortometraggio (1909)
- The Heroine of the Forge – cortometraggio (1909)
- The Castaways, regia di J. Stuart Blackton – cortometraggio (1909)
- The Two Sons – cortometraggio (1909)
- The Bride of Tabaiva – cortometraggio (1909)
- Ruy Blas, regia di J. Stuart Blackton – cortometraggio (1909)
- A Colonial Romance, regia di Van Dyke Brooke – cortometraggio (1909)
- A Case of Spirits; or, All's Well That Ends Well – cortometraggio (1909)
- The Treasure; or, The House Next Door – cortometraggio (1909)
- The Love of the Pasha's Son: A Turkish Romance – cortometraggio (1909)
- Virginius, regia di J. Stuart Blackton – cortometraggio (1909)
- Cleopatra's Lover; or, A Night of Enchantment – cortometraggio (1909)
- The Marathon Race; or, How Tom Paid Off the Mortgage – cortometraggio (1909)
- The Deacon's Love Letters, regia di Van Dyke Brooke – cortometraggio (1909)
- Jessie, the Stolen Child, regia di Van Dyke Brooke – cortometraggio (1909)
- A Clever Trick – cortometraggio (1909)
- Lost in a Folding Bed – cortometraggio (1909)
- An Irish Hero – cortometraggio (1909)
- The Honor of the Slums, regia di Van Dyke Brooke – cortometraggio (1909)
- How the Kids Got Even – cortometraggio (1909)
- C.Q.D.; or, Saved by Wireless; a True Story of the Wreck of the Republic – cortometraggio (1909)
- The Poor Musician, regia di Van Dyke Brooke – cortometraggio (1909)
- The Perpetual Proposal; or, An Ardent Wooer – cortometraggio (1909)
- Saul and David, regia di J. Stuart Blackton – cortometraggio (1909)
- Mogg Megone, an Indian Romance – cortometraggio (1909)
- And His Coat Came Back – cortometraggio (1909)
- Inauguration of President William H. Taft – cortometraggio, documentario (1909)
- A Day in Washington, the Capital of the United States, Showing Many Points of Interest – cortometraggio, documentario (1909)
- Parted, But United Again – cortometraggio (1909)
- Adventures of a Drummer Boy – cortometraggio (1909)
- Kenilworth – cortometraggio (1909)
- A Home at Last – cortometraggio (1909)
- A Cure for Rheumatism – cortometraggio (1909)
- A Friend in the Enemy's Camp – cortometraggio (1909)
- A Brave Irish Lass – cortometraggio (1909)
- Cohen's Dream, regia di George D. Baker – cortometraggio (1909)
- Cohen at Coney Island, regia di George D. Baker – cortometraggio (1909)
- King Lear, regia di J. Stuart Blackton e William V. Ranous – cortometraggio (1909)
- The Wooden Indian – cortometraggio (1909)
- Children of the Plains, an Episode of Pioneer Days – cortometraggio (1909)
- The Shepherd's Daughter – cortometraggio (1909)
- The Auto Maniac – cortometraggio (1909)
- The Life of Napoleon, regia di J. Stuart Blackton – cortometraggio (1909)
- Napoleon and the Empress Josephine, regia di J. Stuart Blackton – cortometraggio (1909)
- Napoleon, the Man of Destiny, regia di J. Stuart Blackton – cortometraggio (1909)
- For Her Country's Sake – cortometraggio (1909)
- A Tax on Bachelors – cortometraggio (1909)
- A Marriage of Convenience – cortometraggio (1909)
- Student Days – cortometraggio (1909)
- Forgiven; or, Father and Son – cortometraggio (1909)
- The Dynamite Waistcoat – cortometraggio (1909)
- Outcast, or Heroine – cortometraggio (1909)
- The Lost Sheep, regia di Van Dyke Brooke – cortometraggio (1909)
- A Faithful Fool – cortometraggio (1909)
- His First Girl, regia di George D. Baker – cortometraggio (1909)
- A Belated Meal – cortometraggio (1909)
- The Sculptor's Love, regia di Van Dyke Brooke – cortometraggio (1909)
- The Marathon Craze – cortometraggio (1909)
- Oliver Twist, regia di J. Stuart Blackton – cortometraggio (1909)
- Plain Mame; or, All That Glitters Is Not Gold, regia di George D. Baker – cortometraggio (1909)
- Grin and Win; or, Converted by a Billiken – cortometraggio (1909)
- Where There's a Will There's a Way – cortometraggio (1909)
- A False Accusation, regia di Van Dyke Brooke – cortometraggio (1909)
- The Infernal Machine – cortometraggio (1909)
- Dime Novel Dan – cortometraggio (1909)
- Teddy in Jungleland – cortometraggio (1909)
- Bridget on Strike – cortometraggio (1909)
- The Judgment of Solomon, regia di J. Stuart Blackton – cortometraggio (1909)
- The Empty Sleeve, or Memories of Bygone Days, regia di Van Dyke Brooke – cortometraggio (1909)
- Jephtah's Daughter: A Biblical Tragedy, regia di J. Stuart Blackton[1] – cortometraggio (1909)
- Old Sweethearts of Mine, a Phantasy in Smoke – cortometraggio (1909)
- Cigarette Making: From Plantation to Consumer – cortometraggio, documentario (1909)
- He Couldn't Dance, But He Learned – cortometraggio (1909)
- The Truer Lover – cortometraggio (1909)
- The Oriental Mystic, regia di J. Stuart Blackton – cortometraggio (1909)
- Caught at Last, regia di Van Dyke Brooke – cortometraggio (1909)
- Mr. Physical Culture's Surprise Party – cortometraggio (1909)
- A Friend in Need Is a Friend Indeed – cortometraggio (1909)
- The Plot That Failed, regia di Van Dyke Brooke – cortometraggio (1909)
- The Foundling, regia di Van Dyke Brooke – cortometraggio (1909)
- A Romance of Old Mexico – cortometraggio (1909)
- A Maker of Diamonds, regia di J. Stuart Blackton – cortometraggio (1909)
- The Duke's Jester or A Fool's Revenge, regia di J. Stuart Blackton – cortometraggio (1909)
- The Troubles of an Amateur Detective, regia di George D. Baker – cortometraggio (1909)
- The Old Organ – cortometraggio (1909)
- Washington Under the British Flag, regia di J. Stuart Blackton – cortometraggio (1909)
- Washington Under the American Flag, regia di J. Stuart Blackton – cortometraggio (1909)
- The Dramatist's Dream – cortometraggio (1909)
- Led Astray, regia di Van Dyke Brooke – cortometraggio (1909)
- Wearybones Seeks a Rest, and Gets It – cortometraggio (1909)
- Mine at Last, regia di Van Dyke Brooke – cortometraggio (1909)
- For Her Sweetheart's Sake, regia di Van Dyke Brooke – cortometraggio (1909)
- The Cobbler and the Caliph, regia di J. Stuart Blackton – cortometraggio (1909)
- Ski-ing at Ispheming, Michigan – cortometraggio, documentario (1909)
- The Magic Fountain Pen, regia di J. Stuart Blackton – cortometraggio (1909)
- The Birth and Adventures of a Fountain Pen – cortometraggio (1909)
- The Adventures of Fifine – cortometraggio (1909)
- Instruction by Correspondence – cortometraggio (1909)
- The Sword and the King – cortometraggio (1909)
- The Little Orphan; or, All Roads Lead to Rome – cortometraggio (1909)
- Midwinter Sports – cortometraggio (1909)
- The Artist's Revenge, regia di Van Dyke Brooke – cortometraggio (1909)
- A Georgia Wedding, regia di George D. Baker – cortometraggio (1909)
- The Truant; or, How Willie Fixed His Father – cortometraggio (1909)
- The Bugle Call – cortometraggio (1909)
- A Woman's Way – cortometraggio (1909)
- Princess Nicotine; or, The Smoke Fairy, regia di J. Stuart Blackton (non accreditato) (1909)
- The Obdurate Father – cortometraggio (1909)
- The Gift of Youth – cortometraggio (1909)
- The Judge's Whiskers and the Magic Hair Restorer – cortometraggio (1909)
- Liberty for an Hour; or, An Act of Unselfishness – cortometraggio (1909)
- The Way of the Cross, regia di J. Stuart Blackton – cortometraggio (1909)
- Judge Not That Ye Be Not Judged, regia di Van Dyke Brooke – cortometraggio (1909)
- Borrowed Clothes; or, Fine Feathers Make Fine Birds, regia di Van Dyke Brooke – cortometraggio (1909)
- The Evil That Men Do, regia di Van Dyke Brooke – cortometraggio (1909)
- The Hunchback, regia di Van Dyke Brooke – cortometraggio (1909)
- Niagara in Winter Dress – cortometraggio, documentario (1909)
- Les Miserables (Part I), supervisione J. Stuart Blackton – cortometraggio (1909)
- The Fisherman; Or, Men Must Work and Women Must Weep, regia di Van Dyke Brooke – cortometraggio (1909)
- He Tried on Hand Cuffs – cortometraggio (1909)
- An Alpine Echo – cortometraggio (1909)
- The Wealthy Rival; or, A Summer Story That Needs No Explanation – cortometraggio (1909)
- The Little Father; or, The Dressmaker's Loyal Son, regia di Van Dyke Brooke – cortometraggio (1909)
- The Marble Heart; or, The Sculptor's Dream – cortometraggio (1909)
- The Unspoken Goodbye – cortometraggio (1909)
- The Siren's Necklace, regia di Van Dyke Brooke – cortometraggio (1909)
- Les miserables (Part II)
- Grand Naval Parade – cortometraggio, documentario (1909)
- The Romance of an Umbrella – cortometraggio (1909)
- Onawanda; or, An Indian's Devotion, regia di J. Stuart Blackton – cortometraggio (1909)
- Historic Parade – cortometraggio, documentario (1909)
- The Scales of Justice, regia di Van Dyke Brooke – cortometraggio (1909)
- Military Parade – cortometraggio, documentario (1909)
- Commander R.E. Peary – cortometraggio, documentario (1909)
- Never Eat Green Apples – cortometraggio (1909)
- Betty's Choice, regia di Van Dyke Brooke – cortometraggio (1909)
- For Her Sake; or, Two Sailors and a Girl, regia di James Young Deer – cortometraggio (1909)
- Too Many on the Job – cortometraggio (1909)
- Red Wing's Gratitude, regia di James Young Deer – cortometraggio (1909)
- The Diver's Remorse – cortometraggio (1909)
- The Mexican's Revenge – cortometraggio (1909)
- A Dull Knife – cortometraggio (1909)
- Les misérables (Part III)
- The Two Mr. Whites – cortometraggio (1909)
- He Fell in Love with His Wife – cortometraggio (1909)
- Entombed Alive – cortometraggio (1909)
- Miss Annette Kellerman – cortometraggio, documentario (1909)
- Adele's Wash Day – cortometraggio (1909)
- From Cabin Boy to King – cortometraggio (1909)
- Into the Shadow – cortometraggio (1909)
- A Sticky Proposition – cortometraggio (1909)
- Launcelot and Elaine, regia di Charles Kent – cortometraggio (1909)
- Indian Basket Making – cortometraggio (1909)
- Benedict Arnold, regia di J. Stuart Blackton – cortometraggio (1909)
- The Sins of the Fathers – cortometraggio (1909)
- Why They Married – cortometraggio (1909)
- Les Misérables
- The Bridegroom's Joke – cortometraggio (1909)
- Dirigible Balloons at St. Louis – cortometraggio, documentario (1909)
- The Life of Moses, regia di J. Stuart Blackton e Charles Kent – cortometraggio (1909)
- A Lesson in Domestic Economy – cortometraggio (1909)
- A Day with Our Soldier Boys – cortometraggio (1909)
- Gambling with Death – cortometraggio (1909)
- The Professor and the Thomas Cats – cortometraggio (1909)
- A Merry Christmas and a Happy New Year – cortometraggio (1909)
- Two Christmastides – cortometraggio (1909)
- The Forgotten Watch – cortometraggio (1909)
- The Cook Makes Madeira Sauce – cortometraggio (1909)
- A Midsummer Night's Dream, regia di Charles Kent e J. Stuart Blackton – cortometraggio (1909)
- The Power of the Press, regia di Van Dyke Brooke – cortometraggio (1909)

## 1910
- The Soul of Venice – cortometraggio (1910)
- The Household Pest – cortometraggio (1910)
- Sweetheart of the Doomed – cortometraggio (1910)
- Fish Hooky – cortometraggio (1910)
- Cupid and the Motor Boat, regia di J. Stuart Blackton – cortometraggio (1910)
- Richelieu; or, The Conspiracy, regia di J. Stuart Blackton – cortometraggio (1910)
- The Old Maid's Valentine – cortometraggio (1910)
- The Call Boy's Vengeance – cortometraggio (1910)
- A Sister's Sacrifice – cortometraggio (1910)
- The Toymaker's Secret – cortometraggio (1910)
- Five Minutes to Twelve – cortometraggio (1910)
- A Pair of Schemers; or, My Wife and My Uncle – cortometraggio (1910)
- The Girl and the Judge; or, A Terrible Temptation – cortometraggio (1910)
- The Skeleton – cortometraggio (1910)
- Caught in His Own Trap – cortometraggio (1910)
- Twelfth Night – cortometraggio (1910)
- The Passing Shadow – cortometraggio (1910)
- The Wayside Shrine – cortometraggio (1910)
- Trip Through the North of England – cortometraggio, documentario (1910)
- Muriel's Stratagem – cortometraggio (1910)
- Paid in Full – cortometraggio (1910)
- A Lesson by the Sea – cortometraggio (1910)
- The Beautiful Snow – cortometraggio (1910)
- An Eye for an Eye – cortometraggio (1910)
- On the Border Line – cortometraggio (1910)
- The History of a Sardine Sandwich – cortometraggio, documentario (1910)
- A Brother's Devotion – cortometraggio (1910)
- Conscience, regia di Van Dyke Brooke – cortometraggio (1910)
- Taming a Grandfather – cortometraggio (1910)
- Victims of Fate – cortometraggio (1910)
- The Mystery of Temple Court – cortometraggio (1910)
- The Courting of the Merry Widow – cortometraggio (1910)
- Capital vs. Labor, regia di Van Dyke Brooke – cortometraggio (1910)
- The Hand of Fate – cortometraggio (1910)
- A Broken Spell – cortometraggio (1910)
- Indiscretions of Betty – cortometraggio (1910)
- The Tongue of Scandal – cortometraggio (1910)
- The Fruits of Vengeance – cortometraggio (1910)
- From Shadow to Sunshine – cortometraggio (1910)
- Elektra, regia di J. Stuart Blackton – cortometraggio (1910)
- The Conqueror – cortometraggio (1910)
- The Girl in the Barracks – cortometraggio (1910)
- The Call of the Heart – cortometraggio (1910)
- The Merry Widow Takes Another Partner – cortometraggio (1910)
- Love's Awakening – cortometraggio (1910)
- Her Sweet Revenge – cortometraggio (1910)
- St. Elmo – cortometraggio (1910)
- Through the Darkness – cortometraggio (1910)
- The Portrait – cortometraggio (1910)
- The Minotaur – cortometraggio (1910)
- The Lost Trail – cortometraggio (1910)
- One of the Finest – cortometraggio (1910)
- Mario's Swan Song – cortometraggio (1910)
- The Three Wishes – cortometraggio (1910)
- The Closed Door – cortometraggio (1910)
- The Special Agent – cortometraggio (1910)
- Music Hath Charms – cortometraggio (1910)
- A Funny Story – cortometraggio (1910)
- Out of the Past – cortometraggio (1910)
- King Edward's Funeral – cortometraggio, documentario (1910)
- The Wings of Love – cortometraggio (1910)
- Convict No. 796, regia di Van Dyke Brooke – cortometraggio (1910)
- Auntie at the Boat Race – cortometraggio (1910)
- Love of Chrysanthemum, regia di Van Dyke Brooke – cortometraggio (1910)
- The Peacemaker, regia di Van Dyke Brooke – cortometraggio (1910)
- Davy Jones' Parrot – cortometraggio (1910)
- The Majesty of the Law – cortometraggio (1910)
- A Modern Cinderella – cortometraggio (1910)
- Over the Garden Wall – cortometraggio (1910)
- The Altar of Love, regia di Maurice Costello e Robert Gaillard – cortometraggio (1910)
- The Russian Lion – cortometraggio (1910)
- James J. Corbett; or, How Championships Are Won and Lost – cortometraggio (1910)
- Davy Jones' Landladies – cortometraggio (1910)
- Ito, the Beggar Boy – cortometraggio (1910)
- Col. Theodore Roosevelt's Reception – cortometraggio, documentario (1910)
- The Little Mother at the Baby Show – cortometraggio (1910)
- A Family Feud – cortometraggio (1910)
- By the Faith of a Child – cortometraggio (1910)
- When Old New York Was Young – cortometraggio (1910)
- Wilson's Wife's Countenance – cortometraggio (1910)
- Saved by the Flag, regia di Laurence Trimble – cortometraggio (1910)
- Old Glory – cortometraggio (1910)
- A Boarding School Romance – cortometraggio (1910)
- Between Love and Honor – cortometraggio (1910)
- Becket o The Martyrdom of Thomas A. Becket, Archbishop of Canterbury, regia di Charles Kent – cortometraggio (1910)
- Nellie's Farm – cortometraggio (1910)
- Her Uncle's Will – cortometraggio (1910)
- A Broken Symphony – cortometraggio (1910)
- Twa Hieland Lads – cortometraggio (1910)
- Davy Jones and Captain Bragg, regia di George D. Baker – cortometraggio (1910)
- Hako's Sacrifice – cortometraggio (1910)
- Uncle Tom's Cabin – cortometraggio (1910)
- An Unfair Game – cortometraggio (1910)
- The Wooing O't – cortometraggio (1910)
- Her Mother's Wedding Gown, regia di Laurence Trimble – cortometraggio (1910)
- The Death of Michael Grady – cortometraggio (1910)
- Mrs. Barrington's House Party – cortometraggio (1910)
- The Turn of the Balance, regia di Maurice Costello – cortometraggio (1910)
- Daisies – cortometraggio (1910)
- Back to Nature; or, The Best Man Wins – cortometraggio (1910)
- Under the Old Apple Tree – cortometraggio (1910)
- The Three Cherry Pits; or, The Veteran's Honor – cortometraggio (1910)
- The Man Hater's Club – cortometraggio (1910)
- Rose Leaves, regia di Charles Kent – cortometraggio (1910)
- Jean and the Calico Doll, regia di Larry Trimble – cortometraggio (1910)
- A Life for a Life, regia di Edwin R. Phillips – cortometraggio (1910)
- The Wrong Box – cortometraggio (1910)
- Chew Chew Land; or, The Adventures of Dolly and Jim (1910)
- A Rough Weather Courtship – cortometraggio (1910)
- How She Won Him – cortometraggio (1910)
- The Three of Them, regia di William Humphrey – cortometraggio (1910)
- The Sepoy's Wife – cortometraggio (1910)
- Two Waifs and a Stray – cortometraggio (1910)
- A Lunatic at Large – cortometraggio (1910)
- Jean the Match-Maker, regia di Larry Trimble – cortometraggio (1910)
- A Modern Knight Errant – cortometraggio (1910)
- Renunciation, regia di Wilbert Melville – cortometraggio (1910)
- Her Adopted Parents – cortometraggio (1910)
- A Home Melody – cortometraggio (1910)
- The Bachelor and the Baby – cortometraggio (1910)
- Ransomed; or, A Prisoner of War – cortometraggio (1910)
- The Last of the Saxons, regia di J. Stuart Blackton – cortometraggio (1910)
- The Sage, the Cherub, and the Widow – cortometraggio (1910)
- Brother Man – cortometraggio (1910)
- Actors' Fund Field Day – cortometraggio (1910)
- On Her Doorsteps – cortometraggio (1910)
- The Legacy – cortometraggio (1910)
- Auld Robin Gray, regia di Laurence Trimble – cortometraggio (1910)
- Davy Jones' Domestic Troubles – cortometraggio (1910)
- Clothes Make the Man – cortometraggio (1910)
- Jean Goes Foraging, regia di Larry Trimble – cortometraggio (1910)
- Captain Barnacle's Chaperone – cortometraggio (1910)
- The Telephone – cortometraggio (1910)
- A Day on the French Battleship 'Justice' – cortometraggio, documentario (1910)
- A Double Elopement – cortometraggio (1910)
- The Children's Revolt – cortometraggio (1910)
- In the Mountains of Kentucky – cortometraggio (1910)
- A Tale of a Hat – cortometraggio (1910)
- The Nine of Diamonds – cortometraggio (1910)
- Jean Goes Fishing, regia di Larry Trimble – cortometraggio (1910)
- Drumsticks, regia di Lawrence Trimble – cortometraggio (1910)
- The Bum and the Bomb – cortometraggio (1910)
- A Modern Courtship – cortometraggio (1910)
- Francesca di Rimini, regia di J. Stuart Blackton – cortometraggio (1910)
- Suspicion – cortometraggio (1910)
- The Statue Dog – cortometraggio (1910)
- A Four-Footed Pest – cortometraggio (1910)
- Love, Luck and Gasoline, regia di Wilfrid North – cortometraggio (1910)
- A Woman's Love – cortometraggio (1910)
- Jack Fat and Jim Slim at Coney Island – cortometraggio (1910)
- The Preacher's Wife – cortometraggio (1910)
- A Tin-Type Romance – cortometraggio (1910)
- He Who Laughs Last – cortometraggio (1910)
- The Color Sergeant's Horse – cortometraggio (1910)
- The Law and the Man – cortometraggio (1910)
- The Renowned International Aviation Meet – cortometraggio, documentario (1910)
- The International Motor Boat Race – cortometraggio, documentario (1910)
- Playing at Divorce – cortometraggio (1910)
- A Dixie Mother, regia di Van Dyke Brooke – cortometraggio (1910)
- The Light in the Window, regia di Ray Myers (come Roy Myers) – cortometraggio
- Clancy, regia di Ray Myers – cortometraggio (1910)
- Jean and the Waif, regia di Larry Trimble – cortometraggio (1910)
- In Neighboring Kingdoms, regia di William Humphrey – cortometraggio (1910)
- Crazy Apples – cortometraggio (1910)
- Where the Winds Blow, regia di Larry Trimble – cortometraggio (1910)

## 1911
- Siren of the Sea – cortometraggio (1911)
- Paola and Francesca – cortometraggio (1911)
- All Is Fair in Love and War – cortometraggio (1911)
- The Misses Finch and Their Nephew Billy – cortometraggio (1911)
- The Old Water Jar – cortometraggio (1911)
- Doctor Cupid – cortometraggio (1911)
- Water Lilies – cortometraggio (1911)
- Coward or Hero – cortometraggio (1911)
- Three Men and a Maid – cortometraggio (1911)
- The Girl in the Film – cortometraggio (1911)
- Cast Up by the Deep – cortometraggio (1911)
- It Did Look Suspicious – cortometraggio (1911)
- Firemen's Parade – cortometraggio (1911)
- Girl of the Mountains – cortometraggio (1911)
- Davy Jones in the South Seas – cortometraggio (1911)
- Jean Rescues, regia di Larry Trimble – cortometraggio (1911)
- Society and the Man, regia di J. Stuart Blackton – cortometraggio (1911)
- A Queen for a Day – cortometraggio (1911)
- The Deluge – cortometraggio (1911)
- The League of Mercy – cortometraggio (1911)
- At the White Man's Door – cortometraggio (1911)
- Consuming Love; or, St. Valentine's Day in Greenaway Land – cortometraggio (1911)
- When the Light Waned, regia di Laurence Trimble – cortometraggio (1911)
- The New Stenographer, regia di George D. Baker – cortometraggio (1911)
- A Tale of Two Cities, regia di William Humphrey (1911) – cortometraggio
- Captain Barnacle's Courtship, regia di George D. Baker – cortometraggio (1911)
- Bertha's Mission – cortometraggio (1911)
- Mammy's Ghost – cortometraggio (1911)
- The Wild Cat Well – cortometraggio (1911)
- Bridegroom's Dilemma – cortometraggio (1911)
- Red Eagle, regia di Larry Trimble – cortometraggio (1911)
- Betty Becomes a Maid – cortometraggio (1911)
- An Aching Void – cortometraggio (1911)
- Davy Jones; or, His Wife's Husband – cortometraggio (1911)
- Though the Seas Divide – cortometraggio (1911)
- A Widow Visits Springtown – cortometraggio (1911)
- A Little Lad in Dixie, regia di Rollin S. Sturgeon – cortometraggio (1911)
- Billy's Valentine – cortometraggio (1911)
- The Inherited Taint – cortometraggio (1911)
- A Republican Marriage – cortometraggio (1911)
- Hop Picking – cortometraggio (1911)
- An Unexpected Review – cortometraggio (1911)
- For His Sake; or, The Winning of the Stepchildren, regia di Tefft Johnson – cortometraggio (1911)
- Winsor McCay, the Famous Cartoonist of the N.Y. Herald and His Moving Comics, regia di J. Stuart Blackton e Winsor McCay – cortometraggio (1911)
- Bob Sledding – cortometraggio (1911)
- The Wooing of Winifred, regia di Van Dyke Brooke – cortometraggio (1911)
- Though Your Sins Be as Scarlet, regia di Charles Kent – cortometraggio (1911)
- Easter Babies – cortometraggio (1911)
- The Leading Lady, regia di Ned Finley – cortometraggio (1911)
- Troublesome Secretaries, regia di Ralph Ince – cortometraggio (1911)
- The Spirit of the Light; or, Love Watches on Through the Years, regia di Charles Kent – cortometraggio (1911)
- L'oro midiciale (A Klondike Steal; or, The Stolen Claim) – cortometraggio (1911)
- The Peace Offering; or, The Absconding Bridget, regia di Ralph Ince – cortometraggio (1911)
- Picciola; or, The Prison Flower – cortometraggio (1911)
- The Derelict Reporter – cortometraggio (1911)
- Soldiers Three; or, When Scotch Soldier Laddies Went in Swimming, regia di George D. Baker – cortometraggio (1911)
- Hungry Hearts; or, The Children of Social Favorites – cortometraggio (1911)
- His Mother – cortometraggio (1911)
- The Welcome of the Unwelcome – cortometraggio (1911)
- Prejudice of Pierre Marie, regia di Laurence Trimble – cortometraggio (1911)
- When a Man's Married His Trouble Begins – cortometraggio (1911)
- The Show Girl, regia di Van Dyke Brooke – cortometraggio (1911)
- Sunshine and Shadow – cortometraggio (1911)
- A Dead Man's Honor – cortometraggio (1911)
- Tim Mahoney, the Scab – cortometraggio (1911)
- Fires of Fate – cortometraggio (1911)
- Cupid's Chauffeur – cortometraggio (1911)
- The Ends of the Earth – cortometraggio (1911)
- A Clever Fraud – cortometraggio (1911)
- For Her Brother's Sake – cortometraggio (1911)
- The Sacrifice, regia di Van Dyke Brooke – cortometraggio (1911)
- The Changing of Silas Warner – cortometraggio (1911)
- The Trapper's Daughter, regia di Rollin S. Sturgeon – cortometraggio (1911)
- Proving His Love; or, The Ruse of a Beautiful Woman – cortometraggio (1911)
- Teaching McFadden to Waltz – cortometraggio (1911)
- The Stumbling Block, regia di Larry Trimble – cortometraggio (1911)
- The Sleep Walker, regia di Van Dyke Brooke – cortometraggio (1911)
- Two Overcoats – cortometraggio (1911)
- Barriers Burned Away – cortometraggio (1911)
- A Quaker Mother – cortometraggio (1911)
- Courage of Sorts – cortometraggio (1911)
- The Battle Hymn of the Republic, regia di J. Stuart Blackton e Laurence Trimble – cortometraggio (1911)
- Tested by the Flag – cortometraggio (1911)
- The Latent Spark – cortometraggio (1911)
- In Northern Forests – cortometraggio (1911)
- The Woes of a Wealthy Widow – cortometraggio (1911)
- Snowbound with a Woman Hater – cortometraggio (1911)
- The Old Folks' Sacrifice – cortometraggio (1911)
- In the Arctic Night, regia di Laurence Trimble – cortometraggio (1911)
- The Subduing of Mrs. Nag, regia di George D. Baker – cortometraggio (1911)
- The Geranium, regia di Van Dyke Brooke – cortometraggio (1911)
- The Lure of Vanity – cortometraggio (1911)
- On a Tramp Steamer – cortometraggio (1911)
- The Sky Pilot – cortometraggio (1911)
- The Return of 'Widow' Pogson's Husband – cortometraggio (1911)
- Treasure Trove – cortometraggio (1911)
- She Came, She Saw, She Conquered, regia di Van Dyke Brooke – cortometraggio (1911)
- The Quest of Gold – cortometraggio (1911)
- The Strategy of Ann, regia di George D. Baker – cortometraggio (1911)
- Two Wolves and a Lamb, regia di Van Dyke Brooke – cortometraggio (1911)
- The Clown's Best Performance – cortometraggio (1911)
- The Price of Gold – cortometraggio (1911)
- The One Hundred Dollar Bill – cortometraggio (1911)
- The Death of King Edward III, regia di J. Stuart Blackton – cortometraggio (1911)
- Intrepid Davy – cortometraggio (1911)
- The Long Skirt – cortometraggio (1911)
- Billy the Kid, regia di Larry Trimble – cortometraggio (1911)
- The Bell of Justice – cortometraggio (1911)
- Birds of a Feather – cortometraggio (1911)
- For Love and Glory, regia di Van Dyke Brooke – cortometraggio (1911)
- Captain Barnacle's Baby, regia di Van Dyke Brooke – cortometraggio (1911)
- Man to Man, regia di Laurence Trimble – cortometraggio (1911)
- The Second Honeymoon, regia di Van Dyke Brooke – cortometraggio (1911)
- Wages of War, regia di Van Dyke Brooke – cortometraggio (1911)
- How Betty Won the School – cortometraggio (1911)
- The Sheriff's Friend, regia di Alec B. Francis – cortometraggio (1911)
- My Old Dutch, regia di George D. Baker – cortometraggio (1911)
- A Handsomer Man – cortometraggio (1911)
- The General's Daughter – cortometraggio (1911)
- The Wrong Patient – cortometraggio (1911)
- Queer Folks – cortometraggio (1911)
- The Three Brothers – cortometraggio (1911)
- The Thumb Print, regia di Van Dyke Brooke – cortometraggio (1911)
- The Prince and the Pumps – cortometraggio (1911)
- Jealousy – cortometraggio (1911)
- A Friendly Marriage, regia di Van Dyke Brooke – cortometraggio (1911)
- The Willow Tree – cortometraggio (1911)
- Cherry Blossoms – cortometraggio (1911)
- Jimmie's Job – cortometraggio (1911)
- Foraging – cortometraggio (1911)
- Her Crowning Glory, regia di Laurence Trimble – cortometraggio (1911)
- The Child Crusoes, regia di Van Dyke Brooke – cortometraggio (1911)
- By Woman's Wit – cortometraggio (1911)
- One Flag at Last – cortometraggio (1911)
- How Millie Became an Actress – cortometraggio (1911)
- Beyond the Law, regia di Laurence Trimble – cortometraggio (1911)
- Forgotten; or, An Answered Prayer, regia di Van Dyke Brooke – cortometraggio (1911)
- The Tired, Absent-Minded Man – cortometraggio (1911)
- Over the Chafing Dish – cortometraggio (1911)
- In the Philippines; or, By the Campfire's Flicker – cortometraggio (1911)
- His Sister's Children – cortometraggio (1911)
- A Western Heroine, regia di Rollin S. Sturgeon – cortometraggio (1911)
- The Ninety and Nine, regia di Ralph Ince – cortometraggio (1911)
- Her Hero, regia di Van Dyke Brooke – cortometraggio (1911)
- Our Navy – cortometraggio (1911)
- The Wager – cortometraggio (1911)
- The Mate of the 'John M' – cortometraggio (1911)
- Carr's Regeneration – cortometraggio (1911)
- Ups and Downs – cortometraggio (1911)
- Daddy's Boy and Mammy – cortometraggio (1911)
- The Missing Will – cortometraggio (1911)
- The Indian Flute – cortometraggio (1911)
- The Answer of the Roses – cortometraggio (1911)
- By Way of Mrs. Browning – cortometraggio (1911)
- The Fighting Schoolmaster – cortometraggio (1911)
- Selecting His Heiress, regia di William Humphrey – cortometraggio (1911)
- The Cabin Boy – cortometraggio (1911)
- Lady Godiva, regia di J. Stuart Blackton – cortometraggio (1911)
- The Foolishness of Jealousy, regia di Edwin R. Phillips – cortometraggio (1911)
- Wig Wag, regia di Larry Trimble – cortometraggio (1911)
- Aunt Huldah, the Matchmaker, regia di Edwin R. Phillips – cortometraggio (1911)
- Kitty and the Cowboys, regia di Frederick A. Thomson – cortometraggio (1911)
- Regeneration, regia di Charles Kent – cortometraggio (1911)
- Captain Barnacle, Diplomat, regia di Van Dyke Brooke – cortometraggio (1911)
- Madge of the Mountains, regia di Charles Kent – cortometraggio (1911)
- A Southern Soldier's Sacrifice, regia di William Humphrey – cortometraggio (1911)
- The Gossip, regia di Frederick A. Thomson – cortometraggio (1911)
- A Message from Beyond – cortometraggio (1911)
- Her Cowboy Lover, regia di Rollin S. Sturgeon – cortometraggio (1911)
- Auld Lang Syne, regia di Laurence Trimble – cortometraggio (1911)
- Arbutus, regia di Charles Kent – cortometraggio (1911)
- Who's Who – cortometraggio (1911)
- An Aeroplane Elopement, regia di William Humphrey – cortometraggio (1911)
- Suffer Little Children, regia di Charles Kent – cortometraggio (1911)
- The Girl and the Sheriff, regia di Charles Kent – cortometraggio (1911)
- Their Charming Mama, regia di Frederick A. Thomson – cortometraggio (1911)
- The Little Spy, regia di Charles Kent – cortometraggio (1911)
- Heroes of the Mutiny, regia di William V. Ranous – cortometraggio (1911)
- Wisteria Memories, regia di Edwin R. Phillips – cortometraggio (1911)
- The Half-Breed's Daughter, regia di Rollin S. Sturgeon – cortometraggio (1911)
- An Innocent Burglar, regia di Van Dyke Brooke – cortometraggio (1911)
- The Life Boat, regia di Jay Hunt – cortometraggio (1911)
- The Politician's Dream, regia di George D. Baker – cortometraggio (1911)
- The Freshet, regia di William Humphrey – cortometraggio (1911)
- The Voiceless Message, regia di William V. Ranous – cortometraggio (1911)
- The Last Cent – cortometraggio (1911)
- His Last Cent, regia di Van Dyke Brooke – cortometraggio (1911)
- The Husking Bee – cortometraggio (1911)
- Saving the Special, regia di William V. Ranous – cortometraggio (1911)
- The Hypnotist – cortometraggio (1911)
- Hypnotizing the Hypnotist, regia di Larry Trimble – cortometraggio (1911)
- A Slight Mistake, regia di William Humphrey – cortometraggio (1911)
- The Black Chasm, regia di Rollin S. Sturgeon – cortometraggio (1911)
- War – cortometraggio (1911)
- His Wife's Secret, regia di Van Dyke Brooke e Maurice Costello – cortometraggio (1911)
- One Touch of Nature, regia di Laurence Trimble – cortometraggio (1911)
- The Military Air-Scout, regia di William Humphrey – cortometraggio (1911)
- The Ventriloquist's Trunk, regia di Frederick A. Thomson – cortometraggio (1911)
- Love at Gloucester Port, regia di Van Dyke Brooke, Maurice Costello – cortometraggio (1911)
- The Sick Man from the East – cortometraggio (1911)
- Vanity Fair, regia di Charles Kent – cortometraggio (1911)
- Fires of Driftwood – cortometraggio (1911)
- A Reformed Santa Claus – cortometraggio (1911)
- The Old Doll – cortometraggio (1911)
- Some Good in All, regia di Maurice Costello, Robert Gaillard – cortometraggio (1911)
- The Younger Brother – cortometraggio (1911)
- Testing His Courage – cortometraggio (1911)
- A Doubly Desired Orphan – cortometraggio (1911)
- In the Clutches of a Vapor Bath – cortometraggio (1911)

## 1912
- The Sepoy Rebellion – cortometraggio (1912)
- How a Mosquito Operates, regia di Winsor McCay – cortometraggio (1912)
- A Romance of Wall Street, regia di Van Dyke Brooke e Maurice Costello – cortometraggio (1912)
- A Red Cross Martyr; or, On the Firing Lines of Tripoli, regia di Laurence Trimble – cortometraggio (1912)
- The Heart of the King's Jester, regia di William Humphrey – cortometraggio (1912)
- Destiny Is Changeless – cortometraggio (1912)
- The Path of True Love – cortometraggio (1912)
- Captain Jenks' Dilemma – cortometraggio (1912)
- How Tommy Saved His Father – cortometraggio (1912)
- Alma's Champion – cortometraggio (1912)
- The Meeting of the Ways – cortometraggio (1912)
- Willie's Sister – cortometraggio (1912)
- Father and Son – cortometraggio (1912)
- La ballerina e i suoi adoratori (Chumps), regia di George D. Baker – cortometraggio (1912)
- Notte tempestosa (Caught in the Rain) – cortometraggio (1912)
- Tom Tilling's Baby – cortometraggio (1912)
- A Girl of the West – cortometraggio (1912)
- The Blind Miner – cortometraggio (1912)
- Jean Intervenes, regia di Hal Reid – cortometraggio (1912)
- Curioso pagamento (Captain Barnacle's Messmates), regia di Van Dyke Brooke – cortometraggio (1912)
- Love Will Find a Way – cortometraggio (1912)
- Love Finds the Way, regia di Tefft Johnson – cortometraggio (1912)
- L'onore del nome (For the Honor of the Family), regia di Van Dyke Brooke – cortometraggio (1912)
- Where the Money Went – cortometraggio (1912)
- Fino alla morte (Indian Romeo and Juliet), regia di Laurence Trimble – cortometraggio (1912)
- A Timely Rescue – cortometraggio (1912)
- The First Violin, regia di Van Dyke Brooke – cortometraggio (1912)
- A Problem in Reduction – cortometraggio (1912)
- The Law or the Lady, regia di Van Dyke Brooke e Maurice Costello – cortometraggio (1912)
- Umbrellas to Mend – cortometraggio (1912)
- The Picture Writer – cortometraggio (1912)
- Her Boy – cortometraggio (1912)
- Playmates – cortometraggio (1912)
- The Heart of a Man, regia di Rollin S. Sturgeon – cortometraggio (1912)
- Winning Is Losing, regia di Charles L. Gaskill – cortometraggio (1912)
- Bunny and the Twins – cortometraggio (1912)
- The Chocolate Revolver – cortometraggio (1912)
- The Hobo's Redemption – cortometraggio (1912)
- President Taft Signing the Arizona Bill – cortometraggio, documentario (1912)
- The Struggle – cortometraggio (1912)
- The Love of John Ruskin, regia di Van Dyke Brooke – cortometraggio (1912)
- Her Last Shot – cortometraggio (1912)
- A Cure for Pokeritis, regia di Laurence Trimble – cortometraggio (1912)
- A Cowboy Damon and Pythias – cortometraggio (1912)
- Stenographers Wanted – cortometraggio (1912)
- Justice of the Desert, regia di Rollin S. Sturgeon – cortometraggio (1912)
- A Mother's Devotion; or, The Firing of the Patchwork Quilt – cortometraggio (1912)
- The Diamond Brooch – cortometraggio (1912)
- L'eroismo della telefonista (The Telephone Girl) – cortometraggio (1912)
- Lulu's Anarchist, regia di Edwin R. Phillips – cortometraggio (1912)
- Cardinal Wolsey, regia di J. Stuart Blackton e Laurence Trimble – cortometraggio (1912)
- Irene's Infatuation – cortometraggio (1912)
- How States Are Made, regia di Rollin S. Sturgeon – cortometraggio (1912)
- Mrs. Carter's Necklace, regia di Van Dyke Brooke – cortometraggio (1912)
- The First Woman Jury in America – cortometraggio (1912)
- The Five Senses – cortometraggio (1912)
- A Story of the Circus – cortometraggio (1912)
- Mrs. 'Enry 'Awkins, regia di Van Dyke Brooke e Maurice Costello – cortometraggio (1912)
- The Great Diamond Robbery – cortometraggio (1912)
- Sunset; or, Her Only Romance – cortometraggio (1912)
- The Black Wall – cortometraggio (1912)
- The Old Silver Watch – cortometraggio (1912)
- The Two Penitents – cortometraggio (1912)
- Mr. Bolter's Infatuation, regia di George D. Baker – cortometraggio (1912)
- Taft and His Cabinet – cortometraggio, documentario (1912)
- Her Forgotten Dancing Shoes – cortometraggio (1912)
- The Price of Big Bob's Silence, regia di Rollin S. Sturgeon – cortometraggio (1912)
- His Mother's Shroud – cortometraggio (1912)
- The Governor Who Had a Heart – cortometraggio (1912)
- The Suit of Armor – cortometraggio (1912)
- The Haunted Rocker – cortometraggio (1912)
- Nemesis!, regia di Van Dyke Brooke, Maurice Costello – cortometraggio (1912)
- The Star Reporter – cortometraggio (1912)
- His Mother-in-Law – cortometraggio (1912)
- She Never Knew, regia di Charles Kent – cortometraggio (1912)
- Il settimo figlio (The Seventh Son), regia di Hal Reid – cortometraggio (1912)
- The Illumination, regia di Charles L. Gaskill – cortometraggio (1912)
- The Unknown Violinist, regia di Charles Kent (1912) – cortometraggio
- Pushmobile Races – cortometraggio (1912)
- Burnt Cork – cortometraggio (1912)
- At Scrogginses' Corner, regia di Hal Reid – cortometraggio (1912)
- His Father's Son – cortometraggio (1912)
- His Father's Sin – cortometraggio (1912)
- The Jocular Winds of Fate, regia di Van Dyke Brooke, Maurice Costello – cortometraggio (1912)
- Captain Jenks' Diplomacy, regia di Van Dyke Brooke – cortometraggio (1912)
- The Pipe – cortometraggio (1912)
- The Cave Man, regia di Charles L. Gaskill e Ralph Ince – cortometraggio (1912)
- Working for Hubby – cortometraggio (1912)
- The Craven, regia di Rollin S. Sturgeon – cortometraggio (1912)
- The Way of a Man with a Maid – cortometraggio (1912)
- Marshall P. Wilder – cortometraggio (1912)
- How He Papered the Room – cortometraggio (1912)
- Counsel for the Defense, regia di Van Dyke Brooke – cortometraggio (1912)
- The Woman Haters, regia di Hal Reid – cortometraggio (1912)
- The Pink Pajama Girl – cortometraggio (1912)
- The Victoria Cross, regia di Hal Reid – cortometraggio (1912)
- Frank Coffyn's Hydro-Aeroplane Flights – cortometraggio, documentario (1912)
- The Old Kent Road, regia di Van Dyke Brooke e Maurice Costello – cortometraggio (1912)
- Sheriff Jim's Last Shot, regia di Rollin S. Sturgeon – cortometraggio (1912)
- The Red Ink Tragedy – cortometraggio (1912)
- Old Love Letters, regia di Hal Reid – cortometraggio (1912)
- The Hieroglyphic, regia di Charles L. Gaskill – cortometraggio (1912)
- Dr. LaFleur's Theory, regia di Van Dyke Brooke e Maurice Costello – cortometraggio (1912)
- Thou Shalt Not Covet – cortometraggio (1912)
- The Serpents, regia di Charles L. Gaskill e Ralph Ince – cortometraggio (1912)
- When Daddy Was Wise – cortometraggio (1912)
- The Greatest Thing in the World – cortometraggio (1912)
- Love in the Ghetto, regia di Hal Reid – cortometraggio (1912)
- The Spider's Web, regia di Van Dyke Brooke e Maurice Costello – cortometraggio (1912)
- Leap Year Proposals – cortometraggio (1912)
- A Page in Canadian History – cortometraggio, documentario (1912)
- The Greater Love, regia di Rollin S. Sturgeon – cortometraggio (1912)
- The Man Under the Bed – cortometraggio (1912)
- Professor Optimo – cortometraggio (1912)
- Fortunes of a Composer, regia di Charles Kent – cortometraggio (1912)
- Their Golden Anniversary, regia di Van Dyke Brooke, Maurice Costello – cortometraggio (1912)
- Diamond Cut Diamond – cortometraggio (1912)
- The Redemption of Ben Farland, regia di Rollin S. Sturgeon – cortometraggio (1912)
- Il trionfo del diritto (The Triumph of Right), regia di Rollin S. Sturgeon – cortometraggio (1912)
- The Lady of the Lake, regia di J. Stuart Blackton – cortometraggio (1912)
- An Innocent Theft – cortometraggio (1912)
- On Her Wedding Day, regia di Wilfred North – cortometraggio (1912)
- The Picture Idol, regia di James Young – cortometraggio (1912)
- An Eventful Elopement, regia di William V. Ranous – cortometraggio (1912)
- Who's to Win?, regia di Frederick A. Thomson – cortometraggio (1912)
- The Prayers of Manuelo, regia di Rollin S. Sturgeon – cortometraggio (1912)
- Mockery, regia di Laurence Trimble – cortometraggio (1912)
- The Cylinder's Secret – cortometraggio (1912)
- Half a Hero, regia di James Young – cortometraggio (1912)
- Lulu's Doctor, regia di Van Dyke Brooke – cortometraggio (1912)
- Pandora's Box, regia di Laurence Trimble – cortometraggio (1912)
- Yellow Bird, regia di William V. Ranous – cortometraggio (1912)
- The Light That Failed – cortometraggio (1912)
- The Days of Terror; or, In the Reign of Terror, regia di Charles Kent – cortometraggio (1912)
- The Nipper's Lullaby – cortometraggio (1912)
- The French Spy, regia di Laurence Trimble – cortometraggio (1912)
- Her Diary – cortometraggio (1912)
- Chased by Bloodhounds, regia di Laurence Trimble – cortometraggio (1912)
- Automobile Race at Santa Monica – cortometraggio, documentario (1912)
- Her Brother, regia di Rollin S. Sturgeon – cortometraggio (1912)
- The Gamblers – cortometraggio (1912)
- The Extension Table – cortometraggio (1912)
- The Carpathia – cortometraggio, documentario (1912)
- Never Again, regia di Edwin R. Phillips – cortometraggio (1912)
- When Roses Wither, regia di James Young – cortometraggio (1912)
- The Pseudo Sultan, regia di Laurence Trimble – cortometraggio (1912)
- At the End of the Trail, regia di Rollin S. Sturgeon – cortometraggio (1912)
- After Many Years, regia di Rollin S. Sturgeon – cortometraggio (1912)
- The Church Across the Way – cortometraggio (1912)
- Lincoln's Gettysburg Address, regia di J. Stuart Blacktone James Young – cortometraggio (1912)
- On the Pupil of His Eye, regia di Van Dyke Brooke e Maurice Costello – cortometraggio (1912)
- The Troublesome Step-Daughters, regia di George D. Baker – cortometraggio (1912)
- Her Old Sweetheart, regia di Albert W. Hale – cortometraggio (1912)
- Fate's Awful Jest – cortometraggio (1912)
- The Curse of the Lake – cortometraggio (1912)
- A Bunch of Violets, regia di Edwin R. Phillips – cortometraggio (1912)
- The Foster Child, regia di Van Dyke Brooke – cortometraggio (1912)
- Aunty's Romance, regia di George D. Baker (1912) – cortometraggio
- The Money Kings, regia di Van Dyke Brooke, William Humphrey – cortometraggio (1912)
- Conscience, regia di Van Dyke Brooke, Maurice Costello – cortometraggio (1912)
- A Persistent Lover, regia di Albert W. Hale (1912) – cortometraggio
- A Lively Affair, regia di James Young – cortometraggio (1912)
- The Redemption of Red Rube, regia di Rollin S. Sturgeon – cortometraggio (1912)
- The Black Sheep, regia di Edwin R. Phillips – cortometraggio (1912)
- Rock of Ages – cortometraggio (1912)
- Wanted, a Sister, regia di James Young – cortometraggio (1912)
- The Adventure of the Thumb Print, regia di Van Dyke Brooke – cortometraggio (1912)
- Martha's Rebellion, regia di Laurence Trimble – cortometraggio (1912)
- The Barrier That Was Burned – cortometraggio (1912)
- The Light of St. Bernard, regia di Albert W. Hale – cortometraggio (1912)
- The Miracle, regia di Charles L. Gaskill – cortometraggio (1912)
- A Juvenile Love Affair, regia di Charles Kent – cortometraggio (1912)
- The Adventure of the Retired Army Colonel, regia di Van Dyke Brooke – cortometraggio (1912)
- The Awakening of Jones, regia di Laurence Trimble – cortometraggio (1912)
- The Fatherhood of Buck McGee – cortometraggio (1912)
- Too Much Wooing of Handsome Dan, regia di Rollin S. Sturgeon – cortometraggio (1912)
- At the Eleventh Hour, regia di William V. Ranous – cortometraggio (1912)
- The Cross Roads, regia di Frederick A. Thomson – cortometraggio (1912)
- Wanted... a Grandmother – cortometraggio (1912)
- Suing Susan, regia di Laurence Trimble – cortometraggio (1912)
- Ingenuity – cortometraggio (1912)
- Bunny and the Dogs, regia di Laurence Trimble – cortometraggio (1912)
- The Heart of Esmeralda, regia di W.V. Ranous – cortometraggio (1912)
- Vultures and Doves – cortometraggio (1912)
- The Bogus Napoleon, regia di Charles Kent – cortometraggio (1912)
- The Two Battles, regia di Van Dyke Brooke – cortometraggio (1912)
- Rip Van Winkle, regia di Charles Kent – cortometraggio (1912)
- Her Grandchild – cortometraggio (1912)
- The Lovesick Maidens of Cuddleton, regia di George D. Baker – cortometraggio (1912)
- The Ancient Bow, regia di Rollin S. Sturgeon – cortometraggio (1912)
- Mr. Butler Buttles – cortometraggio (1912)
- Saving an Audience, regia di Van Dyke Brooke – cortometraggio (1912)
- The Party Dress, regia di Charles L. Gaskill – cortometraggio (1912)
- On Board Kaiser Wilhelm the Second – cortometraggio, documentario (1912)
- A Double Danger, regia di Ralph Ince – cortometraggio (1912)
- Flirt or Heroine, regia di Van Dyke Brooke – cortometraggio (1912)
- Two Cinders, regia di Laurence Trimble – cortometraggio (1912)
- Bumps – cortometraggio (1912)
- Written in the Sand, regia di Charles L. Gaskill – cortometraggio (1912)
- The Bond of Music, regia di Charles Kent – cortometraggio (1912)
- Tommy's Sister, regia di William V. Ranous – cortometraggio (1912)
- Coronets and Hearts – cortometraggio (1912)
- Captain Barnacle's Legacy, regia di Van Dyke Brooke – cortometraggio (1912)
- She Wanted a Boarder, regia di Edwin R. Phillips (come Edward R. Phillips) (1912) – cortometraggio
- Bunny's Suicide, regia di Laurence Trimble – cortometraggio (1912)
- A Wasted Sacrifice, regia di Rollin S. Sturgeon – cortometraggio (1912)
- The Road to Yesterday; or, Memories of Patio Days, regia di Rollin S. Sturgeon – cortometraggio (1912)
- The Higher Mercy, regia di William V. Ranous – cortometraggio (1912)
- The Hindoo's Curse, regia di William V. Ranous – cortometraggio (1912)
- The Loyalty of Sylvia – cortometraggio (1912)
- Popular Betty, regia di James Young – cortometraggio (1912)
- A Fortune in a Teacup, regia di Albert W. Hale – cortometraggio (1912)
- Captain Barnacle's Waif, regia di Van Dyke Brooke – cortometraggio (1912)
- The Troubled Trail, regia di Rollin S. Sturgeon – cortometraggio (1912)
- A Vitagraph Romance, regia di James Young – cortometraggio (1912)
- The Indian Mutiny, regia di Frederick A. Thomson – cortometraggio (1912)
- The Burning of the Match Factory – cortometraggio, documentario (1912)
- The Adventure of the Italian Model, regia di Van Dyke Brooke – cortometraggio (1912)
- Bobby's Father – cortometraggio (1912)
- His Lordship, the Valet – cortometraggio (1912)
- Bill Wilson's Gal, regia di Rollin S. Sturgeon – cortometraggio (1912)
- The Signal Fire – cortometraggio (1912)
- Weary Starts Things in Pumpkinville – cortometraggio (1912)
- The Counts, regia di Ralph Ince – cortometraggio (1912)
- The Irony of Fate, regia di Albert W. Hale – cortometraggio (1912)
- Her Choice, regia di Ralph Ince – cortometraggio (1912)
- The Adventure of the Smelling Salts – cortometraggio (1912)
- Diana's Legacy – cortometraggio (1912)
- Bachelor Buttons, regia di Laurence Trimble – cortometraggio (1912)
- She Cried, regia di Albert W. Hale – cortometraggio (1912)
- Her Spoiled Boy – cortometraggio (1912)
- The Red Barrier – cortometraggio (1912)
- Improvvisato abito da ballo (Nothing to Wear), regia di William Humphrey – cortometraggio (1912)
- As You Like It, regia di J. Stuart Blackton, Charles Kent e James Young – cortometraggio (1912)
- The Godmother, regia di Ralph Ince – cortometraggio (1912)
- When Persistency and Obstinacy Meet – cortometraggio (1912)
- As Fate Would Have It – cortometraggio (1912)
- Mammoth Life-Savers – cortometraggio (1912)
- Her Father's Hat – cortometraggio (1912)
- When California Was Young, regia di Rollin S. Sturgeon – cortometraggio (1912)
- Every Inch a Man, regia di William Humphrey – cortometraggio (1912)
- Mrs. Lirriper's Lodgers, regia di Van Dyke Brooke – cortometraggio (1912)
- An Elephant on Their Hands, regia di Frederick A. Thomson – cortometraggio (1912)
- Father's Hot Toddy – cortometraggio (1912)
- Bunny All at Sea, regia di George D. Baker e Larry Trimble – cortometraggio (1912)
- A Mistake in Spelling, regia di James Young – cortometraggio (1912)
- Four Days a Widow – cortometraggio (1912)
- The Spirit of the Range, regia di Rollin S. Sturgeon – cortometraggio (1912)
- Scenes of Irish Life at Dublin – cortometraggio, documentario (1912)
- An Expensive Shine – cortometraggio (1912)
- The Toymaker – cortometraggio (1912)
- Faithful Unto Death – cortometraggio (1912)
- In the Furnace Fire, regia di Frederick A. Thomson – cortometraggio (1912)
- None But the Brave Deserve the Fair, regia di William Humphrey – cortometraggio (1912)
- Just Luck – cortometraggio (1912)
- Bunny at the Derby, regia di Laurence Trimble – cortometraggio (1912)
- Poet and Peasant, regia di William V. Ranous – cortometraggio (1912)
- On the Line of Peril – cortometraggio (1912)
- Lessons in Courtship – cortometraggio (1912)
- Bettina's Substitute; or, There's No Fool Like an Old Fool – cortometraggio (1912)
- In the Garden Fair, regia di Frederick A. Thomson – cortometraggio (1912)
- The Mills of the Gods, regia di Ralph Ince – cortometraggio (1912)
- His Official Appointment, regia di Charles Kent – cortometraggio (1912)
- The Face or the Voice – cortometraggio (1912)
- Michael McShane, Matchmaker, regia di Laurence Trimble – cortometraggio (1912)
- Out of the Shadows, regia di Rollin S. Sturgeon – cortometraggio (1912)
- A Modern Atalanta – cortometraggio (1912)
- The Hand Bag – cortometraggio (1912)
- Arabian Sports – cortometraggio, documentario (1912)
- Captain Barnacle, Reformer, regia di Van Dyke Brooke – cortometraggio (1912)
- The Professor and the Lady, regia di Ralph Ince – cortometraggio (1912)
- Aquatic Elephants – cortometraggio, documentario (1912)
- Lord Browning and Cinderella, regia di Van Dyke Brooke – cortometraggio (1912)
- Billy's Pipe Dream – cortometraggio (1912)
- Una of the Sierras, regia di Ralph Ince – cortometraggio (1912)
- The Model for St. John, regia di James Young – cortometraggio (1912)
- The Unusual Honeymoon, regia di James Young – cortometraggio (1912)
- Romance of a Rickshaw – cortometraggio (1912)
- Timid May, regia di Rollin S. Sturgeon – cortometraggio (1912)
- Darktown Duel – cortometraggio (1912)
- Six O'Clock – cortometraggio (1912)
- The Servant Problem; or, How Mr. Bullington Ran the House – cortometraggio (1912)
- Billy's Burglar, regia di Van Dyke Brooke – cortometraggio (1912)
- Wild Pat, regia di Charles Kent – cortometraggio (1912)
- Omens of the Mesa, regia di Rollin S. Sturgeon – cortometraggio (1912)
- In the Flat Above, regia di James Young – cortometraggio (1912)
- The Wood Violet, regia di Ralph Ince – cortometraggio (1912)
- Three Girls and a Man, regia di Albert W. Hale – cortometraggio (1912)
- The Eavesdropper, regia di James Young (1912)
- Susie to Susanne – cortometraggio (1912)
- O'Hara, Squatter and Philosopher, regia di Van Dyke Brooke – cortometraggio (1912)
- The Absent-Minded Valet, regia di Frederick A. Thomson (come Frederick Thomson) – cortometraggio (1912)
- The Scoop, regia di William Humphrey – cortometraggio (1912)
- The Curio Hunters, regia di Ralph Ince – cortometraggio (1912)
- Mrs. Lirriper's Legacy, regia di Van Dyke Brooke – cortometraggio (1912)
- Too Many Caseys – cortometraggio (1912)
- The Drawing – cortometraggio (1912)
- The Dawning – cortometraggio (1912)
- Cork and Vicinity – cortometraggio (1912)
- The Awakening of Bianca, regia di Charles Kent – cortometraggio (1912)
- The Signal of Distress, regia di Larry Trimble – cortometraggio (1912)
- Doctor Bridget, regia di Frederick A. Thomson – cortometraggio (1912)
- Natoosa, regia di Rollin S. Sturgeon – cortometraggio (1912)
- Adam and Eve – cortometraggio (1912)
- Song of the Shell, regia di Ralph Ince – cortometraggio (1912)
- The Dandy, or Mr. Dawson Turns the Tables, regia di William Humphrey – cortometraggio (1912)
- All for a Girl, regia di Frederick A. Thomson – cortometraggio (1912)
- A Leap Year Proposal, regia di George D. Baker – cortometraggio (1912)
- The Night Before Christmas, regia di Van Dyke Brooke – cortometraggio (1912)
- Who Stole Bunny's Umbrella?, regia di Frederick A. Thomson – cortometraggio (1912)
- At the Dog Show – cortometraggio, documentario (1912)
- The Hat, regia di Rollin S. Sturgeon – cortometraggio (1912)
- Following the Star – cortometraggio (1912)
- A Marriage of Convenience, regia di James Young – cortometraggio (1912)
- While She Powdered Her Nose, regia di Laurence Trimble – cortometraggio (1912)
- It All Came Out in the Wash, regia di Maurice Costello – cortometraggio (1912)
- Ida's Christmas, regia di Van Dyke Brooke – cortometraggio (1912)
- Two Women and Two Men, regia di Van Dyke Brooke – cortometraggio (1912)
- Freckles, regia di Frederick A. Thomson – cortometraggio (1912)
- The Reincarnation of Karma, regia di Van Dyke Brooke – cortometraggio (1912)
- The Better Man, regia di Rollin S. Sturgeon – cortometraggio (1912)
- Sue Simpkins' Ambition, regia di Ralph Ince – cortometraggio (1912)
- Planting the Spring Garden, regia di William Humphrey – cortometraggio (1912)
- A Woman, regia di Charles Kent – cortometraggio (1912)

## 1913
- The Trap, regia di William Humphrey – cortometraggio (1913)
- The Idler – cortometraggio (1913)
- Love Hath Wrought a Miracle, regia di James Young – cortometraggio (1913)
- Feeding the Animals – cortometraggio (1913)
- Casey at the Bat, regia di James Young – cortometraggio (1913)
- Bunny Blarneyed; or, The Blarney Stone, regia di Laurence Trimble – cortometraggio (1913)
- The Adventure of the Counterfeit Bills, regia di Maurice Costello – cortometraggio (1913)
- Mr. Bolter's Niece, regia di Frederick A. Thomson – cortometraggio (1913)
- A Bit of Blue Ribbon, regia di Rollin S. Sturgeon – cortometraggio (1913)
- The Angel of the Desert, regia di Rollin S. Sturgeon – cortometraggio (1913)
- The Wings of a Moth, regia di Laurence Trimble – cortometraggio (1913)
- The Delayed Letter, regia di Ralph Ince – cortometraggio (1913)
- Two of a Kind, regia di Bert Angeles – cortometraggio (1913)
- Betty's Baby – cortometraggio (1913)
- The Adventure of the Ambassador's Disappearance, regia di Maurice Costello – cortometraggio (1913)
- O'Hara Helps Cupid, regia di Van Dyke Brooke – cortometraggio (1913)
- Three Black Bags, regia di Frederick A. Thomson – cortometraggio (1913)
- The Little Minister, regia di James Young – cortometraggio (1913)
- The Winning Hand, regia di Rollin S. Sturgeon – cortometraggio (1913)
- Off the Road, regia di Ralph Ince – cortometraggio (1913)
- The Bringing Out of Papa, regia di Ralph Ince – cortometraggio (1913)
- The Interrupted Honeymoon, regia di James Young – cortometraggio (1913)
- His Wife's Relatives, regia di Ralph Ince – cortometraggio (1913)
- Thou Shalt Not Kill, regia di Hal Reid – cortometraggio (1913)
- What a Change of Clothes Did, regia di Maurice Costello – cortometraggio (1913)
- Ma's Apron Strings, regia di Frederick A. Thomson – cortometraggio (1913)
- The Volunteer Strike Breakers, regia di Frederick A. Thomson – cortometraggio (1913)
- The Joke on Howling Wolf, regia di Rollin S. Sturgeon – cortometraggio (1913)
- The Widow's Might, regia di James Young – cortometraggio (1913)
- Odio, amore, vendetta (The Vengeance of Durand; or, The Two Portraits), regia di J. Stuart Blackton – cortometraggio (1913)
- When Bobby Forgot, regia di Larry Trimble – cortometraggio (1913)
- Everybody's Doing It, regia di Larry Trimble – cortometraggio (1913)
- The Two Purses, regia di Maurice Costello – cortometraggio (1913)
- When Mary Grew Up, regia di James Young – cortometraggio (1913)
- And His Wife Came Back, regia di James Young – cortometraggio (1913)
- The Smoke from Lone Bill's Cabin, regia di Rollin S. Sturgeon – cortometraggio (1913)
- How Fatty Made Good, regia di Ralph Ince – cortometraggio (1913)
- It Made Him Mad, regia di James Young – cortometraggio (1913)
- Cutey and the Twins, regia di James Young – cortometraggio (1913)
- The Elephant's Toilet, regia di Frederick A. Thomson – cortometraggio (1913)
- The Classmate's Frolic, regia di Ralph Ince – cortometraggio (1913)
- The Skull, regia di William V. Ranous – cortometraggio (1913)
- Stenographer Troubles, regia di Frederick A. Thompson – cortometraggio (1913)
- The Whispered Word, regia di Rollin S. Sturgeon – cortometraggio (1913)
- The Joke Wasn't on Ben Bolt, regia di Charles Kent – cortometraggio (1913)
- A Trap to Catch a Burglar, regia di Van Dyke Brooke – cortometraggio (1913)
- Papa Puts One Over, regia di Ralph Ince – cortometraggio (1913)
- The Panama Canal – cortometraggio (1913)
- Buttercups, regia di Frederick A. Thomson – cortometraggio (1913)
- The Weapon, regia di Maurice Costello – cortometraggio (1913)
- The Man Higher Up, regia di Frederick A. Thomson – cortometraggio (1913)
- The Chains of an Oath, regia di William Humphrey – cortometraggio (1913)
- Polly at the Ranch, regia di Rollin S. Sturgeon – cortometraggio (1913)
- A Corner in Crooks, regia di Rollin S. Sturgeon – cortometraggio (1913)
- Just Show People, regia di Van Dyke Brooke – cortometraggio (1913)
- Beau Brummel, regia di James Young – cortometraggio (1913)
- Views of Ireland – cortometraggio, documentario (1913)
- Mr. Ford's Temper, regia di Frederick A. Thomson – cortometraggio (1913)
- Cinderella's Slipper, regia di Maurice Costello – cortometraggio (1913)
- The Locket; or, When She Was Twenty, regia di Frederick A. Thomson – cortometraggio (1913)
- Suspicious Henry, regia di Frederick A. Thomson – cortometraggio (1913)
- Four Days – cortometraggio (1913)
- When the Desert Was Kind, regia di Rollin S. Sturgeon – cortometraggio (1913)
- The Final Justice, regia di Bert Angeles – cortometraggio (1913)
- Tim Grogan's Foundling, regia di Van Dyke Brooke – cortometraggio (1913)
- The Pickwick Papers, regia di Larry Trimble – cortometraggio (1913)
- The Old Guard, regia di James Young – cortometraggio (1913)
- Governor Wilson – cortometraggio, documentario (1913)
- Under the Make-Up, regia di Laurence Trimble – cortometraggio (1913)
- O'Hara's Godchild, regia di Van Dyke Brooke – cortometraggio (1913)
- Hubby Buys a Baby, regia di Frederick A. Thomson – cortometraggio (1913)
- A Heart of the Forest, regia di Ralph Ince – cortometraggio (1913)
- That College Life, regia di William Humphrey – cortometraggio (1913)
- The One Good Turn, regia di William V. Ranous – cortometraggio (1913)
- He Waited, regia di Frederick A. Thomson – cortometraggio (1913)
- Black Diamonds – cortometraggio (1913)
- Red and White Roses, regia di William Humphrey e Ralph Ince – cortometraggio (1913)
- Put Yourself in Their Place, regia di James Young – cortometraggio (1913)
- Fireman's Drill – cortometraggio (1913)
- The Way Out, regia di Maurice Costello e William V. Ranous – cortometraggio (1913)
- His Honor, the Mayor, regia di Frederick A. Thomson – cortometraggio (1913)
- The Deceivers, regia di Rollin S. Sturgeon – cortometraggio (1913)
- Sisters All, regia di Larry Trimble – cortometraggio (1913)
- The Dog House Builders, regia di James Young – cortometraggio (1913)
- Quebec Zouaves – cortometraggio, documentario (1913)
- The Mouse and the Lion, regia di Van Dyke Brooke (1913)
- According to Advice, regia di Rollin S. Sturgeon – cortometraggio (1913)
- A Birthday Gift, regia di Charles Kent – cortometraggio (1913)
- Oro micidiale (The Strength of Men), regia di Ralph Ince – cortometraggio (1913)
- The House in Suburbia, regia di Laurence Trimble – cortometraggio (1913)
- The Wonderful Statue, regia di Frederick A. Thomson – cortometraggio (1913)
- Mine Rescue Work of American Red Cross Society – cortometraggio (1913)
- A Matter of Matrimony, regia di Rollin S. Sturgeon – cortometraggio (1913)
- Belinda the Slavey; or, Plot and Counterplot, regia di Bert Angeles – cortometraggio (1913)
- Brother Bill, regia di Ralph Ince – cortometraggio (1913)
- Dick, the Dead Shot, regia di Van Dyke Brooke – cortometraggio (1913)
- Love Laughs at Locksmiths; or, Love Finds a Way, regia di Ralph Ince – cortometraggio (1913)
- In Old Quebec – cortometraggio, documentario (1913)
- Getting Up a Practice, regia di Maurice Costello e W.V. Ranous – cortometraggio (1913)
- The Modern Prodigal, regia di Van Dyke Brooke – cortometraggio (1913)
- Scenes in Japan – cortometraggio, documentario (1913)
- The Two Brothers, regia di Rollin S. Sturgeon – cortometraggio (1913)
- Tenyo Maru – cortometraggio, documentario (1913)
- Bedelia Becomes a Lady, regia di Rollin S. Sturgeon – cortometraggio (1913)
- Checkmated, regia di Laurence Trimble – cortometraggio (1913)
- Alixe; or, The Test of Friendship, regia di William V. Ranous – cortometraggio (1913)
- The Midget's Romance, regia di Bert Angeles – cortometraggio (1913)
- Our Coast Defenders – cortometraggio, documentario (1913)
- The Golden Hoard; or, Buried Alive, regia di William Humphrey – cortometraggio (1913)
- Let 'Em Quarrel, regia di Laurence Trimble – cortometraggio (1913)
- He Answered the Ad, regia di Bert Angeles – cortometraggio (1913)
- Bunny's Honeymoon, regia di Wilfrid North – cortometraggio (1913)
- The Transition – cortometraggio (1913)
- Out of the Storm, regia di Wilfrid North – cortometraggio (1913)
- Cutey and the Chorus Girls, regia di James Young – cortometraggio (1913)
- Wanted, a Strong Hand, regia di Van Dyke Brooke – cortometraggio (1913)
- The Web, regia di Ralph Ince – cortometraggio (1913)
- Laying a Marine Cable – cortometraggio (1913)
- The Mystery of the Stolen Child, regia di W.V. Ranous e Maurice Costello – cortometraggio (1913)
- Mr. Mintern's Misadventures, regia di Maurice Costello e William V. Ranous – cortometraggio (1913)
- The Fortune, regia di Wilfrid North – cortometraggio (1913)
- After the Honeymoon, regia di R.S. Sturgeon – cortometraggio (1913)
- Sleuthing, regia di Bert Angeles – cortometraggio (1913)
- Playing with Fire, regia di Bert Angeles – cortometraggio (1913)
- Seeing Double, regia di Wilfrid North – cortometraggio (1913)
- Jean and Her Family – cortometraggio (1913)
- The Artist's Great Madonna, regia di Van Dyke Brooke – cortometraggio (1913)
- Mixed Identities, regia di William Humphrey – cortometraggio (1913)
- Gala Day Parade, Yokohama, Japan – cortometraggio, documentario (1913)
- The Mystery of the Stolen Jewels, regia di Maurice Costello e William V. Ranous – cortometraggio (1913)
- In the Good Old Summer Time – cortometraggio (1913)
- There's Music in the Hair, regia di Laurence Trimble – cortometraggio (1913)
- Crowds Attending the Gods in Temple, Tokyo, Japan – cortometraggio, documentario (1913)
- The Power That Rules, regia di Rollin S. Sturgeon – cortometraggio (1913)
- The Stronger Sex, regia di Wilfrid North – cortometraggio (1913)
- A Fighting Chance, regia di Ralph Ince (1913) – cortometraggio
- O'Hara and the Youthful Prodigal, regia di Van Dyke Brooke – cortometraggio (1913)
- Hearts of the First Empire, regia di William Humphrey – cortometraggio (1913)
- Two's Company, Three's a Crowd, regia di Ralph Ince – cortometraggio (1913)
- Street Scenes, Yokohama, Japan – cortometraggio, documentario (1913)
- A Window on Washington Park, regia di Laurence Trimble – cortometraggio (1913)
- Uses of Dynamite by U.S. Engineering Corps – cortometraggio, documentario (1913)
- Bunny Versus Cutey, regia di Wilfrid North – cortometraggio (1913)
- Cinders, regia di Rollin S. Sturgeon – cortometraggio (1913)
- Captain Mary Brown, regia di William Humphrey – cortometraggio (1913)
- Omens and Oracles, regia di Bert Angeles – cortometraggio (1913)
- Bingles Mends the Clock, regia di Frederick A. Thomson (come Fred Thompson) – cortometraggio (1913)
- The Deerslayer, regia di Hal Reid e Laurence Trimble – cortometraggio (1913)
- Inspection of the Quebec Police – cortometraggio, documentario (1913)
- Disciplining Daisy, regia di Wilfrid North – cortometraggio (1913)
- The Wrath of Osaka, regia di Maurice Costello e William V. Ranous – cortometraggio (1913)
- Cupid's Hired Man, regia di Wilfrid North – cortometraggio (1913)
- The Sea Maiden, regia di Rollin S. Sturgeon – cortometraggio (1913)
- The Wrong Pair, regia di Rollin S. Sturgeon – cortometraggio (1913)
- The Grand Canyon – cortometraggio, documentario (1913)
- Mr. Horatio Sparkins, regia di Van Dyke Brooke – cortometraggio (1913)
- Two Souls with But a Single Thought; or, A Maid and Three Men, regia di Bert Angeles – cortometraggio (1913)
- A Soul in Bondage, regia di Van Dyke Brooke – cortometraggio (1913)
- Vampire of the Desert, regia di Charles L. Gaskill – cortometraggio (1913)
- His Life for His Emperor, regia di William Humphrey – cortometraggio (1913)
- Bunny and the Bunny Hug, regia di Wilfrid North – cortometraggio (1913)
- Vitagraph at Kama Kura – cortometraggio, documentario (1913)
- Bunny's Birthday Surprise, regia di Wilfrid North – cortometraggio (1913)
- The Amateur Lion Tamer, regia di Fred Thomson (Frederick A. Thomson) – cortometraggio (1913)
- Counsellor Bobby, regia di Laurence Trimble – cortometraggio (1913)
- A Lady and Her Maid, regia di Bert Angeles – cortometraggio (1913)
- The Midget's Revenge, regia di Bert Angeles – cortometraggio (1913)
- Going to Meet Papa – cortometraggio (1913)
- The Still Voice – cortometraggio (1913)
- Cupid Through a Keyhole, regia di Van Dyke Brooke – cortometraggio (1913)
- Up and Down the Ladder, regia di Laurence Trimble – cortometraggio (1913)
- Tricks of the Trade, regia di Frederick A. Thomson – cortometraggio (1913)
- Cutey Plays Detective, regia di Laurence Trimble – cortometraggio (1913)
- The Only Veteran in Town, regia di Charles Kent – cortometraggio (1913)
- A Husband's Trick, regia di William Humphrey – cortometraggio (1913)
- The White Slave; or, The Octoroon, regia di James Young – cortometraggio (1913)
- One Can't Always Tell, regia di Van Dyke Brooke – cortometraggio (1913)
- If Dreams Came True; or, Who'd Have Thunk It? – cortometraggio (1913)
- What God Hath Joined Together, regia di Rollin S. Sturgeon – cortometraggio (1913)
- Three to One – cortometraggio (1913)
- Bunny as a Reporter, regia di Wilfrid North – cortometraggio (1913)
- A Modern Psyche, regia di Van Dyke Brooke – cortometraggio (1913)
- The Heart of Mrs. Robins, regia di Van Dyke Brooke – cortometraggio (1913)
- The Butler's Secret, regia di William Humphrey – cortometraggio (1913)
- Wild Beasts at Large, regia di Frederick A. Thomson – cortometraggio (1913)
- The Forgotten Latchkey, regia di Ralph Ince – cortometraggio (1913)
- The Bachelor's Baby, or How It All Happened, regia di Van Dyke Brooke – cortometraggio (1913)
- Cutey Tries Reporting, regia di Bert Angeles – cortometraggio (1913)
- His House in Order; or, The Widower's Quest, regia di Wilfrid North – cortometraggio (1913)
- I finti richiamati (A Regiment of Two), regia di George D. Baker e Ralph Ince – cortometraggio (1913)
- The Capers of Cupid – cortometraggio (1913)
- His Tired Uncle, regia di Wilfrid North – cortometraggio (1913)
- An Infernal Tangle, regia di William Humphrey – cortometraggio (1913)
- Does Advertising Pay?, regia di Laurence Trimble – cortometraggio (1913)
- The Silver Cigarette Case, regia di Van Dyke Brooke – cortometraggio (1913)
- The Coming of Gretchen, regia di Bert Angeles – cortometraggio (1913)
- The Drop of Blood, regia di Frederick A. Thomson – cortometraggio (1913)
- Bunny's Dilemma, regia di Wilfrid North – cortometraggio (1913)
- Yokohama Fire Department – cortometraggio, documentario (1913)
- Delayed Proposals, regia di James Young – cortometraggio (1913)
- 'Arriet's Baby, regia di Van Dyke Brooke – cortometraggio (1913)
- Delitto di un padre (The Snare of Fate), regia di William Humphrey – cortometraggio (1913)
- The Lion's Bride, regia di Frederick A. Thomson – cortometraggio (1913)
- No Sweets, regia di Van Dyke Brooke – cortometraggio (1913)
- Jack's Chrysanthemum, regia di Maurice Costello e William V. Ranous – cortometraggio (1913)
- Her Sweetest Memory, regia di L. Rogers Lytton – cortometraggio (1913)
- One Good Joke Deserves Another, regia di Wilfrid North – cortometraggio (1913)
- One Over on Cutey, regia di Van Dyke Brooke – cortometraggio (1913)
- Cloisonné Ware – cortometraggio, documentario (1913)
- Roughing the Cub, regia di Bert Angeles – cortometraggio (1913)
- Sight-Seeing in Japan – cortometraggio, documentario (1913)
- Bingles and the Cabaret, regia di Frederick A. Thomson (come Fred Thompson) – cortometraggio (1913)
- The Tiger Lily, regia di Van Dyke Brooke – cortometraggio (1913)
- Song Bird of the North, regia di Ralph Ince – cortometraggio (1913)
- A Sweet Deception, regia di Ralph Ince – cortometraggio (1913)
- An Unwritten Chapter, regia di William Humphrey – cortometraggio (1913)
- Love's Quarantine, regia di Wilfrid North – cortometraggio (1913)
- The Glove, regia di William Humphrey – cortometraggio (1913)
- Count Barber, regia di Bert Angeles – cortometraggio (1913)
- Solitaires, regia di Van Dyke Brooke – cortometraggio (1913)
- A Millinery Bomb, regia di Wilfrid North – cortometraggio (1913)
- The Carpenter, regia di Wilfrid North – cortometraggio (1913)
- The Spirit of the Orient, regia di Maurice Costello – cortometraggio (1913)
- The Moulding, regia di Ralph Ince – cortometraggio (1913)
- The Diamond Mystery, regia di Charles Kent – cortometraggio (1913)
- O'Hara as a Guardian Angel, regia di Van Dyke Brooke – cortometraggio (1913)
- My Lady of Idleness, regia di William Humphrey – cortometraggio (1913)
- The Master Painter, regia di L. Rogers Lytton – cortometraggio (1913)
- Sandy and Shorty Work Together, regia di Robert Thornby – cortometraggio (1913)
- Hubby's Toothache, regia di Wilfrid North – cortometraggio (1913)
- The Yellow Streak, regia di William J. Bauman – cortometraggio (1913)
- The Taming of Betty, regia di Maurice Costello – cortometraggio (1913)
- The Only Way, regia di Wilfrid North – cortometraggio (1913)
- The Pickpocket, regia di George D. Baker – cortometraggio (1913)
- An Error in Kidnapping, regia di Frederick A. Thomson (come Fred Thomson) – cortometraggio
- An Old Man's Love Story, regia di Van Dyke Brooke – cortometraggio (1913)
- The Tables Turned, regia di Charles Kent – cortometraggio (1913)
- Scenes in Honolulu – cortometraggio, documentario (1913)
- The Spell, regia di Rollin S. Sturgeon – cortometraggio (1913)
- The Prince of Evil, regia di Ralph Ince – cortometraggio (1913)
- Dr. Crathern's Experiment, regia di Van Dyke Brooke – cortometraggio (1913)
- The Troublesome Daughters, regia di Frederick A. Thomson (come Fred Thomson) – cortometraggio
- The Sixth Commandment, regia di William J. Bauman – cortometraggio (1913)
- When Society Calls, regia di Wilfrid North – cortometraggio (1913)
- The Courage of the Commonplace, regia di Rollin S. Sturgeon – cortometraggio (1913)
- The Intruder, regia di Maurice Costello e Wilfrid North – cortometraggio (1913)
- The Fortune Hunters of Hicksville, regia di Robert Thornby – cortometraggio (1913)
- The Celestial Republic – cortometraggio, documentario (1913)
- A Faithful Servant, regia di Maurice Costello – cortometraggio (1913)
- The Late Mr. Jones, regia di James Young – cortometraggio (1913)
- The Penalties of Reputation, regia di William Humphrey – cortometraggio (1913)
- A Gentleman of Fashion, regia di George D. Baker – cortometraggio (1913)
- Father and Son: or, The Curse of the Golden Land, regia di Frederick A. Thomson (come Fred Thomson) – cortometraggio (1913)
- When the Press Speaks, regia di George D. Baker – cortometraggio (1913)
- The Joys of a Jealous Wife, regia di Maurice Costello – cortometraggio (1913)
- Bingles' Nightmare; or, If It Had Only Been True, regia di Ralph Ince – cortometraggio (1913)
- The Flirt, regia di William Humphrey – cortometraggio (1913)
- Keeping Husbands Home, regia di Bert Angeles – cortometraggio (1913)
- The Lady and the Glove, regia di Frederick A. Thomson – cortometraggio (1913)
- The Line-Up, regia di William Humphrey – cortometraggio (1913)
- Slim Driscoll, Samaritan, regia di William J. Bauman – cortometraggio (1913)
- Those Troublesome Tresses, regia di George D. Baker – cortometraggio (1913)
- In and About Calcutta – cortometraggio, documentario (1913)
- Better Days, regia di Van Dyke Brooke – cortometraggio (1913)
- A Maid of Mandalay, regia di Maurice Costello – cortometraggio (1913)
- Playing the Pipers, regia di William Humphrey – cortometraggio (1913)
- The Feudists, regia di Wilfrid North – cortometraggio (1913)
- When Glasses Are Not Glasses, regia di Van Dyke Brooke – cortometraggio (1913)
- A Doll for the Baby, regia di W.J. Bauman (William J. Bauman) – cortometraggio (1913)
- Which Way Did He Go?, regia di George D. Baker – cortometraggio (1913)
- Quaint Singapore – cortometraggio, documentario (1913)
- He Fell in Love with His Mother-in-Law, regia di Bert Angeles – cortometraggio (1913)
- The Clown and the Prima Donna, regia di Maurice Costello e Wilfrid North – cortometraggio (1913)
- The Call, regia di Ralph Ince – cortometraggio (1913)
- According to Seniority, regia di Harry Lambart – cortometraggio (1913)
- The Passing of Joe Mary, regia di Robert Thornby – cortometraggio (1913)
- His Lordship Billy Smoke, regia di R.T. Thornby (Robert Thornby) – cortometraggio (1913)
- The Kiss of Retribution, regia di Van Dyke Brooke – cortometraggio (1913)
- The Lonely Princess, regia di Maurice Costello – cortometraggio (1913)
- The Baby Elephant – cortometraggio (1913)
- The Adventure of the Shooting Party, regia di Larry Trimble – cortometraggio (1913)
- When Women Go on the Warpath; or, Why Jonesville Went Dry, regia di Wilfrid North e James Young – cortometraggio (1913)
- Cupid Versus Women's Rights, regia di Maurice Costello – cortometraggio (1913)
- Old Moddington's Daughters, regia di William J. Bauman (1913) – cortometraggio
- Fortune's Turn, regia di Wilfred North (Wilfrid North) – cortometraggio (1913)
- The Tiger, regia di Frederick A. Thomson – cortometraggio (1913)
- Sauce for the Goose, co-regia di L. Rogers Lytton, Wilfrid North e James Young – cortometraggio (1913)
- The Lost Millionaire, regia di Ralph Ince – cortometraggio (1913)
- Sandy Gets Shorty a Job, regia di Robert Thornby – cortometraggio (1913)
- Pumps, regia di Laurence Trimble – cortometraggio (1913)
- Their Mutual Friend, regia di Frederick A. Thomson – cortometraggio (1913)
- The Hindoo Charm, regia di Maurice Costello – cortometraggio (1913)
- Sunny; or, The Cattle Thief, regia di William J. Bauman – cortometraggio (1913)
- John Tobin's Sweetheart, regia di George D. Baker – cortometraggio (1913)
- Our Wives, regia di James Lackaye – cortometraggio (1913)
- Daddy's Soldier Boy, regia di Robert T. Thornby (Robert Thornby) (1913)
- Scenes in Singapore – cortometraggio, documentario (1913)
- Extremities, regia di Maurice Costello – cortometraggio (1913)
- The Other Woman, regia di Van Dyke Brooke – cortometraggio (1913)
- The Race, regia di Robert Thornby – cortometraggio (1913)
- Bunny for the Cause, regia di Wilfrid North – cortometraggio (1913)
- Under the Daisies; or, As a Tale That Is Told, regia di Van Dyke Brooke – cortometraggio (1913)
- When the West Was Young, regia di W.J. Bauman – cortometraggio (1913)
- Which?, regia di James Lackaye – cortometraggio (1913)
- Salvation Sal, regia di Robert Thornby – cortometraggio (1913)
- The Autocrat of Flapjack Junction, regia di George D. Baker – cortometraggio (1913)
- The Treasure of Desert Isle, regia di Ralph Ince – cortometraggio (1913)
- The Mystery of the Silver Skull, regia di Maurice Costello, Wilfrid North – cortometraggio (1913)
- Anne of the Trails, regia di William J. Bauman – cortometraggio (1913)
- A Homespun Tragedy, regia di James W. Castle e Ned Finley – cortometraggio (1913)
- When Friendship Ceases, regia di Robert Thornby – cortometraggio (1913)
- Heartbroken Shep, regia di L. Rogers Lytton e James Young – cortometraggio (1913)
- Cutey's Waterloo, regia di James Lackaye – cortometraggio (1913)
- The Test, regia di Harry Lambert (Harry Lambart) – cortometraggio
- Mrs. Upton's Device, regia di James W. Castle – cortometraggio (1913)
- The Ballyhoo's Story, regia di Rollin S. Sturgeon – cortometraggio (1913)
- Master Fixit, regia di Ralph Ince – cortometraggio (1913)
- Buddhist Temples and Worshippers – cortometraggio, documentario (1913)
- The Outlaw, regia di Robert Thornby – cortometraggio (1913)
- Matrimonial Manoeuvres, regia di Maurice Costello e Wilfred North (Wilfrid North) – cortometraggio (1913)
- The Pirates, regia di George D. Baker – cortometraggio (1913)
- Piuma di gallina (The White Feather), regia di William J. Bauman – cortometraggio (1913)
- Luella's Love Story, regia di L. Rogers Lytton e James Young – cortometraggio (1913)
- Sleuths Unawares, regia di Robert Thornby – cortometraggio (1913)
- Low Caste Burmese – cortometraggio, documentario (1913)
- The Doctor's Secret, regia di Van Dyke Brooke – cortometraggio(1913)
- On Their Wedding Eve, regia di Maurice Costello – cortometraggio (1913)
- The Next Generation, regia di L. Rogers Lytton – cortometraggio (1913)
- At the Sign of the Lost Angel, regia di Rollin S. Sturgeon – cortometraggio (1913)
- In the Shadow, regia di James Lackaye – cortometraggio (1913)
- Father's Hatband, regia di Van Dyke Brooke – cortometraggio (1913)
- Bianca, regia di Robert Thornby – cortometraggio (1913)
- Peggy's Burglar, regia di Ralph Ince – cortometraggio (1913)
- Fatty's Affair of Honor, regia di Ralph Ince – cortometraggio (1913)
- The Warmakers, regia di Maurice Costello e Robert Gaillard – cortometraggio (1913)
- The King's Man, regia di W.J. Bauman – cortometraggio (1913)
- His Silver Bachelorhood, regia di Van Dyke Brooke – cortometraggio (1913)
- The Hoodoo Umbrella, regia di Bert Angeles – cortometraggio (1913)
- Ancient Temples of Karnak – cortometraggio, documentario (1913)
- A Broken Melody, regia di Robert Thornby – cortometraggio (1913)
- Flaming Hearts, regia di George D. Baker – cortometraggio (1913)
- The Diver, regia di Harry Lambart – cortometraggio (1913)
- Daniel, regia di Fred Thomson (Frederick A. Thomson) – cortometraggio (1913)
- Thieves, regia di William J. Bauman – cortometraggio (1913)
- The Price of Thoughtlessness, regia di Ned Finley – cortometraggio (1913)
- The Canals of Venice – cortometraggio, documentario (1913)
- Mary Jane – cortometraggio (1913)
- An Elopement at Home, regia di Van Dyke Brooke – cortometraggio (1913)
- The Right Man, regia di Frederick A. Thomson – cortometraggio (1913)
- Fanny's Conspiracy, regia di Van Dyke Brooke – cortometraggio (1913)
- Nuovi metodi per domare la suocera (Jerry's Mother-in-Law), regia di James Young – cortometraggio (1913)
- Tangled Threads, regia di Robert Thornby – cortometraggio (1913)
- His Last Fight, regia di Ralph Ince – cortometraggio (1913)
- Why I Am Here, regia di Ralph Ince – cortometraggio (1913)
- Farming in Ancient Thebes – cortometraggio, documentario (1913)
- The Sale of a Heart, regia di Maurice Costello e da Robert Gaillord (Robert Gaillard) – cortometraggio (1913)
- The Schemers, regia di George D. Baker – cortometraggio (1913)
- The Whimsical Threads of Destiny, regia di Frederick A. Thomson (come Frederick Thompson) – cortometraggio (1913)
- The Blue Rose, regia di Van Dyke Brooke – cortometraggio (1913)
- The Leading Lady, regia di Ned Finley – cortometraggio (1913)
- Little Kaintuck, regia di Robert Thornby – cortometraggio (1913)
- Temples and Statues of Rome – cortometraggio, documentario (1913)
- Fellow Voyagers, regia di Eugene Mullin e Maurice Costello – cortometraggio (1913)
- The Cure, regia di James W. Castle e Ned Finley – cortometraggio (1913)
- Betty in the Lions' Den, regia di Frederick A. Thomson – cortometraggio (1913)
- The Golden Pathway, regia di Maurice Costello, Robert Gaillord – cortometraggio (1913)
- Big Bob Waits, regia di Rollin S. Sturgeon – cortometraggio (1913)
- A Game of Cards regia di Ned Finley – cortometraggio (1913)
- The Wreck, regia di Ralph Ince e W.J. Lincoln – cortometraggio (1913)
- The Coliseum of Rome – cortometraggio, documentario (1913)
- A Pair of Prodigals, regia di Robert Thornby – cortometraggio (1913)
- The Swan Girl, regia di Ralph Ince – cortometraggio (1913)
- A Lesson in Jealousy, regia di Harry Lambart (come Harry Lambert) – cortometraggio (1913)
- Beauty Unadorned, regia di Sidney Drew, L. Rogers Lytton e James Young – cortometraggio (1913)
- 'Mid Kentucky Hills, regia di Ned Finley – cortometraggio (1913)
- Deception, regia di William J. Bauman (come W.J. Bauman) – cortometraggio (1913)
- That Suit at Ten, regia di Bert Angeles – cortometraggio (1913)
- Performing Lions – cortometraggio, documentario (1913)
- Sacrifice, regia di Hardee Kirkland – cortometraggio (1913)
- The Life Saver, regia di Wilfrid North – cortometraggio (1913)
- Love's Sunset, regia di Frederick A. Thomson – cortometraggio (1913)
- The Uprising of Ann, regia di Hardee Kirkland – cortometraggio (1913)
- Up in a Balloon, regia di James Young – cortometraggio (1913)
- Elephants at Work – cortometraggio, documentario (1913)
- Any Port in a Storm, regia di William J. Bauman – cortometraggio (1913)
- The Face of Fear, regia di William J. Bauman – cortometraggio (1913)
- The Girl at the Lunch Counter – cortometraggio (1913)
- The Ancient Order of Good Fellows – cortometraggio (1913)
- A Christmas Story, regia di James W. Castle e Tefft Johnson – cortometraggio (1913)
- Her Faith in the Flag, regia di Robert Thornby – cortometraggio (1913)
- The Honorable Algernon, regia di Van Dyke Brooke – cortometraggio (1913)
- The Spirit of Christmas, regia di William Humphrey e Tefft Johnson – cortometraggio (1913)
- The Golf Game and the Bonnet, regia di George D. Baker – cortometraggio (1913)
- Heartease, regia di L. Rogers Lytton e James Young – cortometraggio (1913)
- Her Husband's Friend, regia di Hardee Kirkland – cortometraggio (1913)
- The Baby Show – cortometraggio (1913)
- His Second Wife, regia di Ralph Ince – cortometraggio (1913)
- The Education of Aunt Georgiana, regia di Maurice Costello e Robert Gaillard (come Robert Gaillord) – cortometraggio (1913)
- Back to Eden, regia di Robert Thornby – cortometraggio (1913)

## 1914
- Secret of the Bulb, regia di William J. Bauman – cortometraggio (1914)
- Nocturne in E-Flat, regia di William Humphrey – cortometraggio (1914)
- The Misadventures of a Mighty Monarch, regia di George D. Baker – cortometraggio (1914)
- The Street Singers, regia di Wilfrid North e Wally Van – cortometraggio (1914)
- Francine, regia di Ulysses Davis – cortometraggio (1914)
- Nipote stile moderno (Jerry's Uncle's Namesake), regia di L. Rogers Lytton e James Young – cortometraggio (1914)[2]
- Diana's Dress Reform, regia di Ralph Ince – cortometraggio (1914)
- Their Interest in Common, regia di Rollin S. Sturgeon – cortometraggio (1914)
- La fiera di Montana (Montana State Fair) – cortometraggio, documentario (1914)
- Allegri automobilisti, ovvero Spaventoso assassinio (Bunny's Mistake), regia di George D. Baker – cortometraggio (1914)
- Officer John Donovan, regia di Van Dyke Brooke – cortometraggio (1914)
- The Right and the Wrong of It, regia di Ralph Ince – cortometraggio (1914)
- The Masked Dancer, regia di Burton L. King – cortometraggio (1914)
- Timing Cupid, regia di Harry Lambert (Harry Lambart) – cortometraggio (1914)
- The Brute, regia di Hardee Kirkland – cortometraggio (1914)
- Baseball Stars – cortometraggio, documentario (1914)
- Cutey's Vacation, regia di Harry Lambert (Harry Lambart) – cortometraggio (1914)
- Local Color, regia di Ned Finley – cortometraggio (1914)
- Quantrell's Son, regia di Robert Thornby – cortometraggio (1914)
- The Vavasour Ball, regia di Van Dyke Brooke – cortometraggio (1914)
- Love's Old Dream, regia di George D. Baker – cortometraggio (1914)
- Anne of the Golden Heart, regia di Ulysses Davis – cortometraggio (1914)
- The Perplexed Bridegroom, regia di Maurice Costello – cortometraggio (1914)
- Decoration Day at Old Soldiers' Home – cortometraggio (1914)
- Hearts of Women, regia di William Humphrey e Tefft Johnson[3] – cortometraggio (1914)
- The Return of Jack Bellew, regia di Robert Thornby – cortometraggio (1914)
- Pickles, Art and Sauerkraut, regia di James Young – cortometraggio (1914)
- Scotland Forever, regia di Harry Lambert – cortometraggio (1914)
- Il piccolo trombettiere (The Little Bugler), regia di Robert Thornby – cortometraggio (1914)
- The Lucky Elopement, regia di Ralph Ince – cortometraggio (1914)
- The Love of Tokiwa, regia di Ulysses Davis – cortometraggio (1914)
- How God Came to Sonny Boy, regia di Burton L. King – cortometraggio (1914)
- Caught with the Goods, regia di Ned Finley – cortometraggio (1914)
- How Burke and Burke Made Good, regia di Harry Lambart – cortometraggio (1914)
- Lincoln, the Lover, regia di Ralph Ince – cortometraggio (1914)
- Marrying Sue, regia di Tefft Johnson – cortometraggio (1914)
- Tainted Money, regia di Burton L. King – cortometraggio (1914)
- Goodness Gracious, regia di James Young – cortometraggio (1914)
- A Million Bid, regia di Ralph Ince (1914)
- The Winner Wins, regia di William J. Bauman – cortometraggio (1914)
- Il padrone della miniera (Master of the Mine), regia di William J. Bauman – cortometraggio (1914)
- In cerca di una mamma (Sonny Jim in Search of a Mother), regia di Tefft Johnson – cortometraggio (1914)
- Some Steamer Scooping, regia di Maurice Costello – cortometraggio (1914)
- Niagara Falls – cortometraggio, documentario (1914)
- Bunny's Birthday, regia di George D. Baker – cortometraggio (1914)
- Odio di famiglia (Children of the Feud), regia di Ned Finley – cortometraggio (1914)
- Sawdust and Salome, regia di Van Dyke Brooke – cortometraggio (1914)
- Back to Broadway, regia di Ralph Ince – cortometraggio (1914)
- L'industria del legno in Svezia (Lumbering in Sweden) – cortometraggio, documentario (1914)
- Fatty on the Job, regia di Ralph Ince – cortometraggio (1914)
- The First Endorsement, regia di Harry Lambert (Harry Lambart) – cortometraggio (1914)
- His Little Page, regia di Van Dyke Brooke – cortometraggio (1914)
- Iron and Steel, regia di Maurice Costello e Robert Gaillard – cortometraggio (1914)
- In the Old Attic, regia di Frederick A. Thomson – cortometraggio (1914)
- Doctor Polly, regia di Wilfrid North e Wally Van – cortometraggio (1914)
- The Hero, regia di Frederick A. Thomson – cortometraggio (1914)
- Crawfishing – cortometraggio, documentario (1914)
- The Old Oak's Secret, regia di Robert Thornby – cortometraggio (1914)
- A Change in Baggage Checks, regia di George D. Baker – cortometraggio (1914)
- The Drudge, regia di Tefft Johnson – cortometraggio (1914)
- Buffalo Jim, regia di Ulysses Davis – cortometraggio (1914)
- The Sacrifice of Kathleen, regia di Van Dyke Brooke – cortometraggio (1914)
- A Pair of Frauds, regia di Theodore Marston (1914) – cortometraggio
- Silent Trails, regia di Rollin S. Sturgeon – cortometraggio (1914)
- Paesaggi svedesi (Scenes in Norseland) – cortometraggio, documentario (1914)
- The Speeder's Revenge, regia di Wilfrid North – cortometraggio (1914)
- The Mischief Maker, regia di Frederick A. Thomson – cortometraggio (1914)
- Ginger's Reign, regia di Burton L. King – cortometraggio (1914)
- The Portrait, regia di James Young – cortometraggio (1914)
- Pittore ultrafuturista (Art for a Heart), regia di Wilfred North (Wilfrid North) e Wally Van – cortometraggio (1914)
- The Way to Heaven, regia di Ulysses Davis – cortometraggio (1914)
- Mrs. Maloney's Fortune, regia di Theodore Marston – cortometraggio (1914)
- An Officer and a Gentleman, regia di Harry Lambert (Harry Lambart) – cortometraggio (1914)
- The Christian, regia di Frederick A. Thomson (1914)
- Auntie, regia di Burton King (Burton L. King) – cortometraggio (1914)
- The Price of Vanity, regia di Harry Lambert (Harry Lambart) – cortometraggio (1914)
- The Ghosts, regia di William J. Bauman – cortometraggio (1914)
- The Idler, regia di Tefft Johnson – cortometraggio (1914)
- A Model Young Man, regia di James Young – cortometraggio (1914)
- Old Reliable, regia di Van Dyke Brooke – cortometraggio (1914)
- The Woman in Black, regia di Maurice Costello e Robert Gaillard – cortometraggio (1914)
- Lost in Mid-Ocean, regia di Ulysses Davis – cortometraggio (1914)
- Her Husband, regia di Theodore Marston – cortometraggio (1914)
- The Hall-Room Rivals, regia di Tefft Johnson – cortometraggio (1914)
- Chanler Rao, Criminal Expert, regia di Ned Finley – cortometraggio (1914)
- Millions for Defence, regia di Ulysses Davis – cortometraggio (1914)
- Never Again, regia di Sidney Drew – cortometraggio (1914)
- The Silver Snuff Box, regia di Theodore Marston – cortometraggio (1914)
- A Helpful Sisterhood, regia di Van Dyke Brooke – cortometraggio (1914)
- Stage Struck, regia di Ned Finley – cortometraggio (1914)
- Tommy's Tramp, regia di Robert Thornby – cortometraggio (1914)
- Bunny's Scheme, regia di George D. Baker – cortometraggio (1914)
- The Crucible of Fate, regia di Harry Lambert (Harry Lambart) – cortometraggio (1914)
- The Night Riders of Petersham, regia di Ulysses Davis – cortometraggio (1914)
- Pups on the Rampage – cortometraggio (1914)
- Cherry, regia di James Young – cortometraggio (1914)
- Memories That Haunt, regia di Harry Lambart – cortometraggio (1914)
- 'Fraid Cat, regia di Tefft Johnson – cortometraggio (1914)
- The Little Sheriff, regia di George C. Stanley (George Stanley) – cortometraggio (1914)
- An Easter Lily, regia di Tefft Johnson – cortometraggio (1914)
- The Girl from Prosperity, regia di Ralph Ince – cortometraggio (1914)
- The Battle of the Weak, regia di Theodore Marston – cortometraggio (1914)
- Mr. Barnes of New York, regia di Maurice Costello e Robert Gaillard (1914)
- Love, Luck and Gasoline, regia di Wilfrid North – cortometraggio (1914)
- Non l'hanno mai saputo (He Never Knew), regia di Ralph Ince – cortometraggio (1914)
- The Kiss, regia di Ulysses Davis – cortometraggio (1914)
- The Chicken Inspector, regia di Wilfrid North, Wally Van – cortometraggio (1914)
- Innocent But Awkward, regia di Sidney Drew – cortometraggio (1914)
- The Vanity Case, regia di Theodore Marston – cortometraggio (1914)
- Sonny Jim at the North Pole, regia di Tefft Johnson – cortometraggio (1914)
- The Spirit and the Clay, regia di Harry Lambart (come Captain Harry Lambert) – cortometraggio (1914)
- Fanny's Melodrama, regia di Wilfrid North e Wally Van – cortometraggio (1914)
- A Little Madonna, regia di Ulysses Davis – cortometraggio (1914)
- Matrimonio al tango (Tangled Tangoists), regia di George D. Baker – cortometraggio (1914)
- Her Great Scoop, regia di Maurice Costello e Robert Gaillord – cortometraggio
- The Awakening of Barbara Dare, regia di Wilfrid North – cortometraggio (1914)
- The Tattoo Mark, regia di Ned Finley – cortometraggio (1914)
- Setting the Style, regia di George D. Baker – cortometraggio (1914)
- Tony, the Greaser, regia di Rollin S. Sturgeon – cortometraggio (1914)
- Bunco Bill's Visit, regia di George D. Baker – cortometraggio (1914)
- Mareea the Half-Breed, regia di Ulysses Davis – cortometraggio (1914)
- Cupid Versus Money, regia di Van Dyke Brooke – cortometraggio (1914)
- The Old Fire Horse and the New Fire Chief, regia di George D. Baker – cortometraggio (1914)
- Sandy and Shorty Start Something, regia di Robert Thornby – cortometraggio (1914)
- His Last Call, regia di Tefft Johnson – cortometraggio (1914)
- Mr. Bunny in Disguise, regia di George D. Baker – cortometraggio (1914)
- The Antique Engagement Ring, regia di Theodore Marston – cortometraggio (1914)
- Miser Murray's Wedding Present, regia di Van Dyke Brooke – cortometraggio (1914)
- The Acid Test, regia di Maurice Costello e Robert Gaillard – cortometraggio (1914)
- Buddy's First Call, regia di Tefft Johnson – cortometraggio (1914)
- The Sea Gull, regia di Rollin S. Sturgeon – cortometraggio (1914)
- Bunny Buys a Harem, regia di George D. Baker – cortometraggio (1914)
- The Countess Veschi's Jewels, regia di Ned Finley – cortometraggio (1914)
- Wife Wanted, regia di Ralph Ince – cortometraggio (1914)
- Dorothy Danesbridge, Militant, regia di Theodore Marston – cortometraggio (1914)
- Captain Alvarez, regia di Rollin S. Sturgeon (1914)
- Johanna, the Barbarian, regia di Ulysses Davis – cortometraggio (1914)
- The Adventure of the Rival Undertakers, regia di Lee Beggs (1914)
- Out in Happy Hollow, regia di Ulysses Davis – cortometraggio (1914)
- Bunny's Swell Affair, regia di Lee Beggs – cortometraggio (1914)
- Etta of the Footlights, regia di Maurice Costello e Robert Gaillard – cortometraggio (1914)
- A Sentimental Burglar, regia di Maurice Costello e Robert Gaillard – cortometraggio (1914)
- Cutey's Wife, regia di Wilfrid North e Wally Van – cortometraggio (1914)
- The Boys of the I.O.U., regia di Wilfrid North, Wally Van – cortometraggio (1914)
- Hunger Knows No Law, regia di Ulysses Davis – cortometraggio (1914)
- Mr. Bunnyhug Buys a Hat for His Bride, regia di George D. Baker – cortometraggio (1914)
- The Mystery of the Hidden House, regia di Ulysses Davis – cortometraggio (1914)
- Miss Raffles, regia di Theodore Marston – cortometraggio (1914)
- The Last Will, regia di Ulysses Davis – cortometraggio (1914)
- Wanted, a House, regia di Lee Beggs – cortometraggio (1914)
- A False Move, regia di Robert T. Thornby (Robert Thornby) – cortometraggio (1914)
- The Maid from Sweden, regia di Lee Beggs – cortometraggio (1914)
- Too Many Husbands, regia di Sidney Drew – cortometraggio (1914)
- Eve's Daughter, regia di Wilfrid North – cortometraggio (1914)
- The Right of Way, regia di Van Dyke Brooke (1914) – cortometraggio
- The Widow of Red Rock, regia di Wally Van – cortometraggio (1914)
- The Power to Forgive, regia di George Stanley – cortometraggio (1914)
- The Accomplished Mrs. Thompson, regia di Wilfrid North – cortometraggio (1914)
- Our Fairy Play, regia di Lee Beggs – cortometraggio (1914)
- The Violin of M'sieur, regia di James Young – cortometraggio (1914)
- The Crime of Cain, regia di Theodore Marston – cortometraggio (1914)
- Shadows of the Past, regia di Ralph Ince – cortometraggio (1914)
- Mr. Bingle's Melodrama, regia di George D. Baker – cortometraggio (1914)
- A Wayward Daughter, regia di Van Dyke Brooke – cortometraggio (1914)
- The Ladies' War, regia di Wilfrid North – cortometraggio (1914)
- Only a Sister, regia di Ulysses Davis – cortometraggio (1914)
- The Persistent Mr. Prince, regia di Wilfrid North – cortometraggio (1914)
- Father's Flirtation, regia di George D. Baker – cortometraggio (1914)
- Maria's Sacrifice, regia di William Humphrey – cortometraggio (1914)
- The Passing of Diana, regia di Theodore Marston – cortometraggio (1914)
- The 'Bear' Facts, regia di Tefft Johnson – cortometraggio (1914)
- Happy-Go-Lucky, regia di James Young – cortometraggio (1914)
- The Old Maid's Baby, regia di George D. Baker – cortometraggio (1914)
- His Wife and His Work, regia di Ulysses Davis – cortometraggio (1914)
- The Gang, regia di Ned Finley – cortometraggio (1914)
- The Poor Folks' Boy, regia di Ulysses Davis – cortometraggio (1914)
- The Circus and the Boy, regia di Tefft Johnson – cortometraggio (1914)
- Two Stepchildren, regia di Theodore Marston (1914)
- A Train of Incidents, regia di George D. Baker – cortometraggio (1914)
- The Toll, regia di Theodore Marston – cortometraggio (1914)
- The False and the True, regia di Theodore Marston – cortometraggio (1914)
- The Moonstone of Fez, regia di Maurice Costello, Robert Gaillard – cortometraggio (1914)
- Doctor Smith's Baby, regia di Maurice Costello, Robert Gaillard – cortometraggio (1914)
- Prosecution, regia di Ulysses Davis – cortometraggio (1914)
- The Vases of Hymen , regia di George D. Baker – cortometraggio (1914)
- Lillian's Dilemma, regia di Wilfrid North – cortometraggio (1914)
- Uncle Bill, regia di Ralph Ince – cortometraggio (1914)
- The Soul of Luigi, regia di Theodore Marston – cortometraggio (1914)
- My Official Wife, regia di James Young (1914)
- Fogg's Millions, regia di Van Dyke Brooke – cortometraggio (1914)
- The Arrival of Josie, regia di Lee Beggs – cortometraggio (1914)
- The Little Captain, regia di Tefft Johnson – cortometraggio (1914)
- Pigs Is Pigs, regia di George D. Baker – cortometraggio (1914)
- The Song of the Ghetto, regia di William Humphrey – cortometraggio (1914)
- Love the Clairvoyant, regia di Maurice Costello e Robert Gaillord – cortometraggio (1914)
- Bread Upon the Waters, regia di Wilfrid North – cortometraggio (1914)
- Buddy's Downfall, regia di Tefft Johnson – cortometraggio (1914)
- The Apple, regia di Theodore Marston – cortometraggio (1914)
- The Winning Trick, regia di Wilfrid North – cortometraggio (1914)
- Romantic Josie, regia di Lee Beggs – cortometraggio (1914)
- His Kid Sister, regia di Ulysses Davis – cortometraggio (1914)
- John Rance, Gentleman, regia di Van Dyke Brooke – cortometraggio (1914)
- Officer Kate, regia di Ned Finley – cortometraggio (1914)
- The Greater Motive, regia di Theodore Marston – cortometraggio (1914)
- Private Bunny, regia di George D. Baker – cortometraggio (1914)
- Detective and Matchmaker, regia di Ulysses Davis – cortometraggio (1914)
- Warfare in the Skies, regia di Frederick A. Thomson – cortometraggio (1914)
- Second Sight, regia di Ned Finley – cortometraggio (1914)
- Memories in Men's Souls, regia di Van Dyke Brooke – cortometraggio (1914)
- The Locked House, regia di George D. Baker – cortometraggio (1914)
- The House on the Hill, regia di Tefft Johnson – cortometraggio (1914)
- Through Life's Window, regia di Maurice Costello, Robert Gaillard – cortometraggio (1914)
- The Painted World, regia di Ralph Ince – cortometraggio (1914)
- A Florida Enchantment, regia di Sidney Drew (1914)
- David Garrick, regia di James Young – cortometraggio (1914)
- The New Stenographer, regia di Wilfred North – cortometraggio (1914)
- The Horse Thief, regia di Ulysses Davis – cortometraggio (1914)
- Polishing Up, regia di George D. Baker – cortometraggio (1914)
- The Wheat and the Tares, regia di Theodore Marston – cortometraggio (1914)
- Private Dennis Hogan, regia di Harry Lambert – cortometraggio (1914)
- An Innocent Delilah, regia di Ulysses Davis – cortometraggio (1914)
- Taken by Storm, regia di James Young – cortometraggio (1914)
- The Woes of a Waitress, regia di Maurice Costello e Robert Gaillord – cortometraggio (1914)
- The Honeymooners, regia di Harry Solter (1914)
- Lily of the Valley, regia di Wilfrid North – cortometraggio (1914)
- Ward's Claim, regia di Ulysses Davis – cortometraggio (1914)
- Rainy, the Lion Killer, regia di Sidney Drew – cortometraggio (1914)
- Josie's Declaration of Independence, regia di Lee Beggs – cortometraggio (1914)
- The Mysterious Lodger, regia di Maurice Costello, Robert Gaillard – cortometraggio (1914)
- Such a Hunter, regia di George D. Baker – cortometraggio (1914)
- Josie's Coney Island Nightmare, regia di Lee Beggs – cortometraggio (1914)
- The Wrong Flat, regia di Harry Lambert – cortometraggio (1914)
- The Hidden Letters, regia di Van Dyke Brooke – cortometraggio (1914)
- The Lost Cord, regia di Wilfrid North – cortometraggio (1914)
- The Upper Hand, regia di William Humphrey – cortometraggio (1914)
- The Barrel Organ, regia di Edmond F. Stratton – cortometraggio (1914)
- The Win(k)some Widow, regia di Edmond F. Stratton (1914)
- The Unwritten Play, regia di Theodore Marston – cortometraggio (1914)
- Brandon's Last Ride, regia di Ulysses Davis – cortometraggio (1914)
- The Band Leader, regia di Edmond F. Stratton – cortometraggio (1914)
- Bella's Elopement, regia di Maurice Costello e Robert Gaillord – cortometraggio (1914)
- A Study in Feet, regia di Harry Lambert – cortometraggio (1914)
- He Danced Himself to Death, regia di Ralph Ince – cortometraggio (1914)
- The Man Who Knew, regia di William Humphrey – cortometraggio (1914)
- Steve O'Grady's Chance, regia di Ned Finley – cortometraggio (1914)
- Gertie il dinosauro (Gertie the Dinosaur), regia di Winsor McCay – cortometraggio (1914)
- The Ageless Sex, regia di Harry Lambert – cortometraggio (1914)
- Politics and the Press, regia di Van Dyke Brooke – cortometraggio (1914)
- Father's Timepiece, regia di Lee Beggs – cortometraggio (1914)
- The Reward of Thrift, regia di Ned Finley e Tefft Johnson – cortometraggio (1914)
- Four Thirteen, regia di Ralph Ince – cortometraggio (1914)
- Fine Feathers Make Fine Birds, regia di William Humphrey – cortometraggio (1914)
- The Blood Ruby, regia di Maurice Costello, Robert Gaillard – cortometraggio (1914)
- A Double Error, regia di Theodore Marston – cortometraggio (1914)
- A Close Call, regia di Wilfrid North – cortometraggio (1914)
- A Horseshoe -- for Luck, regia di Sidney Drew – cortometraggio (1914)
- Hearts and Diamonds, regia di George D. Baker – cortometraggio (1914)
- When the Gods Forgive, regia di Ulysses Davis – cortometraggio (1914)
- Regan's Daughter, regia di Theodore Marston – cortometraggio (1914)
- The Heart of Sonny Jim, regia di Tefft Johnson – cortometraggio (1914)
- The Love of Pierre Larosse, regia di Theodore Marston – cortometraggio (1914)
- Eats, regia di Lee Beggs – cortometraggio (1914)
- The Royal Wild West, regia di Sidney Drew – cortometraggio (1914)
- Fisherman Kate, regia di Harry Lambert (Harry Lambart) – cortometraggio (1914)
- His Unknown Girl, regia di Harry Lambert – cortometraggio (1914)
- Kill or Cure, regia di Harry Lambert – cortometraggio (1914)
- The Loan Shark King, regia di Van Dyke Brooke – cortometraggio (1914)
- Josie's Legacy, regia di Lee Beggs – cortometraggio (1914)
- The Rose and the Thorn, regia di Harry Lambert – cortometraggio (1914)
- The Tangle, regia di Harry Lambart (1914)
- The Locked Door, regia di Tefft Johnson – cortometraggio (1914)
- 'Midst Woodland Shadows, regia di Ralph Ince – cortometraggio (1914)
- Mareea, the Foster Mother, regia di Ulysses Davis – cortometraggio (1914)
- The Peacemaker, regia di Van Dyke Brooke – cortometraggio (1914)
- His Dominant Passion, regia di William Humphrey – cortometraggio (1914)
- Fatty's Sweetheart, regia di Ralph Ince – cortometraggio (1914)
- The Girl in the Case, regia di Maurice Costello e Robert Gaillard – cortometraggio (1914)
- His Wedded Wife, regia di William Humphrey – cortometraggio (1914)
- Anne of the Mines, regia di Ulysses Davis – cortometraggio (1914)
- Under False Colors, regia di Van Dyke Brooke (1914) – cortometraggio
- The Mill of Life, regia di Maurice Costello, Robert Gaillord (Robert Gaillard) – cortometraggio (1914)
- A Costume Piece, regia di Wilfrid North – cortometraggio (1914)
- Goodbye Summer, regia di Van Dyke Brooke – cortometraggio (1914)
- The Strange Story of Sylvia Gray, regia di Charles L. Gaskill (1914)
- The Fates and Flora Fourflush, regia di Wally Van – cortometraggio (1914)
- The Cave Dwellers, regia di Tefft Johnson – cortometraggio (1914)
- The Butterfly – cortometraggio (1914)
- William Henry Jones' Courtship, regia di Sidney Drew – cortometraggio (1914)
- Kidding the Boss, regia di Ulysses Davis – cortometraggio (1914)
- Bunny Backslides, regia di George D. Baker – cortometraggio (1914)
- Within an Ace, regia di Theodore Marston – cortometraggio (1914)
- The Mystery of Brayton Court, regia di Maurice Costello, Robert Gaillard – cortometraggio (1914)
- The Little Angel of Canyon Creek, regia di Rollin S. Sturgeon (1914)
- On the Stroke of Five, regia di Harry Lambert – cortometraggio (1914)
- The Evolution of Percival, regia di Lee Beggs – cortometraggio (1914)
- The Choice, regia di Ulysses Davis – cortometraggio (1914)
- Thanks for the Lobster, regia di Wally Van – cortometraggio (1914)
- Performing Bears – cortometraggio (1914)
- In the Land of Arcadia, regia di Wilfrid North – cortometraggio (1914)
- Two Women, regia di Ralph Ince – cortometraggio (1914)
- Miss Tomboy and Freckles, regia di Wilfrid North – cortometraggio (1914)
- The Senator's Brother, regia di William Humphrey – cortometraggio (1914)
- In Bridal Attire, regia di Lee Beggs – cortometraggio (1914)
- Lola the Rat, regia di Maurice Costello, Robert Gaillard – cortometraggio (1914)
- The Rocky Road of Love, regia di George D. Baker – cortometraggio (1914)
- The Making of a Newspaper – cortometraggio, documentario (1914)
- Ann, the Blacksmith, regia di Ulysses Davis – cortometraggio (1914)
- Sisters, regia di Ulysses Davis – cortometraggio (1914)
- Hope Foster's Mother, regia di Lionel Belmore – cortometraggio (1914)
- Fixing Their Dads, regia di George D. Baker – cortometraggio (1914)
- Too Much Burglar, regia di Maurice Costello e Robert Gaillord – cortometraggio (1914)
- The Professional Scapegoat, regia di Sidney Drew – cortometraggio (1914)
- Mary Jane Entertains, regia di George D. Baker – cortometraggio (1914)
- The Man Behind the Door, regia di Wally Van (1914)
- The Sage-Brush Gal, regia di Rollin S. Sturgeon – cortometraggio (1914)
- The Level, regia di Ulysses Davis – cortometraggio (1914)
- The Old Flute Player, regia di Lionel Belmore – cortometraggio (1914)
- Netty or Letty, regia di Theodore Marston – cortometraggio (1914)
- A Cause for Thanksgiving, regia di Tefft Johnson – cortometraggio (1914)
- The Curing of Myra May, regia di Van Dyke Brooke – cortometraggio (1914)
- Convict, Costumes and Confusion, regia di Lee Beggs – cortometraggio (1914)
- Everything Against Him, regia di Ulysses Davis – cortometraggio (1914)
- Saved from a Life of Crime, regia di Theodore Marston – cortometraggio (1914)
- The Mysterious Mr. Davey, regia di Sidney Drew – cortometraggio (1914)
- The Man That Might Have Been, regia di William Humphrey – cortometraggio (1914)
- The Methods of Margaret, regia di Wilfrid North – cortometraggio (1914)
- Picturesque California – cortometraggio (1914)
- Bunny's Little Brother, regia di George D. Baker – cortometraggio (1914)
- C.O.D., regia di Tefft Johnson (1914)
- The Moonshine Maid and the Man, regia di Charles L. Gaskill – cortometraggio (1914)
- Sunshine and Shadows, regia di Van Dyke Brooke – cortometraggio (1914)
- The Athletic Family, regia di Edmond F. Stratton – cortometraggio (1914)
- Pure Gold, regia di Ulysses Davis – cortometraggio (1914)
- A Strand of Blond Hair, regia di George D. Baker – cortometraggio (1914)
- How to Do It and Why; or, Cutey at College, regia di Wally Van – cortometraggio (1914)
- Underneath the Paint, regia di Charles L. Gaskill – cortometraggio (1914)
- The Greater Love, regia di Theodore Marston – cortometraggio (1914)
- Out of the Past, regia di Lionel Belmore – cortometraggio (1914)
- The Egyptian Mummy, regia di Lee Beggs – cortometraggio (1914)
- A Question of Clothes, regia di Van Dyke Brooke – cortometraggio
- Who's Who in Hogg Hollow – cortometraggio (1914)
- Mr. Santa Claus, regia di George Ridgwell – cortometraggio (1914)
- How Cissy Made Good, regia di George D. Baker (1914)
- Arthur Truman's Ward, regia di Wilfrid North – cortometraggio (1914)
- By the Governor's Order, regia di Maurice Costello, Robert Gaillard – cortometraggio (1914)
- The Professor's Romance, regia di Sidney Drew – cortometraggio (1914)
- The Knight Before Christmas, regia di Tefft Johnson – cortometraggio (1914)
- Sweeney's Christmas Bird, regia di George D. Baker – cortometraggio (1914)
- An Affair for the Police, regia di William Humphrey – cortometraggio (1914)
- The Sins of the Mothers, regia di Ralph Ince (1914)
- The Product, regia di Maurice Costello e Robert Gaillard – cortometraggio (1914)
- The Plot, regia di Maurice Costello e Robert Gaillard – cortometraggio (1914)
- Forcing Dad's Consent, regia di Lee Beggs – cortometraggio (1914)
- Love Will Out, regia di Ulysses Davis – cortometraggio (1914)

## 1915
- Rattlesnakes – cortometraggio (1915)
- Bringing Up Father, regia di Larry Semon – cortometraggio (1915)
- Auntie's Portrait, regia di George D. Baker – cortometraggio (1915)
- In the Latin Quarter, regia di Lionel Belmore – cortometraggio (1915)
- Mother's Roses, regia di Theodore Marston (1915)
- Billy's Wager, regia di Lee Beggs – cortometraggio (1915)
- The Man, the Mission and the Maid, regia di Theodore Marston – cortometraggio (1915)
- The Smoking Out of Bella Butts, regia di George D. Baker – cortometraggio (1915)
- A Daughter of Israel, regia di Van Dyke Brooke – cortometraggio (1915)
- The Silent Plea, regia di Lionel Belmore – cortometraggio (1915)
- A Mix-Up in Dress Suitcases, regia di Lee Beggs – cortometraggio (1915)
- The Hair of Her Head, regia di Sidney Drew – cortometraggio (1915)
- The Legend of the Lone Tree, regia di Ulysses Davis (1915)
- Chiefly Concerning Males, regia di Tefft Johnson – cortometraggio (1915)
- Hearts and the Highway, regia di Wilfrid North (1915)
- The Evil Men Do, regia di Maurice Costello e Robert Gaillord – cortometraggio
- The Right Girl?, regia di Ralph Ince – cortometraggio (1915)
- The Navajo Ring, regia di Ulysses Davis – cortometraggio (1915)
- Wanted, a Nurse, regia di Sidney Drew – cortometraggio (1915)
- War, regia di George D. Baker – cortometraggio (1915)
- O'Garry of the Royal Mounted, regia di Ned Finley – cortometraggio (1915)
- The Slightly Worn Gown, regia di William Humphrey – cortometraggio (1915)
- The Game of Life, regia di Ulysses Davis – cortometraggio (1915)
- The Homecoming of Henry, regia di Sidney Drew – cortometraggio (1915)
- The Barrier of Faith, regia di Van Dyke Brooke – cortometraggio (1915)
- The Chief's Goat, regia di Wally Van – cortometraggio (1915)
- The Island of Regeneration, regia di Harry Davenport (1915)
- Cabman Kate, regia di C. Jay Williams (C.J. Williams) – cortometraggio (1915)
- The Combination, regia di Sidney Drew – cortometraggio (1915)
- The Understudy; or, Behind the Scenes, regia di Maurice Costello e Robert Gaillord (Robert Gaillard) – cortometraggio (1915)
- The Green Cat, regia di Lee Beggs – cortometraggio (1915)
- For Another's Crime, regia di William Humphrey – cortometraggio (1915)
- From Headquarters, regia di Ralph Ince – cortometraggio (1915)
- A Daughter's Strange Inheritance, regia di Van Dyke Brooke – cortometraggio (1915)
- Hearts to Let, regia di William Humphrey – cortometraggio (1915)
- The Wrong Girl – cortometraggio (1915)
- Breaking In, regia di Wilfred North – cortometraggio (1915)
- On the Altar of Love, regia di Maurice Costello, Robert Gaillard – cortometraggio (1915)
- When Greek Meets Greek, regia di Sidney Drew – cortometraggio (1915)
- The Wheels of Justice, regia di Theodore Marston (1915)
- The Millionaire's Hundred Dollar Bill, regia di William Humphrey – cortometraggio (1915)
- The Professor's Nightmare, regia di C. Jay Williams – cortometraggio (1915)
- Scenes in Swedish Northland – cortometraggio, documentario (1915)
- Some White Hope?, regia di Ralph Ince – cortometraggio (1915)
- The Quality of Mercy, regia di Warwick Buckland – cortometraggio (1915)
- A Madcap Adventure, regia di Theodore Marston – cortometraggio (1915)
- Twice Rescued, regia di Theodore Marston – cortometraggio (1915)
- The Breath of Araby, regia di Charles L. Gaskill – cortometraggio (1915)
- Roselyn, regia di Harry Lambert – cortometraggio (1915)
- When Samuel Skidded, regia di Edmond F. Stratton – cortometraggio (1915)
- The Still, Small Voice, regia di Charles L. Gaskill – cortometraggio (1915)
- The Young Man Who 'Figgered' , regia di Lee Beggs – cortometraggio (1915)
- Sports in the Baltic Archipelago – cortometraggio, documentario (1915)
- The Worthier Man, regia di Ulysses Davis – cortometraggio (1915)
- A Man of Parts, regia di Wally Van – cortometraggio (1915)
- The Radium Thieves, regia di William Humphrey – cortometraggio (1915)
- The Lady of the Lighthouse, regia di Harry Lambert e George Ridgwell – cortometraggio (1915)
- Burglarious Billy, regia di Lee Beggs – cortometraggio (1915)
- The Girl at Nolan's, regia di Ulysses Davis – cortometraggio (1915)
- Peggy of Fifth Avenue, regia di Wilfrid North – cortometraggio (1915)
- Two and Two, regia di C.J. Williams – cortometraggio (1915)
- The Juggernaut, regia di Ralph W. Ince (1915)
- The Jarr Family Discovers Harlem, regia di Harry Davenport – cortometraggio (1915)
- Snatched from a Burning Death, regia di Charles L. Gaskill – cortometraggio (1915)
- A Very Rare Companionship – cortometraggio, documentario (1915)
- A Study in Tramps, regia di Lee Beggs – cortometraggio (1915)
- The Black Wallet, regia di Ulysses Davis – cortometraggio (1915)
- Cupid's Column, regia di Sidney Drew – cortometraggio (1915)
- Mr. Jarr Brings Home a Turkey, regia di Harry Davenport – cortometraggio (1915)
- Postponed, regia di Wally Van – cortometraggio (1915)
- The Battle of Frenchman's Run, regia di Theodore Marston – cortometraggio (1915)
- The Capitulation of the Major, regia di Wilfrid North – cortometraggio (1915)
- Lifting the Ban of Coventry, regia di Wilfred North – cortometraggio (1915)
- Mr. Jarr and the Lady Reformer, regia di Harry Davenport – cortometraggio (1915)
- A Wireless Rescue, regia di Theodore Marston – cortometraggio (1915)
- The Master of His House, regia di Lee Beggs – cortometraggio (1915)
- The Other Man's Wife, regia di Ulysses Davis – cortometraggio (1915)
- The Lady of Shalott, regia di C.J. Williams – cortometraggio (1915)
- Cutey Becomes a Landlord, regia di Wally Van – cortometraggio (1915)
- The Enemies, regia di Harry Davenport – cortometraggio (1915)
- A Fortune Hunter, regia di Theodore Marston – cortometraggio (1915)
- The Heart of Jim Brice, regia di Maurice Costello e Robert Gaillard – cortometraggio (1915)
- When Dumbleigh Saw the Joke, regia di Sidney Drew – cortometraggio (1915)
- Janet of the Chorus, regia di Van Dyke Brooke – cortometraggio (1915)
- Mr. Jarr Takes a Night Off, regia di Harry Davenport – cortometraggio (1915)
- The Timid Mr. Tootles, regia di Sidney Drew – cortometraggio (1915)
- Easy Money, regia di Theodore Marston – cortometraggio (1915)
- Her Gethsemane, regia di David Smith – cortometraggio (1915)
- They Loved Him So, regia di C. Jay Williams – cortometraggio (1915)
- The Return of Maurice Donnelly, regia di William Humphrey (1915)
- Sonny Jim and the Valentine, regia di Tefft Johnson – cortometraggio (1915)
- Mr. Jarr's Magnetic Friend, regia di Harry Davenport – cortometraggio (1915)
- Between the Two of Them, regia di Sidney Drew – cortometraggio (1915)
- His Phantom Sweetheart, regia di Ralph Ince – cortometraggio (1915)
- Strength, regia di Ulysses Davis – cortometraggio (1915)
- The Love Whip, regia di Wilfrid North – cortometraggio (1915)
- Elsa's Brother, regia di Van Dyke Brooke – cortometraggio (1915)
- The Taming of Rita, regia di Ulysses Davis – cortometraggio (1915)
- The Closing of the Circuit, regia di Harry Davenport – cortometraggio (1915)
- The Guttersnipe, regia di Wilfred North – cortometraggio (1915)
- Whose Husband?, regia di C.J. Williams – cortometraggio (1915)
- Pawns of Mars, regia di Theodore Marston (1915)
- When a Feller's Nose Is Out of Joint, regia di Tefft Johnson – cortometraggio (1915)
- Boobley's Baby, regia di Sidney Drew – cortometraggio (1915)
- The Boarding House Feud, regia di Lee Beggs – cortometraggio (1915)
- Strictly Neutral, regia di C. Jay Williams – cortometraggio (1915)
- The Sort-of-Girl-Who-Came-From-Heaven, regia di Ralph Ince – cortometraggio (1915)
- When They Were 21, regia di Carl Francis Lederer – cortometraggio (1915)
- A Pillar of Flame, regia di Van Dyke Brooke – cortometraggio (1915)
- The Chalice of Courage, regia di Rollin S. Sturgeon (1915)
- Cutey's Sister, regia di Wally Van – cortometraggio (1915)
- A Child of the North, regia di Rollin S. Sturgeon – cortometraggio (1915)
- A Lily in Bohemia, regia di Wilfrid North – cortometraggio (1915)
- The Park Honeymooners, regia di Tefft Johnson – cortometraggio (1915)
- The Vanishing Vault, regia di Lee Beggs – cortometraggio (1915)
- The Goddess, regia di Ralph Ince - serial (1915)
- The Jarrs Visit Arcadia, regia di Harry Davenport – cortometraggio (1915)
- The Girl Who Might Have Been – cortometraggio (1915)
- To Save Him for His Wife, regia di Wilfrid North – cortometraggio (1915)
- The Professor's Painless Cure, regia di Sidney Drew – cortometraggio (1915)
- The Valley of Humiliation, regia di Ulysses Davis – cortometraggio (1915)
- Sonny Jim at the Mardi Gras, regia di Tefft Johnson – cortometraggio (1915)
- Mr. Jarr and the Dachshund, regia di Harry Davenport – cortometraggio (1915)
- The Awakening, regia di Ralph Ince – cortometraggio (1915)
- Almost a Hero, regia di Ulysses Davis – cortometraggio (1915)
- Dimples, the Auto Salesman, regia di Wilfrid North – cortometraggio (1915)
- Cupid Puts One Over on the Shatchen, regia di Wally Van – cortometraggio (1915)
- In the Days of Famine, regia di Theodore Marston – cortometraggio (1915)
- Mr. Jarr Visits His Home Town, regia di Harry Davenport – cortometraggio (1915)
- The Esterbrook Case – cortometraggio (1915)
- The Story of a Glove, regia di Sidney Drew – cortometraggio (1915)
- Hilda of the Slums – cortometraggio (1915)
- The Starring of Flora Finchurch, regia di Lee Beggs – cortometraggio (1915)
- Jane Was Worth It, regia di – cortometraggio George D. Baker
- Mrs. Jarr's Auction Bridge, regia di Harry Davenport – cortometraggio (1915)
- Playing the Game, regia di Wilfrid North – cortometraggio
- Bunny in Bunnyland, regia di Carl Francis Lederer – cortometraggio (1915)
- Jones' Hypnotic Eye, regia di David Smith – cortometraggio (1915)
- The Way of the Transgressor, regia di William Humphrey – cortometraggio (1915)
- Mrs. Jarr and the Beauty Treatment, regia di Harry Davenport – cortometraggio (1915)
- Love, Snow and Ice, regia di Wally Van – cortometraggio (1915)
- Spades Are Trumps, regia di Lee Beggs – cortometraggio (1915)
- Mr. Blink of Bohemia, regia di Sidney Drew – cortometraggio (1915)
- Fair, Fat and Saucy – cortometraggio (1915)
- Four Grains of Rice, regia di Theodore Marston – cortometraggio (1915)
- Mr. Jarr and the Ladies' Cup, regia di Harry Davenport – cortometraggio (1915)
- The Little Doll's Dressmaker, regia di Wilfrid North – cortometraggio (1915)
- Philanthropic Tommy, regia di Harry Davenport – cortometraggio (1915)
- To the Death, regia di Ulysses Davis – cortometraggio (1915)
- A Mistake in Typesetting, regia di Lee Beggs – cortometraggio (1915)
- Miss Jekyll and Madame Hyde, regia di Charles L. Gaskill – cortometraggio (1915)
- Mr. Jarr and Love's Young Dream, regia di Harry Davenport – cortometraggio (1915)
- Victor's at Seven, regia di C. Jay Williams – cortometraggio (1915)
- An Intercepted Vengeance, regia di Ulysses Davis – cortometraggio (1915)
- What's Ours?, regia di S. Rankin Drew – cortometraggio (1915)
- Their First Quarrel, regia di Sidney Drew – cortometraggio (1915)
- When We Were Twenty-One – cortometraggio (1915)
- The Silent W, regia di Wilfrid North – cortometraggio (1915)
- Mr. Jarr and the Captive Maiden, regia di Harry Davenport – cortometraggio (1915)
- The Hand of God, regia di Harry Lambert – cortometraggio (1915)
- A Cute Little Bear – cortometraggio (1915)
- The Evolution of Cutey, regia di Wally Van – cortometraggio (1915)
- The Honeymoon Pact, regia di Wilfrid North – cortometraggio (1915)
- Hunting a Husband, regia di Ulysses Davis – cortometraggio (1915)
- The Criminal, regia di Van Dyke Brooke – cortometraggio (1915)
- The Revolt of Mr. Wiggs, regia di Edward F. Stanton – cortometraggio (1915)
- The Man from the Desert, regia di Ulysses Davis – cortometraggio (1915)
- The White and Black Snowball, regia di Tefft Johnson – cortometraggio (1915)
- Bertie's Stratagem, regia di Lee Beggs – cortometraggio (1915)
- Love's Way, regia di S. Rankin Drew – cortometraggio (1915)
- Insuring Cutey, regia di Wally Van – cortometraggio (1915)
- Mr. Jarr and Gertrude's Beaux, regia di Harry Davenport – cortometraggio (1915)
- Crooky, regia di C. Jay Williams (1915)
- A Natural Man, regia di Ulysses Davis – cortometraggio (1915)
- The Honeymoon Baby, regia di Sidney Drew – cortometraggio (1915)
- Billy the Bear Tamer, regia di Lee Beggs – cortometraggio (1915)
- Welcome to Bohemia, regia di Wally Van – cortometraggio (1915)
- The Confession of Madame Barastoff, regia di Charles L. Gaskill – cortometraggio (1915)
- The Highwayman, regia di Wally Van – cortometraggio (1915)
- The Lorelei Madonna, regia di Rollin S. Sturgeon – cortometraggio (1915)
- Following the Scent, regia di Sidney Drew – cortometraggio (1915)
- All on Account of Towser, regia di Ulysses Davis – cortometraggio (1915)
- Mr. Bixbie's Dilemma, regia di Edmond F. Stratton – cortometraggio (1915)
- A Pair of Queens, regia di George D. Baker – cortometraggio (1915)
- My Lost One, regia di Harry Handworth (1915)
- Mr. Jarr's Big Vacation, regia di Harry Davenport – cortometraggio (1915)
- The Red Stephano, regia di Ulysses Davis – cortometraggio (1915)
- The Missing Clue, regia di Lee Beggs – cortometraggio (1915)
- Cutey, Fortune Hunting, regia di Wally Van – cortometraggio (1915)
- Some Duel, regia di George D. Baker – cortometraggio (1915)
- The Mystery of Mary, regia di Harry Lambert – cortometraggio (1915)
- The Serpent's Tooth, regia di Wally Van – cortometraggio (1915)
- The Scar, regia di William Humphrey – cortometraggio (1915)
- The Repentance of Dr. Blinn, regia di David Smith – cortometraggio (1915)
- A Disciple of Plato, regia di Lee Beggs – cortometraggio (1915)
- The Battle Cry of Peace, regia di J. Stuart Blackton e Wilfrid North (1915)
- Dimples and the Ring, regia di Wilfrid North – cortometraggio (1915)
- Pat Hogan, Deceased, regia di George D. Baker – cortometraggio (1915)
- What Did He Whisper?, regia di Ulysses Davis – cortometraggio (1915)
- Life's Yesterdays, regia di Lorimer Johnston – cortometraggio (1915)
- His Fairy God-Mother, regia di Wally Van – cortometraggio (1915)
- His Bunkie, regia di Lionel Belmore – cortometraggio (1915)
- A Keyboard Strategy, regia di Cortland Van Deusen – cortometraggio (1915)
- Heavy Villains, regia di George D. Baker – cortometraggio (1915)
- Mr. Jarr and Circumstantial Evidence, regia di Harry Davenport – cortometraggio (1915)
- She Took a Chance, regia di C. Jay Williams – cortometraggio (1915)
- The Quest of the Widow, regia di Ulysses Davis – cortometraggio (1915)
- Swedish Army and Navy – cortometraggio, documentario (1915)
- Cutey's Awakening, regia di Wally Van – cortometraggio (1915)
- The Dawn of Understanding, regia di Van Dyke Brooke – cortometraggio (1915)
- The Cub and the Daisy Chain, regia di Sidney Drew – cortometraggio (1915)
- From the Dregs, regia di Lionel Belmore – cortometraggio (1915)
- Perils of the Baltic – cortometraggio (1915)
- A City Rube, regia di Ulysses Davis – cortometraggio (1915)
- The Good in the Worst of Us, regia di William Humphrey – cortometraggio (1915)
- The Wardrobe Woman, regia di Theodore Marston – cortometraggio (1915)
- The Tigress, regia di Lorimer Johnston – cortometraggio (1915)
- Sonny Jim and the Amusement Company, Ltd., regia di Tefft Johnson – cortometraggio (1915)
- Mr. Jarr and the Visiting Firemen, regia di Harry Davenport – cortometraggio (1915)
- Hearts Ablaze, regia di Lorimer Johnston – cortometraggio (1915)
- The Quarrel, regia di Ulysses Davis – cortometraggio (1915)
- The Fire Escape, regia di Cortland Van Deusen (come Courtland Van Deusen) – cortometraggio (1915)
- Their Agreement, regia di Sidney Drew – cortometraggio (1915)
- A Scandal in Hickville, regia di Ulysses Davis – cortometraggio (1915)
- Mrs. Jarr and the Society Circus, regia di Harry Davenport – cortometraggio (1915)
- Mortmain, regia di Theodore Marston (1915)
- The Kidnapped Stockbroker, regia di Harry Handworth – cortometraggio (1915)
- The Siren, regia di Ulysses Davis – cortometraggio (1915)
- The Romance of a Handkerchief, regia di Van Dyke Brooke – cortometraggio (1915)
- Unlucky Louey, regia di Sidney Drew – cortometraggio (1915)
- One Performance Only – cortometraggio (1915)
- West Wind, regia di Lionel Belmore – cortometraggio (1915)
- Save the Coupons, regia di Cortland Van Deusen – cortometraggio (1915)
- The Shadow of Fear, regia di William Humphrey – cortometraggio (1915)
- The Professional Diner, regia di Sidney Drew – cortometraggio (1915)
- His Golden Grain, regia di Ulysses Davis – cortometraggio (1915)
- Willie Stayed Single, regia di Ulysses Davis – cortometraggio (1915)
- Playing Dead, regia di Sidney Drew (1915)
- Dorothy, regia di Van Dyke Brooke – cortometraggio (1915)
- Getting Rid of Aunt Kate, regia di C. Jay Williams – cortometraggio (1915)
- The Lesson of the Narrow Street. regia di S. Rankin Drew – cortometraggio (1915)
- Back to the Primitive, regia di Sidney Drew – cortometraggio (1915)
- From Out of the Big Snows, regia di Theodore Marston – cortometraggio (1915)
- The Butterfly's Lesson, regia di William Humphrey – cortometraggio (1915)
- Through Troubled Waters, regia di Ulysses Davis – cortometraggio (1915)
- Rags and the Girl, regia di Van Dyke Brooke – cortometraggio (1915)  >
- The Plague Spot, regia di Theodore Marston – cortometraggio (1915)
- Fox Trot Finesse, regia di Sidney Drew (non accreditato) – cortometraggio (1915)
- A Queen for an Hour, regia di George D. Baker – cortometraggio (1915)
- The Reward, regia di S. Rankin Drew – cortometraggio (1915)
- The Dust of Egypt, regia di George D. Baker (1915)
- Barriers of Prejudice, regia di Ulysses Davis – cortometraggio (1915)
- Fits and Chills, regia di C. Jay Williams – cortometraggio (1915)
- Old Good for Nuthin', regia di George Ridgwell – cortometraggio (1915)
- Miss Sticky-Moufie-Kiss, regia di Sidney Drew – cortometraggio (1915)
- Youth, regia di Harry Handworth – cortometraggio (1915)
- The Lure of a Widow, regia di Wally Van – cortometraggio (1915)
- Lillian's Husbands, regia di Wilfrid North – cortometraggio (1915)
- On with the Dance, regia di C. Jay Williams (C.J. Williams) – cortometraggio (1915)
- The Third Party, regia di Theodore Marston – cortometraggio (1915)
- How John Came Home, regia di Sidney Drew – cortometraggio (1915)
- The Man Who Couldn't Beat God, regia di Maurice Costello e Robert Gaillard (1915)
- Quits, regia di Wally Van – cortometraggio (1915)
- The Gods Redeem, regia di Van Dyke Brooke – cortometraggio (1915)
- Brown's Summer Boarders, regia di George Ridgwell – cortometraggio (1915)
- On the Turn of a Card, regia di William Humphrey – cortometraggio (1915)
- A Safe Investment, regia di Sidney Drew – cortometraggio (1915)
- The Woman in the Box, regia di Harry Davenport – cortometraggio (1915)
- The Ruling Power, regia di Lionel Belmore – cortometraggio (1915)
- The Prince in Disguise, regia di Tefft Johnson – cortometraggio (1915)
- To Cherish and Protect, regia di William Humphrey – cortometraggio (1915)
- Itsky, the Inventor, regia di C. Jay Williams – cortometraggio (1915)
- The Unforgiven, regia di Lorimer Johnston – cortometraggio (1915)
- A Case of Eugenics, regia di Sidney Drew – cortometraggio (1915)
- The Shabbies, regia di Wilfrid North – cortometraggio (1915)
- The Turn of the Road, regia di Tefft Johnson (1915)
- The Sultan of Zulon, regia di Wally Van – cortometraggio (1915)
- Between Two Fires, regia di Cortland Van Deusen – cortometraggio (1915)
- A Family Picnic, regia di Edmond F. Stratton – cortometraggio (1915)
- The Ebony Casket – cortometraggio (1915)
- Beautiful Thoughts, regia di Sidney Drew – cortometraggio (1915)
- Anselo Lee, regia di Harry Handworth – cortometraggio (1915)
- No Tickee, No Washee, regia di Edmond F. Stratton – cortometraggio (1915)
- California Scrap Book – cortometraggio, documentario (1915)
- For the Honor of the Crew, regia di William P.S. Earle – cortometraggio (1915)
- Hats Is Hats, regia di Wally Van – cortometraggio (1915)
- Sis, regia di George Ridgwell – cortometraggio (1915)
- Romantic Reggie, regia di Sidney Drew – cortometraggio (1915)
- The Woman's Share, regia di Rollin S. Sturgeon – cortometraggio (1915)
- The Heights of Hazard, regia di Harry Lambart (1915)
- Sonny Jim and the Great American Game, regia di Tefft Johnson – cortometraggio (1915)
- The Gypsy Trail, regia di Harry Handworth – cortometraggio (1915)
- Count 'Em, regia di Ralph Ince – cortometraggio (1915)
- A Motorcycle Elopement, regia di C. Jay Williams – cortometraggio (1915)
- Diplomatic Henry, regia di Sidney Drew – cortometraggio (1915)
- Heredity, regia di William Humphrey – cortometraggio (1915)
- Love and Law, regia di Rollin S. Sturgeon – cortometraggio (1915)
- Saint and Sinners, regia di Van Dyke Brooke – cortometraggio (1915)
- Sonny Jim and the Family Party, regia di Tefft Johnson – cortometraggio (1915)
- Ghosts and Flypaper, regia di Ulysses Davis – cortometraggio (1915)
- All for the Love of a Girl, regia di Sidney Drew – cortometraggio (1915)
- A 'Model' Wife, regia di Wilfrid North – cortometraggio (1915)
- The Cave Man, regia di Theodore Marston (1915)
- One Plus One Equals One, regia di Tefft Johnson – cortometraggio (1915)
- The Mystery of the Empty Room, regia di Cortland Van Deusen – cortometraggio (1915)
- The Conquest of Constantia, regia di Cortland Van Deusen – cortometraggio (1915)
- The Home Cure, regia di Sidney Drew – cortometraggio (1915)
- Cal Marvin's Wife, regia di Ulysses Davis – cortometraggio (1915)
- Her Last Flirtation, regia di Ulysses Davis – cortometraggio (1915)
- Wasted Lives, regia di Theodore Marston – cortometraggio (1915)
- Sonny Jim's First Love Affair, regia di Tefft Johnson – cortometraggio (1915)
- Sam's Sweetheart, regia di William Humphrey – cortometraggio (1915)
- Rooney's Sad Case, regia di Sidney Drew – cortometraggio (1915)
- Hughey of the Circus, regia di Wally Van – cortometraggio (1915)
- Benjamin Bunter: Book Agent, regia di Cortland Van Deusen (come Courtland Van Deusen) – cortometraggio (1915)
- A Price for Folly, regia di George D. Baker (1915)
- A Question of Right or Wrong, regia di Van Dyke Brooke – cortometraggio (1915)
- The Faith of Sonny Jim, regia di Tefft Johnson – cortometraggio (1915)
- The Flower of the Hills, regia di William Humphrey – cortometraggio (1915)
- The Deceivers, regia di Sidney Drew – cortometraggio (1915)
- A Man's Sacrifice, regia di George D. Baker – cortometraggio (1915)
- Who Killed Joe Merrion?, regia di Tefft Johnson (1915)
- Patent Food Conveyor, regia di C. Jay Williams – cortometraggio (1915)
- On Her Wedding Night, regia di George D. Baker, William Humphrey (1915)
- Levy's Seven Daughters, regia di Wally Van – cortometraggio (1915)
- Is Christmas a Bore?, regia di Sidney Drew – cortometraggio (1915)
- The Thirteenth Girl, regia di Theodore Marston – cortometraggio (1915)
- The Crown Prince's Double, regia di Van Dyke Brooke (1915)
- What Happened to Father, regia di C. Jay Williams (1915)
- The Pest Vamooser, regia di C. Jay Williams – cortometraggio (1915)
- The Making Over of Geoffrey Manning, regia di Harry Davenport (1915)
- He Got Himself a Wife, regia di George Stanley – cortometraggio (1915)
- By Might of His Right, regia di Sidney Drew (1915) – cortometraggio

## 1916
- The Wanderers, regia di William Wolbert – cortometraggio (1916)
- A Race for Life – cortometraggio (1916)
- Green Stockings, regia di Wilfrid North (1916)
- When Hooligan and Dooligan Ran for Mayor, regia di Wally Van – cortometraggio (1916)
- Thou Art the Man, regia di S. Rankin Drew (1916)
- The Little Trespasser, regia di C. Jay Williams – cortometraggio (1916)
- Hearst-Vitagraph News Pictorial, No. 1 - news (1916)
- His Wife Knew About It, regia di Sidney Drew – cortometraggio (1916)
- Hearst-Vitagraph News Pictorial, No. 2 - news (1916)
- Tried for His Own Murder, regia di Van Dyke Brooke – cortometraggio (1916)
- When Lin Came Home – cortometraggio (1916)
- My Lady's Slipper, regia di Ralph Ince (1916)
- Hearst-Vitagraph News Pictorial, No. 3 - news (1916)
- When Two Play a Game, regia di Sidney Drew – cortometraggio (1916)
- Hearst-Vitagraph News Pictorial, No. 4 - news (1916)
- By Love Redeemed, regia di C.J. Williams – cortometraggio (1916)
- The Island of Surprise, regia di Paul Scardon (1916)
- Them Was the Good Old Days, regia di C. Jay Williams – cortometraggio (1916)
- Hearst-Vitagraph News Pictorial, No. 5 - news (1916)
- Hearst-Vitagraph News Pictorial, No. 6 - news (1916)
- A Telegraphic Tangle, regia di Sidney Drew – cortometraggio (1916)
- The Secret Seven, regia di William Humphrey – cortometraggio (1916)
- The Cold Feet Getaway, regia di C. Jay Williams – cortometraggio (1916)
- Jane's Husband, regia di George D. Baker – cortometraggio (1916)
- Hearst-Vitagraph News Pictorial, No. 7 - news (1916)
- Britton of the Seventh, regia di Lionel Belmore (1916)
- Peace at Any Price, regia di Sidney Drew – cortometraggio (1916)
- Hearst-Vitagraph News Pictorial, No. 8 - news (1916)
- The Ruse, regia di Eugene Mullin – cortometraggio (1916)
- Jane's Bashful Hero, regia di George D. Baker – cortometraggio (1916)
- Hearst-Vitagraph News Pictorial, No. 9 - news (1916)
- A Night Out, regia di George D. Baker (1916)
- The Wrong Mr. Wright, regia di C. Jay Williams – cortometraggio (1916)
- Hearst-Vitagraph News Pictorial, No. 10 - news (1916)
- Bill Peter's Kid, regia di Rollin S. Sturgeon – cortometraggio (1916)
- The Surprises of an Empty Hotel, regia di Theodore Marston (1916)
- Hearst-Vitagraph News Pictorial, No. 11 - news (1916)
- Betty, the Boy and the Bird, regia di Tefft Johnson – cortometraggio (1916)
- A Cripple Creek Cinderella, regia di Ulysses Davis – cortometraggio (1916)
- Hearst-Vitagraph News Pictorial, No. 12 - news (1916)
- Freddy's Last Bean, regia di Frank Currier – cortometraggio (1916)
- From Out of the Past, regia di William Humphrey – cortometraggio (1916)
- You're Next, regia di Wally Van – cortometraggio (1916)
- The Writing on the Wall, regia di Tefft Johnson (1916)
- Hearst-Vitagraph News Pictorial, No. 13 - news (1916)
- In Arcadia, regia di Cortland Van Deusen – cortometraggio (1916)
- Hearst-Vitagraph News Pictorial, No. 14 - news (1916)
- The Man He Used to Be, regia di Eugene Mullin – cortometraggio (1916)
- Mr. Jack, a Hallroom Hero, regia di C.J. Williams – cortometraggio (1916)
- Kennedy Square, regia di S. Rankin Drew (1916)
- Hughey, the Process Server, regia di Wally Van – cortometraggio (1916)
- Hearst-Vitagraph News Pictorial, No. 15 - news (1916)
- Hearst-Vitagraph News Pictorial, No. 16 - news (1916)
- Freddy's Narrow Escape, regia di Frank Currier – cortometraggio (1916)
- The Road of Many Turnings, regia di Van Dyke Brooke – cortometraggio (1916)
- One Night, regia di Harry Davenport (1916)
- Mr. Jack Wins a Double-Cross – cortometraggio (1916)
- Her Bad Quarter of an Hour, regia di Cortland Van Deusen (come Courtland Van Deusen) – cortometraggio (1916)
- Hearst-Vitagraph News Pictorial, No. 17 - news (1916)
- For a Woman's Fair Name, regia di Harry Davenport (1916)
- Tubby Turns the Tables, regia di Lawrence Semon (Larry Semon) – cortometraggio (1916)
- Hearst-Vitagraph News Pictorial, No. 18 - news (1916)
- La paloma, regia di William Wolbert – cortometraggio (1916)
- The Hunted Woman, regia di S. Rankin Drew (1916)
- The Human Cauldron, regia di Harry Lambert (Harry Lambart) – cortometraggio (1916)
- Pansy's Papas – cortometraggio (1916)
- Mrs. Dane's Danger, regia di Wilfrid North (1916)
- Mr. Jack Ducks the Alimony, regia di C.J. Williams – cortometraggio (1916)
- Hearst-Vitagraph News Pictorial, No. 19 - news (1916)
- Bitter Sweet, regia di Jack Conway e Rollin S. Sturgeon – cortometraggio (1916)
- Hearst-Vitagraph News Pictorial, No. 20 - news (1916)
- Beaned by a Beanshooter, regia di Theodore Marston – cortometraggio (1916)
- Husks, regia di William Humphrey – cortometraggio (1916)
- The Hero of Submarine D-2, regia di Paul Scardon (1916)
- Putting Pep in Slowtown, regia di Wally Van – cortometraggio (1916)
- Mr. Jack, the Hash Magnate, regia di C.J. Williams – cortometraggio (1916)
- Hearst-Vitagraph News Pictorial, No. 21 - news (1916)
- Hearst-Vitagraph News Pictorial, No. 22 - news (1916)
- Freddy Aids Matrimony, regia di Frank Currier – cortometraggio (1916)
- Miss Warren's Brother, regia di Theodore Marston – cortometraggio (1916)
- The Two Edged Sword, regia di George D. Baker (1916)
- Hearst-Vitagraph News Pictorial, No. 23 - news (1916)
- A Squared Account, regia di William Wolbert – cortometraggio (1916)
- Hearst-Vitagraph News Pictorial, No. 24 - news (1916)
- Freddy Versus Hamlet, regia di Frank Currier – cortometraggio (1916)
- Three Johns, regia di David Smith – cortometraggio (1916)
- The Supreme Temptation, regia di Harry Davenport (1916)
- Mr. Jack Inspects Paris, regia di C.J. Williams – cortometraggio (1916)
- Hearst-Vitagraph News Pictorial, No. 25 - news (1916)
- Mr. Jack Trifles, regia di C.J. Williams – cortometraggio (1916)
- Hearst-Vitagraph News Pictorial, No. 26 - news (1916)
- Freddy Foils the Floaters, regia di Frank Currier – cortometraggio (1916)
- Out of the Quagmire, regia di Theodore Marston – cortometraggio (1916)
- The Vital Question, regia di S. Rankin Drew (1916)
- Her Partner, regia di William Wolbert – cortometraggio (1916)
- Hearst-Vitagraph News Pictorial, No. 27 - news (1916)
- Hearst-Vitagraph News Pictorial, No. 28 - news (1916)
- Freddy, the Fixer, regia di Frank Currier – cortometraggio (1916)
- Myrtle the Manicurist, regia di Harry Davenport – cortometraggio (1916)
- Salvation Joan, regia di Wilfrid North (1916)
- The Hoyden, regia di David Smith – cortometraggio (1916)
- Mr. Jack's Hat and the Cat, regia di C.J. Williams – cortometraggio (1916)
- Hearst-Vitagraph News Pictorial, No. 29 - news (1916)
- Susie, the Sleuth, regia di George D. Baker – cortometraggio (1916)
- Hearst-Vitagraph News Pictorial, No. 30 - news (1916)
- Sin's Penalty, regia di William Wolbert – cortometraggio (1916)
- Mr. Jack's Artistic Sense, regia di C.J. Williams – cortometraggio (1916)
- Life and Training in the United States Navy, regia di Jasper Ewing Brady – cortometraggio, documentario (1916)
- Hearst-Vitagraph News Pictorial, No. 31 - news (1916)
- Artie, the Millionaire Kid, regia di Harry Handworth (1916)
- His Lucky Day, regia di Frank Currier – cortometraggio (1916)
- Hearst-Vitagraph News Pictorial, No. 32 - news (1916)
- A Caliph of the New Bagdad, regia di Van Dyke Brooke – cortometraggio (1916)
- The Rookie, regia di Harry Davenport – cortometraggio (1916)
- Mr. Jack Goes Into Business, regia di C.J. Williams – cortometraggio (1916)
- Hearst-Vitagraph News Pictorial, No. 33 - news (1916)
- God's Country and the Woman, regia di Rollin S. Sturgeon (1916)
- Terry's Tea Party, regia di Larry Semon – cortometraggio (1916)
- Hearst-Vitagraph News Pictorial, No. 34 - news (1916)
- The Man Hunt, regia di Paul Scardon – cortometraggio (1916)
- Mr. Jack, Doctor by Proxy, regia di C.J. Williams – cortometraggio (1916)
- The Law Decides, regia di Marguerite Bertsch e William P.S. Earle
- Mr. Jack Hires a Stenographer, regia di C.J. Williams – cortometraggio (1916)
- Hearst-Vitagraph News Pictorial, No. 35 - news (1916)
- Some Chicken, regia di David Smith – cortometraggio (1916)
- Hearst-Vitagraph News Pictorial, No. 36 - news (1916)
- The Resurrection of Hollis, regia di Harry Davenport – cortometraggio (1916)
- The Double-Double Cross, regia di Frank Currier – cortometraggio (1916)
- His Dukeship, Mr. Jack, regia di C.J. Williams – cortometraggio (1916)
- Hearst-Vitagraph News Pictorial, No. 37 - news (1916)
- Out Ag'in, in Ag'in, regia di Lawrence Semon (Larry Semon) – cortometraggio (1916)
- Hearst-Vitagraph News Pictorial, No. 38 - news (1916)
- O'Hagan's Scoop, regia di Harry Davenport – cortometraggio (1916)
- The Ordeal of Elizabeth, regia di Wilfrid North (1916)
- Scenes in Iceland – cortometraggio, documentario (1916)
- Kernel Nutt, the Janitor, regia di C.J. Williams – cortometraggio (1916)
- Hearst-Vitagraph News Pictorial, No. 39 - news (1916)
- A Lucky Tumble, regia di Frank Currier – cortometraggio (1916)
- More Money Than Manners, regia di Lawrence Semon (Larry Semon) – cortometraggio (1916)
- Hearst-Vitagraph News Pictorial, No. 40 - news (1916)
- Miss Adventure, regia di William Wolbert – cortometraggio (1916)
- The Suspect, regia di S. Rankin Drew (1916)
- The Cost of High Living, regia di William Wolbert – cortometraggio (1916)
- Kernel Nutt Wins a Wife, regia di C.J. Williams – cortometraggio (1916)
- Hearst-Vitagraph News Pictorial, No. 41 - news (1916)
- The Battler, regia di Larry Semon – cortometraggio (1916)
- Hearst-Vitagraph News Pictorial, No. 42 - news (1916)
- Primal Instinct, regia di Van Dyke Brooke – cortometraggio (1916)
- The Rich Idler, regia di David Smith – cortometraggio (1916)
- Lights of New York, regia di Van Dyke Brooke (1916)
- Kernel Nutt, the Footman, regia di C.J. Williams – cortometraggio (1916)
- Hearst-Vitagraph News Pictorial, No. 43 - news (1916)
- Hearst-Vitagraph News Pictorial, No. 44 - news (1916)
- Carew and Son, regia di Harry Davenport – cortometraggio (1916)
- The Destroyers, regia di Ralph W. Ince (Ralph Ince) (1916)
- Kernel Nutt and the Hundred Dollar Bill, regia di C.J. Williams – cortometraggio (1916)
- Hearst-Vitagraph News Pictorial, No. 45 - news (1916)
- She Won the Prize, regia di George D. Baker – cortometraggio (1916)
- Hearst-Vitagraph News Pictorial, No. 46 - news (1916)
- The Strange Case of Robert Burnham, regia di Eugene Mullin – cortometraggio (1916)
- The Redemption of Dave Darcey, regia di Paul Scardon (1916)
- Kernel Nutt in Mexico – cortometraggio (1916)
- Her Loving Relations, regia di David Smith – cortometraggio (1916)
- Harold, the Nurse Girl, regia di Frank Currier – cortometraggio (1916)
- Ashes, regia di William Wolbert – cortometraggio (1916)
- The Shop Girl, regia di George D. Baker (1916)
- The Man Behind the Curtain, regia di Cortland Van Deusen (1916)
- Stung!, regia di Wally Van – cortometraggio (1916)
- Kernel Nutt's Musical Shirt, regia di C.J. Williams – cortometraggio (1916)
- Curfew at Simpton Center, regia di William Wolbert – cortometraggio (1916)
- Would You Forgive Her?, regia di Van Dyke Brooke – cortometraggio (1916)
- The Foxy Trotters, regia di David Smith – cortometraggio (1916)
- Kernel Nutt Flirts with Wifie, regia di C.J. Williams – cortometraggio (1916)
- Losing Weight, regia di Lawrence Semon (Larry Simon) – cortometraggio (1916)
- Letitia, regia di Harry Davenport – cortometraggio (1916)
- The Conflict, regia di Ralph W. Ince (1916)
- Kernel Nutt and High Shoes, regia di C.J. Williams – cortometraggio (1916)
- Billie's Mother, regia di Lionel Belmore – cortometraggio (1916)
- A Tour from Bergen to Bandak – cortometraggio, documentario (1916)
- When It Rains, It Pours!, regia di William Wolbert – cortometraggio (1916)
- Wrong Beds, regia di Frank Currier – cortometraggio (1916)
- Kernel Nutt and the Piano Tuner, regia di C.J. Williams – cortometraggio (1916)
- Fathers of Men, regia di William Humphrey (1916)
- The Man from Egypt, regia di Lawrence Semon (Larry Simon) – cortometraggio (1916)
- The Waters of Lethe, regia di William Wolbert – cortometraggio (1916)
- The Tarantula, regia di George D. Baker (1916)
- The Musical Barber, regia di Edmond F. Stratton – cortometraggio (1916)
- Kernel Nutt and Prince Tango, regia di C.J. Williams – cortometraggio (1916)
- Head Waters of the Delalvan – cortometraggio, documentario (1916)
- The Fur Coat, regia di Frank Currier – cortometraggio (1916)
- The Daring of Diana, regia di S. Rankin Drew (1916)
- Movie Money, regia di Charles Dickson – cortometraggio (1916)
- A Cheap Vacation, regia di P.D. Hugon – cortometraggio (1916)
- A Jealous Guy, regia di Lawrence Semon (Larry Semon) – cortometraggio (1916)
- Hesper of the Mountains, regia di Wilfrid North (1916)
- Dear Percy, regia di Charles Dickson – cortometraggio (1916)
- A Hard Job, regia di Frank Currier – cortometraggio (1916)
- The Race for Life, regia di William Wolbert – cortometraggio (1916)
- The Bond of Blood, regia di Van Dyke Brooke – cortometraggio (1916)
- The Alibi, regia di Paul Scardon (1916)
- Pa's Overalls, regia di Frank Currier – cortometraggio (1916)
- A Lady in the Library, regia di Sidney Drew – cortometraggio (1916)
- Romance and Roughhouse, regia di Lawrence Semon (Larry Semon) – cortometraggio (1916)
- The Dawn of Freedom, regia di Paul Scardon e Theodore Marston (1916)
- Conductor Kate, regia di Edmond F. Stratton – cortometraggio (1916)
- There and Back, regia di Lawrence Semon (Larry Semon) – cortometraggio (1916)
- The Wandering Horde, regia di Eugene Mullin – cortometraggio (1916)
- The Footlights of Fate, regia di William Humphrey (1916)
- Did He or Did He Not?, regia di Frank Currier – cortometraggio (1916)
- The Yellow Girl, regia di Edgar Keller – cortometraggio (1916)
- The Kid, regia di Wilfrid North (1916)
- The Fair Fare, regia di Fred W. Hiller (come Frederick Hiller) – cortometraggio (1916)
- Love and Trout, regia di John S. Robertson – cortometraggio (1916)
- A Fool and His Friend, regia di William Wolbert – cortometraggio (1916)
- It's a Bear, regia di David Smith – cortometraggio (1916)
- His Wife's Good Name, regia di Ralph Ince (1916)
- A Villainous Villain, regia di Larry Semon – cortometraggio (1916)
- Phantom Fortunes, regia di Paul Scardon (1916)
- Busting in and Out of Society, regia di Ralph Whiting – cortometraggio (1916)
- Love and Loot, regia di Lawrence Semon (Larry Semon) – cortometraggio (1916)
- The Thorn and the Rose, regia di John S. Robertson – cortometraggio (1916)
- The Combat, regia di Ralph Ince (1916)
- A Perfect Day, regia di Frank Currier – cortometraggio (1916)
- Sand, Scamps and Strategy, regia di Lawrence Semon (Larry Semon) – cortometraggio (1916)
- The Chattel, regia di Frederick A. Thomson (1916)
- Getting By, regia di John S. Robertson – cortometraggio (1916)
- She Who Last Laughs, regia di Lawrence Semon (Larry Semon) – cortometraggio (1916)
- Through the Wall, regia di Rollin S. Sturgeon (1916)
- The Scarlet Runner, regia di P.S. Earle e Wally Van - serial (1916)
- The Car and His Majesty, regia di P.S. Earle e Wally Van – cortometraggio (1916)
- Making an Impression, regia di Frank Currier – cortometraggio (1916)
- A Vampire Out of Work, regia di S. Rankin Drew – cortometraggio (1916)
- Cantrell's Madonna – cortometraggio (1916)
- The Nuremberg Watch, regia di William P.S. Earle, Wally Van – cortometraggio (1916)
- Billy's Melodrama, regia di Frank Currier – cortometraggio (1916)
- The Mayor's Fall from Grace, regia di David Smith – cortometraggio (1916)
- The Masked Ball, regia di William P.S. Earle e Wally Van – cortometraggio (1916)
- The Curse of the Forest, regia di William P.S. Earle – cortometraggio (1916)
- A Prince in a Pawnshop, regia di Paul Scardon (1916)
- The Harbor of Happiness, regia di Van Dyke Brooke – cortometraggio (1916)
- Trouble for Four, regia di John S. Robertson – cortometraggio (1916)
- The Hidden Prince, regia di William P.S. Earle, Wally Van – cortometraggio (1916)
- The Blue Envelope Mystery, regia di Wilfrid North (1916)
- Betty's Affair – cortometraggio (1916)
- The New Porter – cortometraggio (1916)
- The Last Man, regia di William Wolbert (1916)
- The Jacobean House, regia di William P.S. Earle, Wally Van – cortometraggio (1916)
- The Game That Failed, regia di William Wolbert – cortometraggio (1916)
- The Heart of a Fool, regia di Harry Davenport (1916)
- The Mysterious Motor Car, regia di William P.S. Earle, Wally Van – cortometraggio (1916)
- The Devil's Prize, regia di Marguerite Bertsch (1916)
- New York Rapid Transit – cortometraggio, documentario (1916)
- Weary Willie's Birthday, regia di Frank Currier – cortometraggio (1916)
- Walls and Wallops, regia di Lawrence Semon (Larry Semon) – cortometraggio (1916)
- The Red Whiskered Man, regia di William P.S. Earle, Wally Van – cortometraggio (1916)
- The Price of Fame, regia di Charles Brabin (1916)
- A Second-Story Ringer – cortometraggio (1916)
- The Luck of Jane, regia di David Smith – cortometraggio (1916)
- The Man Who Went Sane – cortometraggio (1916)
- The Glove and the Ring, regia di William P.S. Earle, Wally Van – cortometraggio (1916)
- The Fasters, regia di William Wolbert – cortometraggio (1916)
- The Dollar and the Law, regia di Wilfred North (Wilfrid North) (1916)
- Jumps and Jealousy, regia di Lawrence Semon (Larry Simon) – cortometraggio (1916)
- Justice a la Carte, regia di John S. Robertson – cortometraggio (1916)
- An Enemy to the King, regia di Frederick A. Thomson (1916)
- The Gold Cigarette Case, regia di William P.S. Earle, Wally Van – cortometraggio (1916)
- Taking the Honey Out of Honeymoon, regia di David Smith – cortometraggio (1916)
- His Conscious Conscience, regia di Lawrence Semon (Larry Simon) – cortometraggio (1916)
- Captain Jinks Should Worry, regia di Van Dyke Brooke – cortometraggio (1916)
- Have You Heard About Tillie?, regia di David Smith – cortometraggio (1916)
- Our Other Lives, regia di Eugene Mullin – cortometraggio (1916)
- Where Is Your Friend? – cortometraggio (1916)
- The Lost Girl, regia di William P.S. Earle e Wally Van – cortometraggio (1916)
- Rose of the South, regia di Paul Scardon (1916)
- Hash and Havoc, regia di Lawrence Semon (Larry Simon) – cortometraggio (1916)
- Captain Jinks' Evolution, regia di Lawrence Semon (Larry Simon) – cortometraggio (1916)
- His Wife's Allowance, regia di David Smith – cortometraggio (1916)
- The Missing Chapter, regia di William P.S. Earle e Wally Van – cortometraggio (1916)
- The Enemy, regia di Paul Scardon (1916)
- Rah! Rah! Rah!, regia di Lawrence Semon (Larry Semon) – cortometraggio (1916)
- Captain Jinks' Hidden Treasure, regia di Van Dyke Brooke – cortometraggio (1916)
- Accident Is the Best Policy – cortometraggio (1916)
- Pep's Legacy, regia di William Wolbert – cortometraggio (1916)
- Whom the Gods Destroy, regia di J. Stuart Blackton, Herbert Brenon, William P.S. Earle (1916)
- The Car and the Girl, regia di William P.S. Earle e Wally Van – cortometraggio (1916)
- Help! Help! Help!, regia di Lawrence Semon (Larry Semon) – cortometraggio (1916)
- A Lesson for Somebody, regia di David Smith – cortometraggio (1916)
- A Bit of Bent Wire, regia di David Smith – cortometraggio (1916)
- The Secret Kingdom, regia di Charles Brabin e Theodore Marston - serial (1916)
- The Ninety and Nine, regia di Ralph W. Ince (1916)
- Some of Our Biggest Star Performers – cortometraggio, documentario (1916)
- Shanks and Chivalry, regia di Lawrence Semon (Larry Semon) – cortometraggio (1916)
- Captain Jinks, the Cobbler, regia di Van Dyke Brooke – cortometraggio (1916)
- Captain Jinks' Getaway, regia di Van Dyke Brooke – cortometraggio (1916)
- A Journey to Nowhere – cortometraggio (1916)
- The Luck Charm, regia di David Smith – cortometraggio (1916)
- The Girl Philippa, regia di S. Rankin Drew (1916)

## 1917
- Speed and Spunk, regia di Lawrence Semon (Larry Semon) – cortometraggio (1917)
- Just What Bobby Wanted – cortometraggio (1917)
- His Lesson – cortometraggio (1917)
- Captain Jinks' Widow, regia di Lawrence Semon – cortometraggio (1917)
- Captain Jinks' Nephew's Wife, regia di Lawrence Semon – cortometraggio (1917)
- Captain Jinks' Love Insurance, regia di Van Dyke Brooke – cortometraggio (1917)
- Captain Jinks' Dilemma, regia di Lawrence Semon (Larry Semon) – cortometraggio (1917)
- The Twin Fedoras, regia di David Smith – cortometraggio (1917)
- Billy Smoke, regia di William Wolbert – cortometraggio (1917)
- The Man of Mystery, regia di Frederick A. Thomson (1917)
- Jones Keeps House, regia di David Smith – cortometraggio (1917)
- Captain Jinks' Partner, regia di Van Dyke Brooke – cortometraggio (1917)
- Bullies and Bullets, regia di Lawrence Semon (Larry Semon) – cortometraggio (1917)
- One Good Turn – cortometraggio (1917)
- The Mystery of Lake Lethe, regia di Rollin S. Sturgeon – cortometraggio (1917)
- Jolts and Jewelry, regia di Lawrence Semon (Larry Semon) – cortometraggio (1917)
- Indiscretion, regia di Wilfrid North (1917)
- Captain Jinks' Stingy Spirit, regia di Van Dyke Brooke – cortometraggio (1917)
- The Professional Patient, regia di Sidney Drew – cortometraggio (1917)
- The Glory of Yolanda, regia di Marguerite Bertsch (1917)
- Her Right to Live, regia di Paul Scardon (1917)
- Captain Jinks' Trial Balance, regia di Van Dyke Brooke – cortometraggio (1917)
- Big Bluffs and Bowling Balls, regia di Lawrence Semon (Larry Semon) – cortometraggio (1917)
- The Footlight Lure, regia di David Smith – cortometraggio (1917)
- His Little Spirit Girl, regia di Sidney Drew – cortometraggio (1917)
- The Valley of Lost Hope – cortometraggio (1917)
- The Courage of Silence, regia di William P.S. Earle (1917)
- Somewhere in Any Place, regia di Lawrence Semon (Larry Semon) – cortometraggio (1917)
- Captain Jinks' Better Half, regia di Van Dyke Brooke – cortometraggio (1917)
- The Mystery of the North Case – cortometraggio (1917)
- The Hall Room Girls – cortometraggio (1917)
- Rips and Rushes, regia di Lawrence Semon (Larry Semon) – cortometraggio (1917)
- Money Magic, regia di William Wolbert (1917)
- Captain Jinks' Wife's Husband, regia di Van Dyke Brooke – cortometraggio (1917)
- Up and Down, regia di David Smith – cortometraggio (1917)
- The Suitor from Siam, regia di David Smith – cortometraggio (1917)
- He Never Touched Me, regia di Lawrence Semon (Larry Semon) – cortometraggio (1917)
- Captain Jinks' Love Letters, regia di Van Dyke Brooke – cortometraggio (1917)
- The Old Fourth Ward, regia di David Smith – cortometraggio (1917)
- The Meeting, regia di John S. Robertson (come John Robertson) – cortometraggio (1917)
- Kitty MacKay, regia di Wilfrid North (1917)
- Cops and Cussedness, regia di Lawrence Semon (Larry Semon) – cortometraggio (1917)
- Captain Jinks' Cure, regia di Van Dyke Brooke – cortometraggio (1917)
- The Lovers' Knot – cortometraggio (1917)
- The Road to Eternity, regia di David Smith – cortometraggio (1917)
- The Gang, regia di David Smith – cortometraggio (1917)
- Masks and Mishaps, regia di Lawrence Semon (Larry Semon) – cortometraggio (1917)
- Intrigue, regia di John S. Robertson (1917)
- Captain Jinks' Explosive Temper, regia di Van Dyke Brooke – cortometraggio (1917)
- Missing – cortometraggio (1917)
- The Money Mill, regia di John S. Robertson (1917)
- Guff and Gunplay, regia di Lawrence Semon (Larry Semon) – cortometraggio (1917)
- Captain Jinks' Kids, regia di Van Dyke Brooke – cortometraggio (1917)
- Pests and Promises, regia di Lawrence Semon (Larry Semon) – cortometraggio (1917)
- Footlights and Fakers, regia di Lawrence Semon (Larry Semon) – cortometraggio (1917)
- Captain Jinks' Alibi, regia di Van Dyke Brooke – cortometraggio (1917)
- Arsene Lupin, regia di Paul Scardon (1917)
- Captain Jinks, the Plumber, regia di Van Dyke Brooke – cortometraggio (1917)
- Bombs and Blunders, regia di Lawrence Semon (Larry Semon) – cortometraggio (1917)
- Aladdin from Broadway, regia di William Wolbert (1917)
- Turks and Troubles, regia di Lawrence Semon (Larry Semon) – cortometraggio (1917)
- The More Excellent Way, regia di Perry N. Vekroff (1917)
- Captain Jinks' Great Expectations, regia di Van Dyke Brooke – cortometraggio (1917)
- Dimple's Baby, regia di Wilfrid North – cortometraggio (1917)
- Womanhood, the Glory of the Nation, regia di William P.S. Earle e J. Stuart Blackton (1917)
- The Collie Market, regia di J. Stuart Blackton – cortometraggio (1917)
- Captain Jinks in and Out – cortometraggio (1917)
- Babette, regia di Charles J. Brabin (Charles Brabin) (1917)
- Friends in San Rosario, regia di Thomas R. Mills – cortometraggio (1917)
- Flatheads and Flivvers, regia di Lawrence Semon (Larry Semon) – cortometraggio (1917)
- Dubs and Drygoods, regia di Lawrence Semon (Larry Semon) – cortometraggio (1917)
- Captain Jinks and Himself – cortometraggio (1917)
- A Spring Idyl, regia di J. Stuart Blackton – cortometraggio (1917)
- Apartment 29, regia di Paul Scardon (1917)
- The Third Ingredient, regia di Thomas R. Mills – cortometraggio (1917)
- The Little Strategist, regia di J. Stuart Blackton – cortometraggio (1917)
- Sally in a Hurry, regia di Wilfrid North (1917)
- The Gift of the Magi, regia di Brinsley Shaw – cortometraggio (1917)
- The Hawk, regia di Paul Scardon (1917)
- Satin and Calico, regia di J. Stuart Blackton – cortometraggio (1917)
- Hazards and Home Runs, regia di Lawrence Semon (Larry Semon) – cortometraggio (1917)
- The Marionettes, regia di Thomas R. Mills – cortometraggio (1917)
- Within the Law, regia di William P.S. Earle (1917)
- The Fairy Godfather, regia di J. Stuart Blackton – cortometraggio (1917)
- Her Secret, regia di Perry N. Vekroff (1917)
- When Bobby Broke His Arm, regia di Charles M. Seay – cortometraggio (1917)
- The Green Door, regia di Thomas R. Mills – cortometraggio (1917)
- Chinks and Chases – cortometraggio (1917)
- Captain of the Gray Horse Troop, regia di William Wolbert (1917)
- The Sixteenth Wife, regia di Charles Brabin (1917)
- Heavy Hugs and Hula-Hula – cortometraggio (1917)
- Gall and Gasoline, regia di Larry Semon – cortometraggio (1917)
- Clover's Rebellion, regia di Wilfrid North (1917)
- The Soul Master, regia di Marguerite Bertsch (1917)
- Jeers and Jailbirds – cortometraggio (1917)
- The Magnificent Meddler, regia di William Wolbert (1917)
- Past One at Rooney's, regia di Thomas R. Mills – cortometraggio (1917)
- The Question, regia di Perry N. Vekroff (1917)
- Vanity and Some Sables, regia di John S. Robertson – cortometraggio (1917)
- The Maelstrom, regia di Paul Scardon (1917)
- The Countess – cortometraggio (1917)
- A Service of Love, regia di John S. Robertson – cortometraggio (1917)
- A Son of the Hills, regia di Harry Davenport (1917)
- The Cop and the Anthem, regia di Thomas R. Mills – cortometraggio (1917)
- The Message of the Mouse, regia di J. Stuart Blackton (1917)
- The Stolen Treaty, regia di Paul Scardon
- Richard the Brazen, regia di Perry N. Vekroff (1917)
- By Right of Possession, regia di William Wolbert (1917)
- The Love Philtre of Ikey Schoenstein, regia di Thomas R. Mills – cortometraggio (1917)
- The Gold That Glittered, regia di Thomas R. Mills – cortometraggio (1917)
- Strictly Business, regia di Thomas R. Mills – cortometraggio (1917)
- No Story, regia di Thomas R. Mills – cortometraggio (1917)
- A Little Speck in Garnered Fruit, regia di Martin Justice – cortometraggio (1917)
- A Departmental Case, regia di Martin Justice – cortometraggio (1917)
- Boasts and Boldness, regia di Lawrence Semon (Larry Semon) – cortometraggio (1917)
- Bobby, Movie Director, regia di Wesley Ruggles (1917)
- Worries and Wobbles, regia di Lawrence Semon (Larry Semon) – cortometraggio (1917)
- Mary Jane's Pa, regia di Charles Brabin e William P.S. Earle (1917)
- Transgression, regia di Paul Scardon (1917)
- Shells and Shivers, regia di Lawrence Semon (Larry Semon) – cortometraggio (1917)
- The Divorcee, regia di William Wolbert (1917)
- Chumps and Chances, regia di Lawrence Semon (Larry Semon) – cortometraggio (1917)
- The Venturers, regia di Thomas R. Mills – cortometraggio (1917)
- The Coming Out of Maggie, regia di Martin Justice – cortometraggio (1917)
- The Defeat of the City, regia di Thomas R. Mills (1917)
- Bobby, Boy Scout, regia di J. Raymond Kennedy – cortometraggio (1917)
- Soldiers of Chance, regia di Paul Scardon (1917)
- Gall and Golf, regia di Lawrence Semon (Larry Semon) – cortometraggio (1917)
- The Furnished Room, regia di Frank Gordon – cortometraggio (1917)
- The Fighting Trail, regia di William Duncan - serial (1917)
- Slips and Slackers, regia di Lawrence Semon (Larry Semon) – cortometraggio (1917)
- John Tom Little Bear, regia di David Smith – cortometraggio (1917)
- An Alabaster Box, regia di Chester Withey (1917)
- Bobby and the Home Defense, regia di George Ridgwell – cortometraggio (1917)
- Risks and Roughnecks, regia di Lawrence Semon (Larry Semon) – cortometraggio (1917)
- For France, regia di Wesley H. Ruggles (Wesley Ruggles) (1917)
- The Guilty Party, regia di Thomas R. Mills – cortometraggio (1917)
- Bobby's Bravery, regia di Wesley Ruggles – cortometraggio (1917)
- Sunlight's Last Raid, regia di William Wolbert (1917)
- Plans and Pajamas, regia di Lawrence Semon (Larry Semon) – cortometraggio (1917)
- The Last of the Troubadours, regia di David Smith – cortometraggio (1917)
- The Duplicity of Hargraves, regia di Thomas R. Mills (1917)
- Blind Man's Holiday, regia di Martin Justice (1917)
- The Princess of Park Row, regia di Ashley Miller (1917)
- Plagues and Puppy Love, regia di David Smith – cortometraggio (1917)
- The Love Doctor, regia di Paul Scardon (1917)
- Sports and Splashes, regia di Lawrence Semon (Larry Semon) – cortometraggio (1917)
- Riff Raff and Rivalry, regia di C. Graham Baker – cortometraggio (1917)
- Dead Shot Baker, regia di William Duncan (1917)
- The Indian Summer of Dry Valley Johnson, regia di Martin Justice (1917)
- Tough Luck and Tin Lizzies, regia di Lawrence Semon (Larry Semon) – cortometraggio (1917)
- The Bottom of the Well, regia di John S. Robertson (1917)
- The Flaming Omen, regia di William Wolbert (1917)
- Hugs and Hubbub, regia di C. Graham Baker – cortometraggio (1917)
- The Lonesome Road, regia di David Smith – cortometraggio (1917)
- Law and Order, regia di David Smith – cortometraggio (1917)
- The Fettered Woman, regia di Tom Terriss (1917)
- Rough Toughs and Roof Tops, regia di Lawrence Semon (Larry Semon) – cortometraggio (1917)
- Bobby to the Rescue – cortometraggio (1917)
- The Renaissance at Charleroi, regia di Thomas R. Mills (1917)
- I Will Repay, regia di William P.S. Earle (1917)
- Bobby's Country Adventure – cortometraggio (1917)
- The Grell Mystery, regia di Paul Scardon (1917)
- Next Door to Nancy (1917)
- Bobby Takes a Wife – cortometraggio (1917)
- The Skylight Room, regia di Martin Justice (1917)
- Who Goes There?, regia di William P.S. Earle (1917)
- Bobby the Magician – cortometraggio (1917)
- A Night in New Arabia, regia di Thomas R. Mills (1917)
- Hygeia at the Solito, regia di David Smith – cortometraggio (1917)
- The Tenderfoot, regia di William Duncan (1917)
- Spooks and Spasms, regia di Lawrence Semon (Larry Semon) – cortometraggio (1917)
- A Family Flivver, regia di C. Graham Baker – cortometraggio (1917)
- The Marriage Speculation, regia di Ashley Miller (1917)
- Paging Page Two, regia di C. Graham Baker – cortometraggio (1917)
- Frauds and Free Lunch – cortometraggio (1917)
- The Last Leaf, regia di Ashley Miller – cortometraggio (1917)
- One Dollar's Worth, regia di David Smith – cortometraggio (1917)
- Noisy Naggers and Nosey Neighbors, regia di Lawrence Semon (Larry Semon) (1917)
- In the Balance, regia di Paul Scardon (1917)
- He Had to Camouflage, regia di Wesley Ruggles – cortometraggio (1917)
- The Enchanted Kiss, regia di David Smith – cortometraggio (1917)
- The Diary of a Puppy, regia di J. Stuart Blackton – cortometraggio (1917)
- When Men Are Tempted, regia di William Wolbert (1917)
- Vengeance - and the Woman, regia di William Duncan e, non accreditato, Laurence Trimble - serial (1917)
- His Wife Got All the Credit, regia di C. Graham Baker – cortometraggio (1917)
- Dummies and Deceptions, regia di Henry Kernan – cortometraggio (1917)
- Two Renegades, regia di David Smith – cortometraggio (1917)
- Whistling Dick's Christmas Stocking, regia di George Ridgwell – cortometraggio (1917)
- Stowaways and Strategy, regia di J.A. Howe – cortometraggio (1917)
- His Wife's Hero, regia di C. Graham Baker – cortometraggio (1917)
- His Own People, regia di William P.S. Earle (1917)

## 1918
- Tucson Jennie's Heart – cortometraggio (1918)
- The Clients of Aaron Green – cortometraggio (1918)
- Faro Nell, Lookout, regia di George L. Sargent (1918)
- Cynthiana – cortometraggio (1918)
- The Fourth in Salvador, regia di David Smith (1918)
- The Blind Adventure, regia di Wesley H. Ruggles (Wesley Ruggles) (1918)
- Sleuths and Surprises (1918)
- A Little Ouija Work, regia di C. Graham Baker (1918)
- The Wild Strain, regia di William Wolbert (1918)
- Seeking an Oversoul, regia di C. Graham Baker (1918)
- Peanuts and Politics, regia di J.A. Howe (1918)
- The Menace, regia di John S. Robertson (1918)
- Jumbles and Jokers, regia di J.A. Howe (1918)
- A Four Cornered Triangle, regia di C. Graham Baker (1918)
- The Hiding of Black Bill, regia di David Smith (1918)
- Their Anniversary Feast, regia di C. Graham Baker (1918)
- Guns and Greasers, regia di Lawrence Semon (1918)
- A Mother's Sin, regia di Thomas R. Mills (1918)
- The Fifth Wheel, regia di David Smith – cortometraggio (1918)
- The Other Man, regia di Paul Scardon (1918)
- Telephones and Troubles, regia di J.A. Howe – cortometraggio (1918)
- The Woman Between Friends, regia di Tom Terriss (1918)
- Coals for the Fire, regia di C. Graham Baker – cortometraggio (1918)
- Babes and Boobs, regia di Lawrence Semon – cortometraggio (1918)
- The Wooing of Princess Pat, regia di William P.S. Earle (1918)
- Sweets to the Sour, regia di C. Graham Baker – cortometraggio (1918)
- Courts and Convicts, regia di J.A. Howe – cortometraggio (1918)
- Their Godson, regia di C. Graham Baker – cortometraggio (1918)
- Rooms and Rumors, regia di Lawrence Semon – cortometraggio (1918)
- Cavanaugh of the Forest Rangers, regia di William Wolbert (1918)
- The Moment of Victory, regia di David Smith – cortometraggio (1918)
- Compliments of the Season, regia di Ashley Miller – cortometraggio (1918)
- The Clarion Call, regia di Ashley Miller – cortometraggio (1918)
- The Song of the Soul, regia di Tom Terriss (1918)
- Schools and Schools, regia di Martin Justice – cortometraggio (1918)
- Jumping Jacks and Jail Birds, regia di J.A. Howe – cortometraggio (1918)
- The Thing's the Play, regia di George Ridgwell – cortometraggio (1918)
- The Rubaiyat of a Scotch Highball, regia di Martin Justice – cortometraggio (1918)
- The Desired Woman, regia di Paul Scardon (1918)
- Meddlers and Moonshiners, regia di Lawrence Semon – cortometraggio (1918)
- Tramps and Traitors, regia di J.A. Howe – cortometraggio (1918)
- An American Live Wire, regia di Thomas R. Mills (1918)
- The Home Trail, regia di William Wolbert (1918)
- Stripes and Stumbles, regia di Lawrence Semon – cortometraggio (1918)
- Over the Top, regia di Wilfrid North (1918)
- By Injunction, regia di David Smith – cortometraggio (1918)
- Sleuths and Slickers, regia di J.A. Howe – cortometraggio (1918)
- A Bachelor's Children, regia di Paul Scardon (1918)
- A Madison Square Arabian Night – cortometraggio (1918)
- Lost on Dress Parade, regia di Martin Justice (1918)
- The Woman in the Web, regia di Tom Terriss - serial (1918)
- Rummies and Razors, regia di Lawrence Semon – cortometraggio (1918)
- The Rathskeller and the Rose, regia di George Ridgwell – cortometraggio (1918)
- Nemesis and the Candy Man – cortometraggio (1918)
- Little Miss No-Account, regia di William P.S. Earle (1918)
- The Girl from Beyond, regia di William Wolbert (1918)
- Counts and No Counts, regia di J.A. Howe – cortometraggio (1918)
- The Business of Life, regia di Tom Terriss (1918)
- Whistles and Windows, regia di Lawrence Semon (1918)
- Surprising Husband, regia di Kenneth S. Webb – cortometraggio (1918)
- The Seal of Silence, regia di Thomas R. Mills (1918)
- Flirts and Fakirs, regia di J.A. Howe – cortometraggio (1918)
- Tobin's Palm, regia di Kenneth S. Webb – cortometraggio (1918)
- The Little Runaway, regia di William P.S. Earle (1918)
- Laws and Outlaws, regia di J.A. Howe – cortometraggio (1918)
- The Triumph of the Weak, regia di Tom Terriss (1918)
- Spies and Spills, regia di Lawrence Semon – cortometraggio (1918)
- A Ramble in Aphasia, regia di Kenneth S. Webb – cortometraggio (1918)
- Love and Lavallieres, regia di J.A. Howe – cortometraggio (1918)
- The Song and the Sergeant, regia di George Ridgwell – cortometraggio (1918)
- Romans and Rascals, regia di Lawrence Semon – cortometraggio (1918)
- Baree, Son of Kazan, regia di David Smith (1918)
- The Golden Goal, regia di Paul Scardon (1918)
- The Purple Dress, regia di Martin Justice – cortometraggio (1918)
- Sneakers and Snoozers, regia di J.A. Howe – cortometraggio (1918)
- A Game with Fate, regia di Paul Scardon (1918)
- Skids and Scalawags, regia di Lawrence Semon – cortometraggio (1918)
- Find the Woman, regia di Tom Terriss (1918)
- The Soap Girl, regia di Martin Justice (1918)
- Lame Brains and Lunatics, regia di J.A. Howe – cortometraggio (1918)
- The Count and the Wedding Guest, regia di Martin Justice – cortometraggio (1918)
- The Enchanted Profile, regia di Martin Justice – cortometraggio (1918)
- Sisters of the Golden Circle, regia di Kenneth S. Webb – cortometraggio (1918)
- The Girl in His House, regia di Thomas R. Mills (1918)
- Boodle and Bandits, regia di Lawrence Semon – cortometraggio (1918)
- The Dismissal of Silver Phil, regia di Lewis A. Watts – cortometraggio (1918)
- The Brief Debut of Tildy, regia di George Ridgwell – cortometraggio (1918)
- Tangled Lives, regia di Paul Scardon (1918)
- Bonds and Banners, regia di J.A. Howe – cortometraggio (1918)
- The Girl and the Graft, regia di William P.S. Earle – cortometraggio (1918)
- One Thousand Dollars, regia di Kenneth S. Webb (1918)
- Hindoos and Hazards, regia di Lawrence Semon – cortometraggio (1918)
- To the Highest Bidder, regia di Tom Terriss (1918) – cortometraggio (1918)
- The Coming of Faro Nell, regia di George L. Sargent
- Skippers and Schemers, regia di J.A. Howe – cortometraggio (1918)
- Love Watches, regia di Henry Houry (1918)
- A Fight for Millions
- The Trimmed Lamp, regia di George Ridgwell – cortometraggio (1918)
- Mammon and the Archer, regia di Kenneth S. Webb – cortometraggio (1918)
- Bathing Beauties and Big Boobs, regia di Lawrence Semon – cortometraggio (1918)
- The Winning of the Mocking Bird, regia di Lewis A. Watts – cortometraggio (1918)
- Wounded Hearts and Wedding Rings, regia di J.A. Howe – cortometraggio (1918)
- A Gentleman's Agreement, regia di David Smith (1918)
- Springtime à la Carte, regia di Kenneth S. Webb – cortometraggio (1918)
- The Marquis and Miss Sally, regia di Allen Watt – cortometraggio (1918)
- Dunces and Dangers, regia di Lawrence Semon – cortometraggio (1918)
- All Man, regia di Paul Scardon (1918)
- The Jest of Talky Jones, regia di Lewis A. Watts – cortometraggio (1918)
- Wild Primrose, regia di Frederick A. Thomson (1918)
- Shines and Monkeyshines, regia di J.A. Howe – cortometraggio (1918)
- The Changing Woman, regia di David Smith – cortometraggio (1918)
- Dukes and Dollars, regia di Walter R. Hall – cortometraggio (1918)
- The Widow Dangerous, regia di Allen Watt – cortometraggio (1918)
- The Clutch of Circumstance, regia di Henry Houry (1918)
- Flappers and Friskies, regia di J.A. Howe – cortometraggio (1918)
- The Green God, regia di Paul Scardon (1918)
- Mutts and Motors, regia di Lawrence Semon – cortometraggio (1918)
- A Bird of Bagdad, regia di Kenneth S. Webb – cortometraggio (1918)
- The Wooing of Riley, regia di Robert N. Bradbury – cortometraggio (1918)
- The Buyer from Cactus City – cortometraggio (1918)
- Capers and Crooks, regia di J.A. Howe – cortometraggio (1918)
- A Nymph of the Foothills, regia di Frederick A. Thomson (1918)
- Transients in Arcadia, regia di Kenneth S. Webb (1918)
- Wild Women and Wild Waves, regia di Walter R. Hall – cortometraggio (1918)
- Misfits and Matrimony, regia di J.A. Howe – cortometraggio (1918)
- By the World Forgot, regia di David Smith (1918)
- Everybody's Girl, regia di Tom Terriss (1918)
- The Girl of Today, regia di John S. Robertson (1918)
- Stripes and Stars, regia di Walter R. Hall – cortometraggio (1918)
- Huns and Hyphens, regia di Larry Semon – cortometraggio (1918)
- Roofs and Riots, regia di Roy McCray – cortometraggio (1918)
- Hula Hulas and Hocus Pocus, regia di Walter R. Hall – cortometraggio (1918)
- A Diplomatic Mission, regia di Jack Conway (1918)
- Rose of Wolfville – cortometraggio (1918)
- The Mating, regia di Frederick A. Thomson (1918)
- La bestia nera (Bears and Bad Men), regia di Larry Semon – cortometraggio (1918)
- The King of Diamonds, regia di Paul Scardon (1918)
- Chumps and Cops, regia di J.A. Howe – cortometraggio (1918)
- The Iron Test, regia di Robert N. Bradbury, Paul Hurst - serial (1918)
- The Grouch – cortometraggio (1918)
- The Decision – cortometraggio (1918)
- The Choice – cortometraggio (1918)
- Sylvia's Last Pledge – cortometraggio (1918)
- Earle Williams in a Liberty Loan Appeal – cortometraggio (1918)
- A Wise Purchase – cortometraggio (1918)
- Ridolini al bagno penale (Frauds and Frenzies), regia di Larry Semon – cortometraggio (1918)
- The Dawn of Understanding, regia di Charles R. Seeling, David Smith (1918)
- Submarines and Simps, regia di Roy McCray – cortometraggio (1918)
- Miss Ambition, regia di Henry Houry (1918)
- Humbugs and Husbands, regia di Lawrence Semon – cortometraggio (1918)
- The Man Who Wouldn't Tell, regia di James Young (1918)
- Daring and Dynamite, regia di Walter R. Hall – cortometraggio (1918)
- The Beloved Impostor, regia di Joseph Gleason (1918)
- Farms and Fumbles, regia di Gilbert Pratt (1918)
- Pluck and Plotters, regia di Lawrence Semon (Larry Semon) – cortometraggio (1918)
- Hoarded Assets, regia di Paul Scardon (1918)
- Bums and Boarders, regia di Gilbert Pratt – cortometraggio (1918)

## 1919
- Toad Allen's Elopement – cortometraggio (1919)
- The Washerwoman's War, regia di Otto Lederer – cortometraggio (1919)
- The Trials of Texas Thompson – cortometraggio (1919)
- The Canyon Hold-Up – cortometraggio (1919)
- Man of Might, regia di William Duncan e Clifford Smith - serial (1919)
- Miranda contro i banditi dell'Oregon (The Captain's Captain), regia di Tom Terriss (1919)
- The Adventure Shop, regia di Kenneth S. Webb (1919)
- Beauty and Booty, regia di J.A. Howe – cortometraggio (1919)
- Boobs and Bumps, regia di Frank P. Donovan – cortometraggio (1919)
- Ridolini e i teppisti (Traps and Tangles), regia di Lawrence Semon (Larry Semon) – cortometraggio (1919)
- The Enchanted Barn, regia di David Smith (1919)
- Footballs and Frauds, regia di J.A. Howe – cortometraggio (1919)
- The Highest Trump, regia di James Young (1919)
- Love and Lather
- Soapsuds and Sapheads, regia di J.A. Howe – cortometraggio (1919)
- Fortune's Child, regia di Joseph Gleason (1919)
- The Lion and the Mouse, regia di Tom Terriss (1919)
- Silent Strength, regia di Paul Scardon (1919)
- Ridolini prende moglie (Scamps and Scandals), regia di Lawrence Semon (Larry Semon) – cortometraggio (1919)
- The Girl Problem, regia di Kenneth S. Webb (1919)
- The Wishing Ring Man, regia di David Smith (1919)
- Damsels and Dandies, regia di Gilbert Pratt – cortometraggio (1919)
- A Gentleman of Quality, regia di James Young (1919)
- Miss Dulcie from Dixie, regia di Joseph Gleason (1919)
- Jazz and Jailbirds, regia di J.A. Howe (come Jay A. Howe) – cortometraggio (1919)
- Fighting Destiny, regia di Paul Scardon (1919)
- The Cambric Mask, regia di Tom Terriss (1919)
- Girlies and Grubbers, regia di Gilbert Pratt – cortometraggio (1919)
- Ridolini sceriffo (Well, I'll Be), regia di Lawrence Semon – cortometraggio (1919)
- The Unknown Quantity, regia di Thomas R. Mills (1919)
- Mules and Mortgages, regia di Jay A. Howe – cortometraggio (1919)
- A Yankee Princess, regia di David Smith (1919)
- Two Women, regia di Ralph Ince (1919)
- The Usurper, regia di James Young (1919)
- Shocks of Doom, regia di Henry Houry – cortometraggio (1919)
- Fares and Fair Ones, regia di Joe Rock – cortometraggio (1919)
- A Stitch in Time, regia di Ralph Ince (1919)
- Ridolini e la mano nera (Passing the Buck), regia di Lawrence Semon (Larry Semon) – cortometraggio (1919)
- Beating the Odds, regia di Paul Scardon (1919)
- Tootsies and Tamales, regia di Noel M. Smith – cortometraggio (1919)
- The Third Degree, regia di Tom Terriss (1919)
- Thin Ice, regia di Thomas R. Mills (1919)
- Ridolini a Sing-Sing (The Star Boarder), regia di Lawrence Semon (Larry Semon) – cortometraggio (1919)
- The Little Boss, regia di David Smith (1919)
- Healthy and Happy, regia di Noel M. Smith – cortometraggio (1919)
- Il ladro di perle (A Rogue's Romance), regia di James Young (1919)
- Too Many Crooks, regia di Ralph Ince (1919)
- The Painted World, regia di Ralph Ince (1919)
- Harems and Hookum, regia di Gilbert Pratt – cortometraggio (1919)
- Beauty-Proof, regia di Paul Scardon (1919)
- A Girl at Bay, regia di Thomas R. Mills (1919)
- The Spark Divine, regia di Tom Terriss (1919)
- Flips and Flops, regia di Gilbert Pratt – cortometraggio (1919)
- His Home Sweet Home, regia di Lawrence Semon – cortometraggio (1919)
- The Guardian of the Accolade, regia di Henry Houry (come Henri Houry) – cortometraggio (1919)
- Cupid Forecloses, regia di David Smith (1919)
- The Man Who Won, regia di Paul Scardon (1919)
- Shadows of the Past, regia di Ralph Ince (1919)
- Hornet's Nest, regia di James Young (1919)
- The Simple Life, regia di Larry Semon (1919)
- The Buried Treasure, regia di Kenneth S. Webb (1919)
- The Girl-Woman, regia di Thomas R. Mills (1919)
- Daring Hearts, regia di Henry Houry (1919)
- Zip and Zest, regia di Gilbert Pratt – cortometraggio (1919)
- The Wolf, regia di James Young (1919)
- The Bramble Bush, regia di Tom Terriss – cortometraggio (1919)
- Yaps and Yokels, regia di Noel M. Smith – cortometraggio (1919)
- Smashing Barriers, regia di William Duncan (1919)
- In Honor's Web, regia di Paul Scardon (1919)
- Ridolini macchinista (Between the Acts), regia di Larry Semon – cortometraggio (1919)
- The Gamblers, regia di Paul Scardon (1919)
- Giorgetta e il suo chauffeur (Over the Garden Wall), regia di David Smith (1919)
- Mates and Models, regia di Noel M. Smith – cortometraggio (1919)
- Vamps and Variety, regia di Gilbert Pratt – cortometraggio (1919)
- The Winchester Woman, regia di Wesley Ruggles (1919)
- Dull Care, regia di Lawrence Semon – cortometraggio (1919)
- Squabs and Squabbles, regia di Noel M. Smith – cortometraggio (1919)
- The Gray Towers Mystery, regia di John W. Noble (1919)
- The Ghost of a Chance, regia di Kenneth S. Webb – cortometraggio (1919)
- Dew Drop Inn, regia di Lawrence Semon – cortometraggio (1919)
- The Climbers, regia di Tom Terriss (1919)
- Whiz and Whiskers
- The Mind-the-Paint Girl, regia di Wilfrid North (1919)
- The Vengeance of Durand, regia di Tom Terriss (1919)
- Caves and Coquettes, regia di Gilbert Pratt – cortometraggio (1919)
- A Fighting Colleen, regia di David Smith (1919)
- Bungs and Bunglers, regia di Noel M. Smith – cortometraggio (1919)
- The Golden Shower, regia di John W. Noble (1919)
- The Black Gate, regia di Theodore Marston (1919)
- Ridolini cameriere (The Head Waiter), regia di Larry Semon – cortometraggio (1919)
- Ridolini droghiere (The Grocery Clerk), regia di Larry Semon – cortometraggio
- When a Man Loves, regia di Chester Bennett (1919)
- Rubes and Robbers, regia di Gilbert Pratt (1919)
- Switches and Sweeties, regia di Noel M. Smith (1919)
- The Darkest Hour, regia di Paul Scardon (1919)

## 1920
- While the Auto Waits – cortometraggio (1920)
- Trimble, Trimble – cortometraggio (1920)
- The Tower of Jewels, regia di Tom Terriss (1920)
- The Romance Promoters, regia di Chester Bennett (1920)
- The Roads We Take, regia di David Smith – cortometraggio (1920)
- The Ransom of Mack, regia di David Smith – cortometraggio (1920)
- The Prey, regia di George L. Sargent (1920)
- The Passing of Black Eagle – cortometraggio (1920)
- The Invisible Hand, regia di William Bowman - serial (1920)
- The Dream – cortometraggio (1920)
- The Day Resurgent, regia di Joseph Byron Totten – cortometraggio (1920)
- The Church with an Overshot Wheel – cortometraggio (1920)
- The Call Loan – cortometraggio (1920)
- The Birth of a Soul, regia di Edwin L. Hollywood (1920)
- Pegeen, regia di David Smith (1920)
- Human Collateral, regia di Lawrence C. Windom (1920)
- A Ruler of Men, regia di David Smith – cortometraggio (1920)
- A Parcel Post Husband, regia di Charles Reisner – cortometraggio (1920)
- An Afternoon Miracle, regia di David Smith – cortometraggio (1920)
- Throbs and Thrills
- Slaves of Pride, regia di George W. Terwilliger (1920)
- Dames and Dentists, regia di Noel M. Smith – cortometraggio (1920)
- Pipe Dreams and Prizes, regia di Hank Mann – cortometraggio (1920)
- The Friendly Call, regia di Thomas R. Mills – cortometraggio (1920)
- Deadline at Eleven, regia di George Fawcett (1920)
- Derby, prezzo di una felicità (The Sporting Duchess), regia di George W. Terwilliger (1920)
- The Fortune Hunter, regia di Tom Terriss (1920)
- Telemachus, Friend, regia di David Smith – cortometraggio (1920)
- Knights and Knighties, regia di Gilbert Pratt – cortometraggio (1920)
- Fridolen direttore dei grandi magazzini (Maids and Muslin), regia di Noel M. Smith – cortometraggio (1920)
- A Philistine in Bohemia, regia di Edward H. Griffith – cortometraggio (1920)
- The Flaming Clue, regia di Edwin L. Hollywood (1920)
- Ridolini fra i cinesi (The Fly Cop), regia di Mort Peebles, Larry Semon, Norman Taurog – cortometraggio (1920)
- Squeaks and Squawks, regia di Noel M. Smith – cortometraggio (1920)
- Loafers and Lovers, regia di Melville W. Brown – cortometraggio (1920)
- The Silent Avenger, regia di William Duncan (1920)
- Fists and Fodder, regia di Jess Robbins – cortometraggio (1920)
- Sauce and Senoritas, regia di Melville W. Brown – cortometraggio (1920)
- Captain Swift, regia di Tom Terriss, Chester Bennett (1920)
- School Days, regia di Mort Peebles, Larry Semon e Norman Taurog – cortometraggio (1920)
- Thimble, Thimble, regia di Edward H. Griffith – cortometraggio (1920)
- Pals and Pugs, regia di Jess Robbins – cortometraggio (1920)
- Il coraggio di Magda (The Courage of Marge O'Doone), regia di David Smith (1920)
- The Garter Girl, regia di Edward H. Griffith (1920)
- Dollars and the Woman, regia di George Terwilliger (1920)
- Solid Concrete, regia di Larry Semon – cortometraggio (1920)
- He Laughs Last, regia di Jess Robbins – cortometraggio (1920)
- The Sea Rider, regia di Edwin L. Hollywood (1920)
- The Midnight Bride, regia di William Humphrey (1920)
- Footprints
- A Master Stroke, regia di Chester Bennett (1920)
- Babs, regia di Edward H. Griffith (1920)  * The Laundry
- The Gauntlet, regia di Edwin L. Hollywood (1920)
- Springtime, regia di Jess Robbins – cortometraggio (1920)
- The Decorator, regia di Jess Robbins – cortometraggio (1920)
- The Whisper Market, regia di George L. Sargent (1920)
- The Veiled Mystery, regia di William Bowman, Webster Cullison, Francis J. Grandon e Antonio Moreno - serial (1920)
- Ridolini inserviente teatrale (The Stage Hand), regia di Larry Semon e Norman Taurog – cortometraggio (1920)
- Trumpet Island, regia di Tom Terriss (1920)
- Hidden Dangers, regia di William Bertram (1920)
- The Purple Cipher, regia di Chester Bennett (1920)
- The Trouble Hunter, regia di Jess Robbins – cortometraggio (1920)
- The Broadway Bubble, regia di George L. Sargent (1920)
- Ridolini cerca la fidanzata (The Suitor), regia di Larry Semon e Norman Taurog – cortometraggio (1920)
- His Jonah Day, regia di Jess Robbins – cortometraggio (1920)
- The Vice of Fools, regia di Edward H. Griffith (1920)
- The Backyard, regia di Jess Robbins – cortometraggio (1920)
- Dead Men Tell No Tales, regia di Tom Terriss (1920)
- The Mysterious Stranger, regia di Jess Robbins – cortometraggio (1920)

## 1921
- The Sportsman
- The Son of Wallingford, regia di George Randolph Chester e Lillian Christy Chester (come Mrs. George Randolph Chester) (1921)
- The Nuisance, regia di Jess Robbins – cortometraggio (1921)
- Princess Jones, regia di G.V. Seyffertitz (Gustav von Seyffertitz) (1921)
- It Isn't Being Done This Season, regia di George L. Sargent (1921)
- Diamonds Adrift, regia di Chester Bennett (1921)
- Cousin Kate, regia di Mrs. Sidney Drew (1921)
- Black Beauty, regia di David Smith (1921)
- Fighting Fate, regia di William Duncan (1921)
- Three Sevens, regia di Chester Bennett (1921)
- The Blizzard, regia di Jess Robbins – cortometraggio (1921)
- The Hick, regia di Larry Semon e Norman Taurog – cortometraggio (1921)
- What's Your Reputation Worth?, regia di Webster Campbell (1921)
- The Charming Deceiver, regia di George L. Sargent (1921)
- Povertà (Her Lord and Master), regia di Edward José (1921)
- The Bakery, regia di Larry Semon e Norman Taurog – cortometraggio (1921)
- Ridolini esattore (The Rent Collector), regia di Larry Semon e Norman Taurog – cortometraggio (1921)
- The Heart of Maryland, regia di Tom Terriss (1921)
- The Tourist, regia di Jess Robbins – cortometraggio (1921)
- The Silver Car, regia di David Smith (1921)
- The Scarab Ring, regia di Edward José (1921)
- The Fall Guy, regia di Larry Semon, Norman Taurog – cortometraggio (1921)
- Closed Doors, regia di G.v. Seyffertitz (1921)
- Peggy Puts It Over, regia di G.v. Seyffertitz (1921)
- Where Men Are Men, regia di William Duncan (1921)
- The Riot, regia di Jimmy Aubrey e Charles Avery (1921)
- The Inner Chamber, regia di Edward José (1921)
- Ridolini groom (The Bell Hop), regia di Larry Semon, Norman Taurog – cortometraggio (1921)
- Moral Fibre, regia di Webster Campbell (1921)
- The Secret of the Hills, regia di Chester Bennett (1921)
- Breaking Through, regia di Robert Ensminger (1921)
- Matrimonial Web, regia di Edward José (1921)
- Bring Him In, regia di Robert Ensminger, Earle Williams (1921)
- The Applicant, regia di Jimmy Aubrey, Charles Avery – cortometraggio (1921)
- Steelheart, regia di William Duncan (1921)
- The Single Track, regia di Webster Campbell (1921)
- The Messenger, regia di Jimmy Aubrey – cortometraggio (1921)
- Rainbow, regia di Edward José (1921)
- A Guilty Conscience, regia di David Smith (1921)
- The Flower of the North, regia di David Smith (1921)
- Lucky Carson, regia di Wilfrid North (1921)
- No Defense, regia di William Duncan (1921)

## 1922
- The Sawmill
- The Little Minister
- Received Payment
- The Prodigal Judge
- A Charmed Life
- Ridolini al varietà (The Show), regia di Larry Semon – cortometraggio (1922)
- Island Wives
- The Man from Downing Street
- Too Much Business
- The Silent Vow
- Angel of Crooked Street
- A Virgin's Sacrifice
- Restless Souls, regia di Robert Ensminger (1922)
- The Girl in His Room
- Ridolini granduca (A Pair of Kings), regia di Larry Semon e Norman Taurog (1922)
- My Wild Irish Rose, regia di David Smith (1922)
- Blue Blood (1922)
- Divorce Coupons
- The Purple Riders
- The Chicken Parade
- The Ladder Jinx
- The Light in the Dark
- Ridolini giocatore di golf (Golf), regia di Larry Semon – cortometraggio (1922)
- Tenderfoot Luck
- A Girl's Desire
- When Danger Smiles
- The Fighting Guide
- Fortune's Mask, regia di Robert Ensminger (1922)
- Little Wildcat
- Ridolini agente segreto
- The Counter Jumper
- You Never Know, regia di Robert Ensminger (1922)
- The Ninety and Nine
- A Front Page Story

## 1923
- No Wedding Bells, regia di Mort Peebles e Larry Semon (1923)
- One Stolen Night, regia di Robert Ensminger e Roland Ensminger (1923)
- Forward March, regia di John Pilcher Smith (1923)
- The Barnyard, regia di Larry Semon (1923)
- Playing It Wild, regia di William Duncan (1923)
- Masters of Men, regia di David Smith (1923)
- The Man Next Door, regia di Victor Schertzinger (1923)
- Ridolini al tabarin (The Midnight Cabaret), regia di Larry Semon – cortometraggio (1923)
- Smashing Barriers, regia di William Duncan (1923)
- Ridolini e le modelle, regia di Larry Semon (1923)
- The Midnight Alarm, regia di David Smith (1923)
- On the Banks of the Wabash, regia di J. Stuart Blackton (1923)
- Lightning Love, regia di James D. Davis e Larry Semon (1923)
- Pioneer Trails, regia di David Smith (1923)
- Ridolini pugilista (Horseshoes), regia di James D. Davis e Larry Semon (1923)
- The Man from Brodney's, regia di David Smith (1923)

## 1924
- Le catene del cuore (Let Not Man Put Asunder), regia di J. Stuart Blackton (1924)
- My Man, regia di David Smith (1924)
- Trouble Brewing, regia di James D. Davis e Larry Semon (1924)
- Borrowed Husbands, regia di David Smith (1924)
- Scadenza tragica (Between Friends), regia di J. Stuart Blackton (1924)
- Code of the Wilderness, regia di David Smith (1924)
- Behold This Woman, regia di J. Stuart Blackton (1924)
- Captain Blood, regia di David Smith e Albert E. Smith (1924)
- The Clean Heart, regia di J. Stuart Blackton (1924)
- The Beloved Brute, regia di J. Stuart Blackton (1924)

## 1925
- The Redeeming Sin, regia di J. Stuart Blackton (1925)
- Pampered Youth, regia di David Smith (1925)
- Tides of Passion, regia di J. Stuart Blackton (1925)
- Baree, Son of Kazan, regia di David Smith (1925)
- Steele of the Royal Mounted, regia di David Smith (1925)
- The Happy Warrior, regia di J. Stuart Blackton (1925)
- Ranger of the Big Pines, regia di William S. Van Dyke (1925)
- The Love Hour, regia di Herman C. Raymaker (1925)

## 1927
- Two to One, regia di David Smith (1927)